# 獣電戦隊キョウリュウジャー
『獣電戦隊キョウリュウジャー』（じゅうでんせんたいキョウリュウジャー）は、2013年2月17日から2014年2月9日まで、テレビ朝日系列で毎週日曜7時30分 - 8時（JST）に全48話が放送された、東映制作の特撮テレビドラマのタイトル、および作中で主人公たちが変身するヒーローの名称。
キャッチコピーは「史上最強のブレイブ!!」。

## 概要
前作『特命戦隊ゴーバスターズ』が挑戦作であったのに対し、本作品ではストレートな”王道”の戦隊が志向されている。モチーフは『恐竜戦隊ジュウレンジャー』『爆竜戦隊アバレンジャー』に続く3度めの「恐竜」になっている。作品コンセプトとして、東映チーフプロデューサーの大森敬仁は「強い戦隊」、パイロット監督の坂本浩一は「王道戦隊」という要素をそれぞれ掲げている。
キョウリュウジャー側のデザインは「噛みつく」というコンセプトでまとめられている。初期メンバーの色構成は赤・黒・青・緑・桃という、シリーズ初の構成が採られている。『電撃戦隊チェンジマン』（1985年）以来、28年ぶりのイエロー不在の作品となっているが、代わりに各ヒーローの挿し色としてイエローが用いられている。また従来の戦隊にはない新たな要素として肩アーマーが付けられている。
変身シーンや獣電竜のカミツキ合体のシーンなどでサンバなどの民謡音楽が取り入れられているのも特徴である。プロデューサーの大森からの「聴いたことのないような変身音」と「大ヒットとなった『仮面ライダーオーズ/OOO』を超えるものを」という提案を受け、それまでの作品に多かった機械的な効果音ではなく音楽が用いられた。音楽やダンスは劇場版で物語上の設定として掘り下げられ、テレビシリーズ後半での重要な展開にも組み込まれている。
オープニング映像や本編における各メンバーの個別での紹介映像とともに出演者紹介のテロップが画面に現れるフォーマットや、CM前後のアイキャッチ映像と音楽、また変身後の各戦士ごとの名乗りやブレイブ2（第2話）からの変身バンク、さらに初期には敵幹部や怪人が初登場した際のテロップといった、シリーズが進む中で踏襲されなくなったさまざまな要素が本作品で再度導入されている。また、従来のシリーズ作では変身後の名乗りに使う程度だった「戦隊」というワードをリーダーであるキョウリュウレッドの「俺たちは戦隊だ!」という口癖に取り入れ、メンバーの結束の象徴として多用している。アクションでは坂本の得意とするワイヤーアクションが多用され、トランポリンの使用も避けられていた前作と差別化されている。前作での巨大戦をルーチンワーク化しないという方向性は引き継いでおり、前作がストーリー面で変化をつけたのに対し、本作品ではヒーローと巨大ロボットのアクションを同じ画面で見せるなど、画面作りで変化をつけている。また前作のノウハウを引き継いだオープンセットでの特撮も用いられている。最終回はスーパー戦隊シリーズでは珍しく、戦隊メンバー全員が揃っての変身をしないものとなった。
テレビシリーズの撮影は2013年内に終了しており、年明けからの『烈車戦隊トッキュウジャー』の撮影とは重複せずに撮り終えている。

## 商業展開
本作品独自のコレクターアイテムとして獣電池が登場する。通年での玩具展開が行われる連動アイテムは前作では廃されたが、それに代わる展開も明確化されなかったため再び導入された。
またDXロボ玩具では、各マシン単体での販売が中心で、一部店舗を除きDX合体セットBOXの一般販売はなかった『ゴーバスターズ』に対し、本作品では当初より1号ロボである「キョウリュウジン」のDX合体セットBOXが一般販売されている。
玩具全体の売上は第3四半期時点で『ゴーバスターズ』の年間通算売上（96億円）を上回る110億円に到達し、最終的には2011年の『海賊戦隊ゴーカイジャー』も上回る144億円を叩きだした。「変身銃ガブリボルバー」はこの売上を特に牽引した商品であり、なりきり玩具としては前年と比較して数量で約3倍、金額にして約4倍の売上を記録した。また、「カミツキ合体DXキョウリュウジン」は2013年夏までに20万個を売り上げ、販売推移としては直近10年で最高の記録となった。

## あらすじ
遥かな太古、地球に飛来した暗黒種であるデーボス。それと戦った当時の地球の覇者が恐竜たちであった。賢神トリンは選ばれた恐竜たちに機械の身体を与え、自らの魂を重ねて「獣電竜」とし、デーボスに反撃する。彼らの反撃を受けたデーボスは魂を氷漬けにされ、海に封印された。
そして現代、デーボスの部下たちであるデーボス軍が復活。これに対抗すべく賢神トリンは選んだ人間を獣電竜と戦わせ、その勝負に勝った人間にキョウリュウジャーに変身できる力を与える。そして再びキョウリュウジャーとデーボス軍との戦いが始まった。

## 登場人物

### 獣電戦隊キョウリュウジャー
十大獣電竜に打ち勝った「強き竜の者」たちで結成されたチーム。
当初はお互いの素性を隠していたために、集合するタイミングが悪いことで衝突があったものの、ダイゴの尽力もあって全員の素性がわかってからはダイゴを中心に戦うこととなる。詳細は#設定・用語を参照。
名乗り後の決めゼリフは主にレッドが言うが、回によっては別のメンバーが言う場合があり、その際には言い回しが使用するメンバーの口調に合わせたものに変わる。
名乗りの口上は「史上最強のブレイブ、獣電戦隊キョウリュウジャー！」。
キョウリュウシアン・グレー・バイオレット・シルバーの4人（番外戦士）は、主要メンバー6人とは基本的に別行動をとる。いずれもそれぞれの理由で2名が変身している。このうち、スピリットが変身したシアン・グレーはスピリットレンジャーを名乗る。
- 東映プロデューサーの大森敬仁は、多様な面々が一つのことを成すのが戦隊の格好良さであるとの考えからキャラクターの年齢層を幅広くし、戦う動機などあらゆる面で違いを付けていったことを述べている[23]。メインライターの三条陸は、メンバーが一長一短を補い合うのではなく、長所が凄い5人が集まっていると位置づけている[24]。
- 主要メンバー6人やシアン・グレー・バイオレット・シルバーの二代目変身者は、それぞれの頭文字を並べることで「恐竜」「ダイノソア」「復興期」「勇者」など本作品や恐竜に関連した用語になるように名付けられている[12]。

桐生 ダイゴ（）
獣電竜ガブティラに勝利したことで、キョウリュウレッドに選ばれる冒険家の若者。20歳。
愛称は「キング」で、自分でも自称しており、初期はその際に仲間から「呼ばない」と言われていたが、後に彼の勇気ある行動を見て仲間たちも自然と呼ぶようになる。また、キョウリュウジャーになる以前にもキングと呼ばれ、親しまれていた。
首には父からもらった琥珀のペンダントを着用している。自身が赤ん坊のころにダンテツと共に大地の光を浴び、地球のメロディを聞き入れる能力を手に入れている。本人は長らくそれを知らなかったが、ブレイブ45でそのことを自覚する。
ダンテツと幼少期に旅先で別れた後は、彼の後を追う中で各地の達人たちにと渡り合いながら世界中をひとりで旅して「竜の道」を進んできた過去を持つ。誰に対してもフランクで、危険にも後先構わず突っ込んでいく大胆不敵かつ無鉄砲で天然な性格だが、器も大きく、常に自然体かつ好奇心旺盛。ユニークな人間味とカリスマ性、チャレンジ精神で仲間たちを次第に惹きつけていき、チームのリーダーになる。洞察力の高さや、感情に振り回されない冷静な面も持ち合わせるが、場の空気が読めない面もある。また、褒めてないことを仲間が言っても喜ぶなど、些かずれている。絵画制作や料理もそつなくこなし、作中ではTIGER BOYの助っ人シェフや、ノブハルの手伝いなどの仕事も受け持っている。
ブレイブ17にて鉄砕が試した試練でも最初にクリアするが、鉄砕曰くただの怖いもの知らずな性格が原因で自分の弱さを越えることが出来ず、ピンチに陥るが、その弱点もブレイブ18にて自分を心配してくれる仲間たちの声を聞いて、自分の怖いものが「仲間たちを失うこと」であることを理解し、乗り越える。一方で、仲間も驚くような作戦や考えを思いつくこともある。
ブレイブファイナルにおいて仲間たちの歌声に援護され、10人のブレイブを注いだビクトリー・マキシマム獣電池を使ってついに蝶絶神デーボスを倒すも、氷結城の爆発に巻き込まれて十大獣電竜と共に消息を絶つ。数日後、彼らに助けられて共に地球に帰還し、傷だらけではあるが、仲間たちと再会を果たす。アミィに対しては終盤に向かうにつれ恋愛感情のようなものが芽生え始めていたようで、一人でダンテツとの決戦に向かう直前に「戦いが終わったらストロベリーパフェを一緒に食べに行く」と約束し、デーボスとの戦闘では必殺獣電池を守ろうとしたアミィを庇って谷底に落ち、無茶をする互いについて「似た者同士」と述懐している。デーボスとの決着がつけば自身たちの身も危険となるため、最終決戦直前には彼女を氷結城から逃がしている。その後、地球に帰還した際にはアミィに対して語りかけ、抱き合っている。
- レッド以外の4人が当初は素顔を隠しており、実際の性格や戦闘能力と表の顔は全く異なるキャラクターであったことから、表裏がないキャラクターとして、少年漫画の定番のヒーローのように、バカで天然で、皆が表裏のないところに惹かれていくものにすることとなり、先に他の4人から決め込んでいき、その後にダイゴが肉付けされていった。キャラクター性についてスタッフや出演者から漫画『ONE PIECE』のモンキー・D・ルフィに例えられる。脚本を担当した三条陸は、『電子戦隊デンジマン』のデンジレッドのイメージや同時期に放送していた『仮面ライダーウィザード』がパンチを用いなかったことなどから、レッドをパンチ主体のキャラクターとしている。また、ダイゴが強く見えすぎないよう目標とする父親の存在を設定した。

キョウリュウレッド
桐生ダイゴが変身する戦士。獣電竜ガブティラに認められた牙の勇者である。
格闘センスに優れ、岩烈パンチや鉄砕拳・激烈突破などのパンチを中心にした技を用いる。また、跳躍力が高く、空中からの連続キックなども得意とする。
- アクションにはカポエイラ、カンフー、プロレスの要素が入っている。

キョウリュウレッド・カーニバル
ブレイブ27から登場。ガブティラ・デ・カーニバルを使用してキョウリュウレッドが超強化武装したパワーアップ形態。頭部にはトサカ状パーツが、胸部にはガブティラヘッド状の装甲が追加され、上半身から足にかけて赤、白、黄色の牙のような装飾が施されている。ダイゴは当初、変身した際にサンバのカーニバルを連想しており、曰く「旅先で飛び込んだ祭りのようにパワーが湧いてくる」らしい。カーニバルのリズムに合わせて身軽で踊っているかのようなステップで舞踏するように敵を翻弄して武闘する。得意技はガブガブキックで、分離可能な胸の装甲による噛み付き攻撃も使用できる。ブレイブファイナルでは、直接変身して戦った。
最大の能力はキョウリュウジンと同じ力を発動するカミツキチェンジで、ガブティラ・デ・カーニバルに特定の獣電池3本装填することで両腕にキュウリュウジンの腕となる獣電竜を模したスピリットの武装が装着され、その獣電竜に応じた武器を使用できる。その際には両腕と両足のブーツの色が左右それぞれ装備した武器と同じ色に変わる。カミツキチェンジ後の名称はキョウリュウレッド・○○カーニバルとなり、トバスピノ、ステゴッチ獣電池を用いた際はサンバカーニバルスペシャルとなる。
ガブティラ人間
ダイゴが、カーニバル獣電池をガブリボルバーに装填して使用したことで変貌し、凶暴化した姿。マスクの口の部分が黒く変色しており、マスクの牙で噛みつき攻撃が可能。ガブリボルバーからカーニバル獣電池を抜くことで元に戻ることができる。 
- ガブティラ人間は、竜星涼がスケジュールの都合で出番を作れないことから創作された。

他作品への登場
『仮面ライダー×スーパー戦隊×宇宙刑事 スーパーヒーロー大戦Z』
スペースショッカーの魔法陣で、スタジアムに吹っ飛ばされた操真晴人 / 仮面ライダーウィザードを敵か味方か判断するため、彼にサシの勝負を挑み、晴人を「ブレイブな奴」と認める。
『獣電戦隊キョウリュウジャーVSゴーバスターズ 恐竜大決戦! さらば永遠の友よ』
突如現れたティラノサウルスから親友の死を止めるよう告げられ、その親友が誰なのかは分からなかったが、巨大化したネオグリフォーザーの攻撃に庇ったガブティラが親友だと分かり、突如現れたあのティラノサウルスはガブティラになる前のティラノサウルスだと分かる。
『平成ライダー対昭和ライダー 仮面ライダー大戦 feat.スーパー戦隊』
キョウリュウジャーの中でダイゴのみ登場し、ガブティラと共に地下帝国バダンに立ち向かった。
『烈車戦隊トッキュウジャーVSキョウリュウジャー THE MOVIE』
短髪姿で登場。ゾーリ魔に武器や技が通用しなかったトッキュウジャーの初期メンバー5人とは当初、協力を拒み、彼らを子供っぽいと揶揄かっていたが、ライト / トッキュウ1号の考えに賛同し、共に戦った。
『帰ってきた獣電戦隊キョウリュウジャー 100 YEARS AFTER』
テレビシリーズの100年後を描いた『帰ってきたキョウリュウジャー』では、彼とアミィの曾孫である姉弟（ダイくんとアミねえさん）がキョウリュウジャーのメンバーとして登場する。ダイくんの声を聞き、2014年に現れたアースレバンを迎え撃ちギガントキョウリュウジンで撃退した後、2114年に追い返した。その後、スペシャル獣電池の力で2114年の時代に召喚され、2114年のキョウリュウジャーに協力する。

イアン・ヨークランド（Ian Yorkland）
獣電竜パラサガンに勝利したことで、キョウリュウブラックに選ばれる青年。23歳。ヨーロッパ出身の祖父母がヨーロッパ系の日系のクオーター。
一見クールで孤高に見える中、女好きのプレイボーイで軽口をたたくお調子者という側面も持っている。自分勝手で捻くれた態度も目立つため、やや誤解されやすいところもある。そのため、初期では仲間と衝突することも多々あった。しかし、実際は根は真面目で誰よりも仲間思い。
元々は超古代文明を研究していた頭脳明晰な考古学者であり、獣電池のメカニズムや秘跡を解明する。コーヒーの好みはエスプレッソのブラック。口癖は「オーマイ！（Oh my!）」。
物語の始まる1年前にヨーロッパの湖畔で遺跡を調査中に目前で親友の士郎をアイガロンに殺され、当初はその復讐のためだけにキョウリュウジャーとして戦っていた。それ以来、仲間を失うことを恐れて他人と距離を取るようになっていたが、ダイゴのブレイブに触れることで心を開き、真のキョウリュウジャーの一員となる。以降は優れた洞察力を持ち、高い分析能力で作戦を立案するサブリーダーとしてダイゴを補佐し、信頼を寄せる。一方でアイガロンへの復讐心や仲間を失う恐怖を拭い切れず、仲間が彼によってピンチになるたびに、冷静な判断が出来なくなることもあるが、他の仲間たちにフォローされて乗り切っている。一方、戦闘でその頭脳が生かされる裏腹、日常生活においては奇策に走りすぎて失敗することの方が多く、空蝉丸にも指摘されている。自身も士郎を失った経験から、同じような寂しさを持ったガールフレンドを元気付けるなど、相手のことを思いやる優しい一面も持つ。自身が女性の扱いが得意なためか、他人の恋愛の手伝いも得意で、自身を「黒いキューピット」と評する。しかし、ブレイブ13のりんの恋の手助けには失敗している。
ブレイブ46にて、デーボス軍から追われる身になったラッキューロとキャンデリラだけでも助けてほしいと仇敵のアイガロンより懇願され、一時は激昂し拒んだものの、好意を寄せるキャンデリラをアイスロンドから救おうとするアイガロンの悲壮な思いに葛藤する。自身の複雑な気持ちに戸惑いながらも、ディノスグランダーで鎧を砕き、装甲の硬さゆえに大地の闇に行くこともできずカオスに利用されていたアイガロンの魂を開放する。そして、アイガロンの忘れ形見であるトホホークを使った連続攻撃でアイスロンドを撃破する。
当初は、ソウジを「新人」の意である「グリーンボーイ」と呼びつけ、ソウジはイアンを不真面目だと思っていたこともあり互いに反発していたが、デーボ・バティシエとの戦いの中で打ち解ける。以来、イアンはソウジを「ボーイ」と呼んでいたが、ブレイブ43でのソウジの成長した活躍ぶりを見て「ボーイ呼ばわりもそろそろ」と発言し、ブレイブ47で共闘した際には彼の成長を認めたうえで、初めて「ソウジ」と名前で呼んでいる。また、彼と息のあった攻撃をすることもあり、信頼を寄せている。
- 名前と「色男の学者」という設定は、1993年公開の映画『ジュラシック・パーク』に登場する数学者「イアン・マルコム」に由来することがスタッフによって言及されている。

キョウリュウブラック
イアン・ヨークランドが変身する戦士。獣電竜パラサガンに認められた弾丸の勇者である。
百発百中の銃の名手であり、空中からの銃撃などアクロバティックな素早い動きの攻撃で敵を翻弄する。また、ガーディアン獣電池を有効的に使い、戦いを有利に運ぶ。
- ブラックが手をブルーの肩に手を置くポーズは、当初はチャラチャラしている感じを出そうと思ったことと、ブラックのスーツアクターを務める竹内が隣にいたブルーのスーツアクターを務める高田にちょっかいを出すために生まれたものであった。

他作品への登場
『帰ってきた獣電戦隊キョウリュウジャー 100 YEARS AFTER』
テレビシリーズの100年後を描いた『帰ってきたキョウリュウジャー』では、子孫であるイッちゃんが登場している（イアン本人はすでに他界している）。2014年に現れたアースレバンを迎え撃ちギガントキョウリュウジンで撃退した後、2114年に追い返した。その後、スペシャル獣電池の力で2114年の時代に召喚され、2114年のキョウリュウジャーに協力する。

有働 ノブハル（）
獣電竜ステゴッチに勝利したことで、キョウリュウブルーに選ばれる男性。32歳。愛称は「ノッさん」。
かつては一流商社に勤務するサラリーマンだったが、4年前に義弟である福井 賢一（）が仕事中に事故死したことを機に退職し、彼が営んでいたなんでもや まるふくを引き継いでいる。現在は賢一の妻である実妹の優子とその娘で姪の理香と一緒に暮らしている。1度戦いに巻き込まれた理香が怪我をして、自分のせいで怪我をしてしまったと思い込んでいたため、当初は家族を危険に巻き込みたくないために正体を隠していたが、ダイゴとの触れ合いで、理香が自分のせいで怪我をしたのではなく、自分のおかげで怪我で済んだということが分かり、「家族こそが力の源」だと悟ったことで、理香の前で変身し、正々堂々と戦うことを決意する。ただし、キョウリュウジャーを「危険な存在」と疎んでいた優子には終盤まで正体を隠している。
ダジャレなどのオヤジギャグが大好きで、それを連発するなど、周りを盛り上げようとして常におどけた態度を取るために、存在を軽く見られがちであるが、彼がいないといまいち場が盛り上がらない。素顔は底抜けのお人好しで真面目で心優しく、人の手助けが好きで、骨身を惜しまず働き、さらに頭も切れるなど、メンバーの最年長者にふさわしい思慮分別や人生経験も持ち合わせる。髪型はパーマヘアーだが、高校生時代やサラリーマン時代にはおさえられている。口癖は「よいしょ!」「どっこいしょ!」。
あまりモテず、普段から女性にモテるイアンや空蝉丸を羨んでいる。しかし、ブレイブ40にて作戦の一環で人間態に変身し「桃園喜美子」と名乗っていたキャンデリラと図らずもお見合いをすることになり、距離が近づき、戦いの中で傷ついた自分を心配してくれたキャンデリラの心を信じたいという自身の想いを伝える。結果的に自身の想いはキャンデリラに届き、彼女はノブハルに人々を救う方法を伝える。ブレイブ46でキャンデリラを想って救うために消滅したアイガロンの最期に泣き崩れる彼女を励まし、デーボス軍を辞めるよう諭し、改心させた。
- 脚本を担当した三条は本来「45歳・妻子持ち」という設定を構想していたが、年齢が高すぎることから32歳で姪っ子がいる設定となった。優子と理香の存在はその名残で、妻子持ちにも見えるような擬似家族的な描写となっている。
- 演じた金城大和はテレビシリーズの撮影終了時に髪を切っているため、その後に撮影された作品ではカツラを用いている。

キョウリュウブルー
有働ノブハルが変身する戦士。獣電竜ステゴッチに選ばれた鎧の勇者である。
攻撃よりも防御面に秀でており、自身の頑丈な身体や専用武器であるステゴシールドを駆使して、獣電戦隊の防御面を一手に引き受けている。そのため、仲間がピンチに陥った時には身を盾にして救う。動きに無駄が多いが、豪快な格闘技で敵をなぎ倒すパワーファイターで、生身でも戦闘能力は高い。独自の技を繰り出すときなどに、「ノブハル○○（攻撃の名称など）!」と命名して叫ぶことが多い。
- スーツアクターの高田将司は名乗り時のポーズはプロレスラーの武藤敬司を意識している。また高田がプロレス好きであることから、アクションにもプロレス技が取り入れられている。

他作品への登場
『帰ってきた獣電戦隊キョウリュウジャー 100 YEARS AFTER』
テレビシリーズの100年後を描いた『帰ってきたキョウリュウジャー』では、直系の子孫ではなく理香の孫であるノブ太さんが登場。ノブハル本人はすでに他界している。2014年に現れたアースレバンを迎え撃ちギガントキョウリュウジンで撃退した後、2114年に追い返した。その後、スペシャル獣電池の力で2114年の時代に召喚され、2114年のキョウリュウジャーに協力する。

立風館 ソウジ（）
獣電竜ザクトルに勝利したことで、キョウリュウグリーンに選ばれる男子高校生。16歳。
私立霧咲高等学校に在学しており、剣道部に所属している。クリームソーダが大好物で、マヨラーでもある。
メンバーでは最年少。クールで生真面目な性格で、人見知りが激しいが、内心では強い正義感を持つ。また、普段は口数が少なく感情を表に出さないが、心根は優しい。当初はその生真面目さゆえにイアンやラミレスの軽い態度に少なからず反発していたが、戦いを経て彼らの優しさを知り、和解する。和解後はブレイブ16で自信が持てなくなったイアンに声をかけて彼を立ち直らせたり、ブレイブ45にて悔しさを隠す彼に思ったようにさせるなどイアンの良き理解者となる。メンバーの中で一番常識性があるためか、仲間たちのノリについていけなかったり、いじられたりすることも。短気な面もあるため、ついきついことをいってしまうことも少なからずあるが、自分の悪い部分を認め、謝るなど素直な心も持っている。恋愛に関しては、イアンに「アイツは手ごわいぞ」といわしめるほど、超鈍感。メンバー最年少なこともあり、未熟な部分もあったが、仲間たちやトリンとの交流で心身共に成長していき仲間たちを危機から救ったこともある。
生家の立風館家は、戦国時代からの由緒正しき暗殺剣術である「無双剣」が継承される武士の家柄。その後継者たる現当主の父の源流を尊敬しており、今も彼と同居しているが、彼が幼少期から自身に厳しかったことが原因で母が家出したため、同時に恨みを抱いてもいる。そのため、初期は無愛想で全く笑わなかった。しかし、戦いの中で流麗な型を極意とする「無双剣」と荒々しい獣の剣の「斬撃剣」を合わせた斬撃無双剣を編み出したことで、父に己の剣を認められる。和解後はキョウリュウジャーの仲間たちの前でも笑顔を見せるようになり、父との関係も良化している。
父から教わった華麗な剣術と荒々しい獣電竜の動きの剣術を組み合わせた攻撃を得意とし、生身でも戦闘能力は高い。また、背後からの攻撃も背面受けで防いだり、意表を突いた斬撃も得意。その才能を同じ剣士の空蝉丸も認めていた。また、頭の回転も速く、イアンの考えをいち早く理解したり、その場に応じて的確な指示を出すこともある。
ブレイブ36にてトリンのトリニティストレイザーに魅了され、トリンとの特訓の末に完全習得、ブレイブ45では「若さは未来への可能性」という意味もあり、彼からフェザーエッジを託される。ブレイブファイナルでは斬撃無双剣とトリニティストレイザーを同時に放つという大技も披露している。
父親である源流が嫌いだったにもかかわらず、別居の際に源流を選んだのは父親を悲しみから「守りたい」と思ったためであり、強くなりたい理由もそこにあった。また、トリニティストレイザーを習得するために必要なことでもあり、この思いを見直すことで、完全に習得している。
- 『仮面ライダーフォーゼ』では舞台が高校で、全員が高校生であったため、5人のうち1人が高校生ということとなったが、明るい高校生活が送れない特殊な環境にいるものにするため、厳しい父親の元でストイックに生きてきた剣士ということとなった。

キョウリュウグリーン
立風館ソウジが変身する戦士。獣電竜ザクトルに選ばれた斬撃の勇者である。
メンバー内では1番素早い戦士でもあり、瞬発力に優れている。メンバーの中では唯一、ガブリカリバーを逆手持ちで使用しており、類い稀なスピードを活かした逆手剣術を得意とする。また、最終決戦ではフェザーエッジを順手持ち、ガブリカリバーを逆手持ちで使用する二刀流を披露している。
- 下に左手の指を向ける構えは、ヴェロキラプトルを表現している。

他作品への登場
『帰ってきた獣電戦隊キョウリュウジャー 100 YEARS AFTER』
テレビシリーズ終了後から100年後（2114年）を描いた『帰ってきたキョウリュウジャー』ではテレビシリーズ後に勝山りんと結婚し、2人の曾孫のソウジロウが登場。ソウジ以外の初期メンバーと空蝉丸は他界。116歳となったソウジは父の立風館源流のような厳格な性格になり、キョウリュウジャーたちが自分の色を見つける切っ掛けを与えている。剣の腕前は健在で、ソウジロウともある程度渡り合えていた。また、源流や麗子がしていた「代金はお支払いする！」もしっかり受け継いでいる（支払い方法は両親と異なり電子マネーとなっている）。劇中、曾孫のソウジロウにフェザーエッジを託した。

アミィ 結月（）
獣電竜ドリケラに勝利したことで、キョウリュウピンクに選ばれる女子大生。18歳。
アメリカから留学して来た大財閥のお嬢様。だが、ダイゴには「お転婆」と評されるほど活発な陽気で明るい性格。時にはダイゴに勝るとも劣らないほど豪胆な行動を取る女の子。
また、面倒見がよく思いやりにあふれており、困っている人を放っておけない性分で、途中で加わった空蝉丸とメンバーの取り持ち役を密かに務めたりと、陰ながら差さえようとしたりもする。ダイゴとは違うタイプのキョウリュウジャーの中柱的存在でもあり、バラバラになったメンバーを立て直したり、まとめたりすることも。口癖は「ワオ！（Wao!）」。会話に時々英語が混じることもある他、名乗り口上の後に「うふっ！」と笑うことが多い。
普段は社会勉強のためにファミレスTIGER BOYでウエイトレスのアルバイトをしており、執事のジェントルが彼女の世話をしている。周囲から「お嬢様らしさ」を求められるため当初は正体を明かせずにいたが、自分のリスクを顧みずデーボス軍に挑むダイゴに触発され、正体を隠さず振舞うようになる。ただし、別居している両親にはショックの大きさを考えてキョウリュウジャーとして戦っていることを隠している。また、生活態度に関しては前述のお転婆がかなり災いしており、かなりだらしないためキョウリュウジャーの活動を言い訳に学業を疎かにしているようで成績に影響している。また、自室でのだらしない生活はもちろん、スピリットベースではさらに気の抜けただらしない一面を見せており、トリンが「戦隊力に反して、女子力が低すぎる」と天を仰いで嘆いたほどである。また、そのだらしなさをキビシーデスに見られてしまい、指導をされたこともある。『少女こずみっく』という少女向け漫画雑誌を愛読しており、中でも青柳ゆうの少女漫画『らぶbeぼーる タッチダウン！』が大好き。そのことから一度は真也（青柳ゆうの本名）から青柳ゆうの代役を頼まれたことも。
生身でも格闘能力が高く、特に柔軟性を活かしたキックなどの華麗な脚技を得意としている。また、これらの技を普段から訓練しており、ダイゴにも強いということを見抜かれていた。普段の生活でも足の指を器用に動かしてテレビのリモコンを操作して録画予約したり、ブレイブ10での脱出の際、ソウジの身体を縛っていた縄を足の指で解いたりという特技を披露している。その他に一輪車も得意で、ブレイブ11では一輪車に乗った状態でゾーリ魔と戦闘を繰り広げる。ダイゴからは「頭脳じゃない側の人」と認識されるほど頭よりも体で動くことが多い。
ダイゴ曰く、自身とは「似た者同士」で「気が合う」とのこと。ダイゴに正体を最初に明かしたのも彼女であった。ブレイブ22では、弥生がダイゴを気にかけているのを見て思わず不機嫌になり、それを見た空蝉丸にダイゴへの気持ちを問われるが、その際は自分でも感情の正体がよくわからず、その後の戦闘で「今わからないことはとりあえず考えないことにした」と開き直り、その姿勢をダイゴには「大好きだ」と評される。また、ダイゴに関する弥生の自身へのライバル意識には気づかず、戦士として意識されているものと思っている。また、「美琴が自分たちの敵」ということを弥生から言われても、全く意味がわからずに「美琴がデーボス軍」と勝手に思い込んでいた。
ダイゴへの気持ちについては保留されていたが、終盤に向けて徐々に自覚が芽生えたようで、最終決戦前にはダイゴとストロベリーパフェを食べに行く約束を交わす。その後は共に氷結城に乗り込み、デーボスとの戦いに挑む。戦いの中で切り札となる獣電池を守ろうと飛び出すも、ダイゴに庇われる。その後はデーボスと一人で決着をつけることを決意した彼とプレズオンにより地上に戻される。一度は仲間にそのことを嘆くも、仲間たちに励まされ、イアン、ノブハル、ソウジ、弥生と共に地球のメロディを歌ってダイゴを援護する。
氷結城爆散後、行方不明になったダイゴと獣電竜たちの身を案じる日々が続いていたが、不意にドリケラ獣電池のパワーが回復したことに気付く。その後、宇宙から帰還した獣電竜とダイゴを涙ながらに出迎え、仲間たちに見守られながら抱き合った。
- 普段はストレートのロングヘアだが、竹本昇の監督回では、竹本の要望により髪型が前髪を出したハーフアップとなっている。

キョウリュウピンク
アミィ結月が変身する戦士。獣電竜ドリケラに選ばれた角の勇者である。
変身前と同様にキック技を得意とする。また、女性らしい柔軟性を活かした投げ技も用いて敵の弱点を正確に攻撃する。
- 企画当初はブルーとピンクのモチーフが逆であったが、ブルーをディフェンス、ピンクをオフェンスにしたいという三条の意向により変更された。また、トリケラトプスがブルーであった『ジュウレンジャー』と『アバレンジャー』との差別化も意図されている。

他作品への登場
『帰ってきた獣電戦隊キョウリュウジャー 100 YEARS AFTER』
テレビシリーズの100年後を描いた『帰ってきたキョウリュウジャー』では、彼女とダイゴの曾孫である姉弟（ダイくんとアミねえさん）がキョウリュウジャーのメンバーとして登場する（アミィ本人はすでに他界している）。2014年に現れたアースレバンを迎え撃ちギガントキョウリュウジンで撃退した後、2114年に追い返した。その後、スペシャル獣電池の力で2114年の時代に召喚され、2114年のキョウリュウジャーに協力する。

空蝉丸（）
ブレイブ9から登場。獣電竜プテラゴードンに勝利したことで、キョウリュウゴールドに選ばれた豪剣士。
400年前の戦国時代に流れ者だったところを戦国武将である岩泉 猛志ノ介（）に取り立てられ、彼のことを「お館様」と呼び主君として慕う家臣であった。ゴールドの力を得てからも他の侍やトリンとともにデーボス軍と戦っていたが、トリンを人質に捕られ、さらに岩泉が自分を庇って命を落とし、同胞を惨殺された怒りで我を忘れドゴルドに特攻し、彼とともに姿を消す。以後の消息は不明で、死んだと思われていたが、実は全て獣電竜を懐柔しようとするカオスの策略で、「憤怒」させられドゴルドに取り込まれて肉体を支配されていたことが判明する。ブレイブ10にてキョウリュウジャーやトリン、ラミレスなどの奮闘により正義のスピリットを打ち込まれたことでドゴルドから解放され、キョウリュウゴールドとして現代に復活する。
戦場で生き抜いた経験からか戦闘力も高く、ブレイブ11ではレッド以外のキョウリュウジャーの長所を上回る力をみせたが、仲間たちの力を認めてもおり、自分より優れた部分や、その成長に対しては素直に褒めている。また、生身の肉体を持つ生者でドゴルドの依代になっていた間は歳をとっておらず、年齢は封印前のままの数え年で29歳。デーボス軍の中でも因縁の相手であるドゴルドの存在だけ感知できる能力を持つ。また、初期メンバーに比べて、デーボス復活のことなどの情報を知っている。
一人称の「拙者」、二人称の「○○殿」、語尾の「ござる」など典型的な侍口調で話す。時には和製英語など現代の生活で覚えた現代的な口調も使用するが、中には意味が分かっていない言葉もある。本来の性格は、天真爛漫に現代社会に興味を抱いたり、子ども好きだが女性を苦手とするなど超真面目で純真かつ繊細なお人好し。しかし、そんな自身の性格が弱さとなって命を落とした主君が遺した教訓や、ドゴルドとして仲間を傷つけてしまった自省の念、さらには自分のために命を落とした主君こと岩泉猛志ノ介とダイゴが瓜二つであり、かつてのように仲間を失いたくないと躍起になっていたことから、敢えて気難しい無頼な性格を演じてダイゴたちとの距離を取っていた。当初は影でそんな自分に葛藤しながらも自分の本性を偶然知ったアミィのフォローで体裁を保っていたが、逆に仇となってますます不信感を抱かれてしまう。共闘したダイゴの「主従ではなく仲間」という言葉に加え、緊急事態を前にアミィやトリンを介して他の仲間に自分の正体を知られたことで虚勢を張る必要がないと悟り、改めてキョウリュウジャーの仲間に加わる。
ブレイブ11にてアミィに「ウッチー」という愛称を付けられ、仲間になってからはメンバー内でもその愛称が定着しており、本人もこの呼び方を「未来風」と気に入っている。復活した当初は青を基調とした和服だったが、アミィに本当の姿を知られた後は、彼女に選んでもらった和風デザインの洋服に金色の陣羽織を羽織った姿に着替えている。また、モバックルのスマートフォン機能を短期間で活用したりと現代文明への適応能力も高く、アミィにおごってもらったアイスクリームが好物になり、七夕の際にも短冊に「氷菓子を山のように食べたいでござる」と書いている。ただ、現代の親の甘さや子供のだらしなさには驚いており、完璧に馴れているとはいえず、ブレイブ19ではカルチャーショックも受けていた。
ブレイブ47ではゴールドへの変身が封じられた中で単身、ドゴルドとエンドルフとの戦いを繰り広げ、不利になるも、戦いの途中でエンドルフを裏切ったドゴルドと共闘することになり、エンドルフを撃破する。直後にドゴルドとの一騎討ちを行い相討ちとなり、彼との因縁に決着をつけるも自身も力尽きて瀕死の状態となるが、イアンたちによりスピリットベースに運ばれた後、仲間たちが奏でた地球のメロディにより息を吹き返す。
劇中では言及されていないが、戦いの後は岩泉姓を名乗るようになったとされる。
- メインライターの三条によれば、『百獣戦隊ガオレンジャー』のガオシルバーをモデルにしたキャラクターとのこと。早期に6人目が登場し、そのパートナーである獣電竜に悪役形態が存在するということが企画当初から決定していたため、三条は唐突に登場させるよりも最初から敵側にいたほうが良いと考え、ドゴルドに囚われていたという設定とした。

キョウリュウゴールド
空蝉丸が変身する戦士。獣電竜プテラゴードンに選ばれた雷鳴の勇者であり、400年前の日本で誕生した最初の勇者である。
選ばれた時代が違うため、初期メンバー5人とは変身のアイテムやプロセスなどの仕様が異なり、キョウリュウチェンジの際にはガブリボルバーで変身するキョウリュウジャーとは異なる和楽器を用いた音楽が流れる。背中には伸縮自在のウイングを備えており、自在に飛行することができる。
戦闘では重々しく、力強い剣攻撃が得意で抜刀術などを使う。
- アクションは同じ剣使いのグリーンが逆手持ちになっているのに対し、両手持ちで古武術の要素も入れた侍風にすることで差別化がされており、アクション監督の福沢博文は新堀和男によるアクションスタイルも意識している。

他作品への登場
『帰ってきた獣電戦隊キョウリュウジャー 100 YEARS AFTER』
テレビシリーズの100年後を描いた『帰ってきたキョウリュウジャー』では、子孫となるウッピー（岩泉馬ノ介）が登場している（空蝉丸本人はすでに他界している）。2014年に現れたアースレバンを迎え撃ちギガントキョウリュウジンで撃退した後、2114年に追い返した。その後、スペシャル獣電池の力で2114年の時代に召喚され、2114年のキョウリュウジャーに協力する。

#### キョウリュウシアン
獣電竜アンキドンをパートナーに持つ鋼の勇者。
- スーパー戦隊シリーズ史上初めてとなる水色（シアン）の戦士である[72]。名称はスカイブルーやマリンブルーを略したスカイやマリンでは色を示すものとはわかりづらいことから、明確に色を示すシアンが選ばれた[12]。

ラミレス
ブレイブ5から登場。スピリットレンジャーの1人で、500年前に中世ヨーロッパで活躍していたキョウリュウジャー。外見は中世の騎士のような鎧を身にまとい、小太りな体型で髭を生やした白人男性。片言の日本語でしゃべり、言葉遣いは丁寧ながら、陽気で楽天的かつ大雑把なタイプ。
物凄い怪力を誇る。変身するとある程度スリムな体型へと変化する。
自分と正反対で生真面目なトリンに反発することもあるが、彼の気持ちを誰よりも理解し、永年の悲願であるキョウリュウジャーが結成されたことを心から祝福していた。現在のキョウリュウジャーの力になるべく、アンキドンを引き連れて合流。デーボモンスターによってアンキドンが暴走する騒動があったが、事件解決後はアンキドンをダイゴたちに託し、自身は残りの十大獣電竜を探すため旅立つ。その後、ブレイブ10ではアミィの要請から一旦戻り、空蝉丸を救う手助けを行う。それ以降も度々、キョウリュウジャーの手助けなどを行うために姿を見せている。自分を心配してくれたことから、淡い恋心をアミィに抱いたこともあるが、瞬く間に恋は破れた。ブレイブ40では道端で行き倒れていたところをノブハルと優子に発見され、福井家に一時的に居候している。理香からは「おひげのおじちゃん」と呼ばれている。
ブレイブ47にて鉄砕と共に大地の闇へ赴くため、優子にキョウリュウシアンを受け継がせ、ブレイブファイナルにてトリンや鉄砕とともにキャンデリラの助けを得てカオスを倒すとともに、大地の闇の中枢を破壊する。ダイゴが地球に帰還した後、トリンや鉄砕とともに現世を離れる。
- 名前は映画『ハイランダー 悪魔の戦士』の登場人物に由来する。
- 演じているボールドウィンは日本語が堪能であるが、片言のしゃべり方はブレイブ5・6を監督した竹本昇の演出によるもの。キャスティング段階では日本人俳優に演じさせる案もあったが、見た目で外国人とわかりやすく日本語やアクションも堪能なことからボールドウィンが選ばれた。
- 玩具売上はアンキドンから急上昇しており、スタッフ内では作中でラミレスが名前を連呼していたのが要因ではないかとも言われている。そのため、後発のブンパッキーやブラギガスの初登場時にもラミレスが名前を呼ぶセリフが入れられた。

福井 優子（）
ブレイブ2から登場。ノブハルの妹。4年前に夫である賢一を事故で失い、以降は「福井」姓のままシングルマザーとして一人娘の理香、ノブハルと同居し、ノブハルと共に「なんでもや まるふく」を営んでいる。見た目は標準的な女性だが、兄に劣らないほどの怪力の持ち主で、身軽さを併せ持つ。
ノブハルのことは「兄さん」と呼ぶが、彼がブルーの正体とは知らず、ブルーのことを「青い人」と呼ぶ。キョウリュウジャーに関しては理香がブルーとデーボス軍の戦いに巻き込まれて負傷した一件から危険視するが、自身がブルーに助けられその人柄を知ったことから、以前よりは見る目が変わっていく。しかし、ブルーのオヤジギャグに対してはあきれており「40代」と思い込む。同話では夫の死も乗り越える決心を固めた。ブレイブ31でブルーが兄と同じような発言をしたことから、ブルーの正体がノブハルだと気付く。ブレイブ40ではノブハルと喜美子のお見合いを設定するも、喜美子の正体がキャンデリラと知ると彼女に対し「兄さんを騙した」と怒りをあらわにしたが、ノブハルとキャンデリラが打ち解けた様子を見て自身もキャンデリラを信じることを決意する。
ブレイブ47では大地の闇で幽霊モンスターと戦うラミレスに代わって新たなるキョウリュウシアンへと変身してダイゴたちに加勢し、カオスに苦戦しつつも街を守り抜く。その際に兄の正体を既に知っていたことを明かしている。
- 脚本を担当した三条はノブハルと常時一緒にいるような形を想定していたが、出演者の多さなどから実現せず、優子の出番は脚本段階でカットされたものも多かったと述べている。

#### キョウリュウグレー
獣電竜ブンパッキーをパートナーに持つ激突の勇者。
鉄砕（）
ブレイブ17から登場。スピリットレンジャーの1人。約1,500年前に中国で活躍したキョウリュウジャーで、初めて獣電池を使い変身した男性。中国的な思想の持ち主で、自身を「光（白）と闇（黒）を象徴する灰色の戦士」と称している。
奥義鉄砕拳・激烈突破（）や、相手の精神だけを盆に作った箱庭に封じるなどといった幻術を持つ。スキンヘッドの戦士であるが、実際は短髪であり、ブレイブ18でのスキンヘッドはカツラであった。
肉体的にも精神的にも「すこぶる頭のカタい男」を自称し、真面目かつ冷静沈着にして頑固、時として非情とも思えるやり方も厭わない。しかし、その一方で変装して逢魔の森に潜んでダイゴにヒントを与えるといった厳しさの中にも優しさも見られる。さらには1,500年前の人物ながら、長髪のカツラとヒッピー風の洋服を着て釣り人を装ったり、ダイゴと再会したときにはパンク風の格好、子孫である真也の前に姿を見せたときはなぜか神様の格好で現れるなど、多数のコスプレを駆使するといった茶目っ気のある一面も見せている。
最も古くから戦っていたためデーボスの恐怖を誰よりも身をもって知っており、キョウリュウジャー強化のために彼らの精神のみを武闘殿に飛ばして幻術の試練を与える。一時は試練を達成したダイゴを除くメンバーは認めたものの、完璧ゆえにただの怖いもの知らずのダイゴをキョウリュウジャーから追放することを進言する。しかし、一度限りのリベンジとして彼に用意した人間を心の迷いで殺す「逢魔の森」で恐怖に気づき自分の石頭に傷ひとつでもつける試練でダイゴが「仲間を失う恐怖」を自覚したのを確認し、自分の石頭に傷をつけられると試練を達成した彼を認めてブンパッキーの獣電池を託す。ラミレスと共にブラギガス捜索のために旅立って以降も、キョウリュウジャーの手助けなどを行っている。
ブレイブ47にてラミレスと共に大地の闇へ赴くため、子孫である真也にキョウリュウグレーを受け継がせ、ブレイブファイナルにてトリンやラミレスとともにキャンデリラの助けを得てカオスを倒すとともに、大地の闇の中枢を破壊する。ダイゴが地球に帰還した後、トリンやラミレスとともに現世を離れる。

津古内 真也（）
ブレイブ38から登場。鉄砕の遠い子孫で、青柳 ゆう（）のペンネームで活動している漫画家。アミィやラッキューロが愛読する少女漫画『らぶbeぼーる タッチダウン！』の作者で、アミィにとっては大学の先輩にあたる。高校時代はラグビー部に所属していた。
鉄砕とは違い、穏やかで温厚な性格。ともすれば一見軟弱な優男という印象だが、困っている女性を放っておけず、身を危険に晒しても他人の命を守ろうとすることができるなど、鉄砕も認める隠れたブレイブの持ち主。キョウリュウスピリットが弱まっていた鉄砕はいたく感激し、本気でキョウリュウグレーの後継者に考える。
ブレイブ47では大地の闇に赴く鉄砕の後継者として、正式にキョウリュウグレーを引き継ぎダイゴたちに加勢し、カオスに苦戦しつつも街を守り抜く。特殊能力は持たない。
- 脚本を担当した三条は、当初ジェントルがキョウリュウグレーを引き継ぐと想定していたが、同じ顔の人物の方がわかりやすいのではないかという意見が出て、鉄砕と同じ出合正幸が演じる真也が創作された。苗字は福岡県の津古内畑遺跡に由来する。

#### キョウリュウバイオレット
獣電竜プレズオンをパートナーに持つ海の勇者。弥生が変身したものはスカートを着用している。一部の資料では、ドクターが変身したものをキョウリュウバイオレット（ドクター）と表記している。
アームド・オンを行うことはできない。
- デザインを担当したプレックスの田中宗二郎は男性キャラクターと想定していたが、大森と三条からの女性キャラクターにしたいという要望を受けて男女2種類のデザインが用意された[82]。三条は、女性メンバーが少ないという坂本の強い主張により女性キャラクターになったことを証言している[24][83]。また、バイオレットのバトンタッチを描いたことで他のスピリットレンジャーも代替わりさせることを発想したという[24]。
- 海の恐竜がモチーフであることから、名乗りのポーズは海のようにしている[84]。

ドクター・ウルシェード
ブレイブ21から登場。獣電戦隊が結成される前のキョウリュウジャーの1人で、スピリットレンジャーとは違い存命中。既に孫娘の弥生がいる高齢の男性であり、彼女が幼少のころからキョウリュウバイオレットとして戦っている。
半年前にダイゴを除く初期メンバー4人がキョウリュウジャーになった後、デーボス細胞の破壊プログラムを開発するためにプレズオンとともに宇宙探索の旅に出ていたが、地球帰還後に加齢から第一線を退き、サポート役になることを決意する。ダイゴたちが使う各種装備の開発や量産化を手掛け、獣電戦隊結成の礎を作った天才科学者でもあり、ガブリボルバーなどの作動音の一部には自身にそっくりな声が入力されている。
テンションが常に高く声が異様に大きい目立ちたがり屋で調子に乗りすぎることがある。また、弥生以外の人物を呼ぶ場合は名前に「〜っち」と付けるクセがある。豪快な性格で、気が合うダイゴに対しては「最も日が浅いキョウリュウジャー」として興味を持っている。一人称は「ワシ」。
ブレイブ21にてダイゴにプレズオンを託し、ブレイブ24では戦士としての地位を弥生に受け継がせ、同時に自身が所持していた装備であるプレズオン獣電池3本とガブリボルバー、ガブリカリバーを彼女に渡す。その後、弥生のキョウリュウジャーとしての育成も兼ねて建造中の第2ラボへ戻る。それ以降は登場していなかったが、最終決戦では戦士として一時復帰し、初代バイオレットとして参戦する。単身でプレズオーに乗り込み、巨大化したキルボレロと交戦するが、再びぎっくり腰になりすぐ弥生にバトンタッチする。その際にダンテツとは旧友であることを明かしており、「キングっち」と呼んでいる。
- ドクター・ウルシェードの人物像は、演じた千葉繁が顔出しでのオファーの際に要望した役柄がそのまま採用されている。千葉は役作りはせず、自身のキャラクターそのままであったと述べている。一方で自身が得意とするアドリブは用いていない。ブレイブ21・22を監督した加藤弘之も千葉自身のキャラクターを発揮させることのみを考えたと述べている。名乗りシーンの背景には千葉がナレーターほかを担当した『北斗の拳』の死兆星が描かれている。

他作品への登場
『帰ってきた獣電戦隊キョウリュウジャー 100 YEARS AFTER』
2114年のスピリットベース内の記念写真での登場。その写真で、獣電池がセットされたチャージボックスが隠されていた。

弥生 ウルシェード（）
ブレイブ21から登場。ドクター・ウルシェードの孫娘で、プレズオン・ラボでプレズオンの発進オペレーターも務める才女。20歳。ドクター共々、キョウリュウジャーの知識が豊富だが、特にダイゴに恋愛感情に近い好意を寄せているため、彼のデータを多く収集している。そのため、同じ女性でダイゴといつも一緒にいるアミィや美琴をライバル視している。彼女らはそのことに気づいていないが、ダイゴ以外の仲間はそのことに気づいている。なお、キョウリュウジャーとの初対面時にはイアンに口説かれるも、軽くあしらった。かけている眼鏡はデータ管理用の端末で、スイッチを入れることで内蔵されている映像を映し出すことが可能。レンズに度は入っておらず、裸眼でも差し障りはないため、変身時には外している。
ブレイブ23では、自らプレズオンの口に飛び込みブレイブを注ぎ込むことでプレズオンを起動させてキョウリュウジャーの勝利に貢献し、この一件を知ったドクターからバイオレットの新たなる後継者として獣電池などの装備を譲渡されるが、その後はなぜかブレイブを獣電池に注ぎ込めずに落ち込む。そして再生されたヒョーガッキに人質にされてしまうが、アミィの叱責と助言によって自身の幼少時代からの憧れであったキョウリュウジャーになりたいという思いからブレイブインに成功、バイオレットに変身する。
武器の性能と身軽さを最大限に生かした攻撃を得意とし、主にガブルキャノンの刃を出した状態の銃剣モードを武器に戦う。
ヒョーガッキとの激戦後はドクターと共に修行も兼ねて建造中の第2ラボへ戻る。その後も、作製した獣電池をダイゴたちの元へ届けたり、助っ人として参戦するなど、キョウリュウジャーを全面的にサポートしている。最終決戦ではデーボス軍を倒すべく、新たにキョウリュウジャーになったダンテツ、優子、真也と共闘し、カオスに苦戦するも戦い抜く。決戦から離脱した後はドクターの代わりにプレズオーを操縦し、キルボレロを撤退させる。また、ダイゴが最終決戦に挑む直前、アミィたちと共に真の地球のメロディを歌い援護する。
最終決戦後、旅立つダンテツをドクターと共に見送った後、宇宙から帰還したダイゴと獣電竜たちを出迎える。その際、ダイゴとアミィが抱き合う姿を見て、失恋の涙を流しつつも笑顔で2人を見守る。
- 出身についての設定は設けられていないが、ブレイブ23・24を監督した渡辺勝也はウルシェードという姓から推測してロシアのイメージで幼少期のシーンを撮影している。

他作品への登場
『帰ってきた獣電戦隊キョウリュウジャー 100 YEARS AFTER』
2014年に現れたアースレバンをキョウリュウバイオレットとしてプレズオーで迎え撃つ。アースレバンをダイゴたちが2114年に送り返したあと、ダイゴの曾孫（ダイくん）の顔を解析してダイゴの結婚相手を割り出そうとしていた。

#### キョウリュウシルバー
獣電竜ブラギガスをパートナーに持つ閃光の勇者。変身の際にはギガガブリボルバーを使用し、他のキョウリュウジャーとは異なるヘヴィメタル調の音楽が流れる。
賢神トリン（）
鳥のような姿を持つキョウリュウジャーを導く司令官。かつては恐竜たちの指導者でもあり、選ばれた恐竜たちに機械の身体を与え、大昔からデーボスの動きを追っている。
冷静かつ真面目な性格だが、ダイゴたちと同様にノブハルを「ノッさん」と呼んだり、アミィの女子力の低さを嘆きつつも、彼女がスピリットベース内に少女漫画や映画のDVDを持ち込んでくることについては咎めるどころか自分もそれらを読んだり観たりするなどなかなかお茶目な面もある。獣電戦隊の面々からはほぼ対等な立場で、敬意や権威ではなく親しみを持って強く慕われている。
髭はデーボス軍が出現すると悪の風が吹き、それを感じ取るとそよぐ。共に魂を合わせてくれる勇敢な者を選び、獣電竜たちを立ち向かわせるなどの試練を出す。彼らに勝利し、試練を乗り越えた者をキョウリュウジャーになる資格があると認める。「ブレイブ」が口癖であり、感銘するとフィンガースナップを決める。
普段はスピリットベースで待機してキョウリュウジャーの後方支援を行っているが、時には手から発する火球や専用武器である長刀フェザーエッジでキョウリュウジャーとともに戦場に出ることもある。変身能力を得る前でも単独でドゴルドと対等以上にわたりあう力の持ち主だが、過去のダメージが未だに残っているために力を消耗しすぎると苦しみだし、体の一部が石化する。
その正体は元デーボス軍の一員にして百面神官カオスの弟である魔剣神官トリン（）。生命を滅ぼすために太古の地球を訪れたが、恐竜たちの生き様に感動したことで己に課せられた使命に疑問を抱き、その結果としてデーボス軍を裏切って改心している。キョウリュウジャーの面々には「明かせない秘密」としてずっと隠していたが、ブレイブ28にて決別した兄であるカオスによって暴露される。その後、エンドルフによって無理矢理に復元水をかけられ巨大化し、キョウリュウジンと相対するも五連獣電剣を自らの体に突き刺させることで致命傷を負って全身が石化し仮死状態となる。しかし、秘石とダイゴたちの祈り歌によって蘇り、ダイゴたちに改めて仲間として受け入れられる。
ブレイブ36ではブラギガスに自身のブレイブを認められ、所持していた銀色のガブリボルバーが変化したギガガブリボルバーでシルバーに変身する。変身後はブラギガスの力が加わり、全盛期と同等の実力を発揮できるようになる。
ブレイブ37にて、自身の必殺技に憧れて鍛錬をしているソウジを目撃し、最初は「人間の身体では危険」と反対していたが、その後の戦いにて彼のひたむきな心を理解し、空蝉丸の助言もあってトリニティストレイザーを正式に教えることを決意。
ブレイブ43ではソウジの両親を説得するため、マキシマム獣電池に込められた鉄砕の幻術で人間の姿になり鳥居（）と名乗る（この姿だと敵の気配は感知できない）。同話ではソウジが彼の必殺技であるトリニティストレイザーを完全取得している。
ブレイブ45でソウジにフェザーエッジを託した後、デーボス軍と組んだダンテツに背後からガブリカリバーで貫かれ塵と化したが、それはデーボス軍の一員でありながら正義の魂を持つ者として大地の闇に行き、そこに潜む他のデーボモンスターを倒して復活を阻止するのが目的であったことがブレイブ46にて語られる。ブレイブファイナルでは、キャンデリラの助けもあり大地の闇の中枢と共にカオスを打ち倒す。ダイゴが地球に帰還した後、ラミレスや鉄砕と共に現世を離れる。
- トリンという名前が先に決まっており、その響きから宇宙のようなものを連想したが、『特捜戦隊デカレンジャー』のドギー・クルーガーの鳥版のようなイメージが浮かび、物語の始まりということから始祖鳥がモチーフとなり、色はプケコを参考にしている。剣はトリンのものとひと目でわかるように、袖や羽根の意匠を引用している。
- 「ブレイブだ」という口癖を表現する際のポーズは監督の坂本たちと話して、特徴的な爪を使って指を鳴らすものとなった。立っている際には鉤爪を表現するために親指、人差し指、中指を寄せることを意識している。

他作品への登場
『帰ってきた獣電戦隊キョウリュウジャー 100 YEARS AFTER』
テレビシリーズの100年後を描いた同作品でも、同様にスピリット化して2114年でもキョウリュウジャーやキャンデリラたちを見守っている。また、アースレバンがタイムスリップした2014年の時点（ブレイブ43とブレイブ44の間）は戦死する前であったため、アースレバンをキョウリュウシルバーとしてギガントブラギオーで迎え撃っている。
『烈車戦隊トッキュウジャーVSキョウリュウジャー THE MOVIE』
スピリットの状態で総裁たちの前に現れる。
『獣電戦隊キョウリュウジャーブレイブ』
テレビシリーズのラストから数年後を描いた同作品では、地球の危機を察知して帰還するが、スピリット状態ゆえに力の限界があり、新たなる強き竜の者たちを選び出す。

桐生 ダンテツ（）
ダイゴの父である冒険家。ダイゴの信念である「竜の道」を説いた人物で、トリンから「キング」と称される存在。一人称は「俺」で堅い口調で話す。ダイゴからは「親父」と呼ばれている。
かつてはダイゴと親子2人で世界を旅していたが、物語開始前のある時期にダイゴに秘石のペンダントを託したまま消息を絶っている。ブレイブ20でトリンに謎の小袋を渡すために日本に姿を現し、再会したダイゴの現在の成長ぶりを喜び激励する。ブレイブ28でトリンに秘石を渡すため再び姿を見せ、ダイゴにそれを託す。生身の人間ながら、ドゴルドの剣を白刃取りする実力を持ち、空烈パンチ（）を放つことができる。
トリンとは友人であり、なおかつ彼の素性を知っていた模様で、2度目にダイゴの前に現れた際には、「何があってもトリンを信じられるか?」とダイゴに問いかける。ブレイブ34では自身が探し当てたオカリナに込められたガーディアンズ獣電竜のメロディの力で、魔洞湖に眠る最後の秘石であるディノスグランダーの秘石を釣り上げ、ブラギガスの復活に貢献する。
実はダイゴが赤ん坊の時に地球から発せられた大地の光を浴び、地球のメロディを聞き入れることのできる能力を得た人物であることがブレイブ42で判明する。ダイゴが幼いころにデーボスの活動が活発化したことでダイゴと別れ、トリンやドクターと連絡を取りながら、能力を使って秘石やオカリナを探し当てている。
ブレイブ43にて最後の切り札となる「真の地球のメロディ」を探しに世界を巡るが、ブレイブ45にてメロディに触れたことで、「暗黒時計」を停止させる条件でデーボス軍と手を組み、ガブリカリバーでトリンを葬った後、ギガガブリボリバーでシルバーにキョウリュウチェンジする。その後、ダイゴとの親子同士の戦いの中で、デーボモンスターの復活を阻止させるためにトリンを地獄に送った事実が明かされ、またこのことはトリンと事前に打ち合わせている。
ブレイブ47でデーボス軍と決戦すべく、弥生、ドクター、優子、真也と共闘し、カオスを空烈パンチで撃破する。戦いが終わった後はドクターに「これからは俺の息子（ダイゴ）をキングと呼んでくれ」と告げて去る。
- ブレイブ20では山下真司の主演作『スクール☆ウォーズ』をオマージュしたセリフを述べている。

### キョウリュウジャーの家族・知人
ほとんどの名前は、恐竜の化石が多数発掘された福井県の地名が由来。
御船 士郎（）
イアンの親友だったトレジャーハンター。ヨーロッパでイアンと共に超古代文明の研究をする旅をしていた中、湖畔のほとりの古城で秘石を発掘するがアイガロンに秘石を強奪され、自身もイアンの目前で殺される。
福井 理香（）
ブレイブ2から登場。優子の娘でノブハルの姪。父の賢一の亡き後は、伯父のノブハルを父親のように慕っている。幼いながらも父親の死を受け止めている。ブレイブ2にてデーボス軍の襲撃で軽傷を負った際に、キョウリュウブルーに助けられた過去が語られ、同話でブルーの正体がノブハルであることを知る。以降はキョウリュウブルーの姪であることを誇りに思うようにもなる。
Vシネマ『帰ってきた獣電戦隊キョウリュウジャー 100 YEARS AFTER』に登場するノブ太さんは、彼女の孫である。
立風館 源流（）
ブレイブ3から登場。ソウジの父で立風館家当主。厳格な性格の持ち主でソウジにも厳しく剣を教えており、これが原因で妻の麗子から愛想を尽かされて衝突が生じ家出されている。当初はソウジの剣を「荒々しい獣の剣」として認めていなかったが、戦いの中で、ソウジが独自の剣を編み出したことで、彼を認めるようになる。厳格な性格ではあるが、新しいソウジの師匠がいることを見抜いて認めるなど、決して厳しいばかりではない。
普段から沈着冷静な雰囲気の人物だが、麗子と対峙すると我を忘れたかのように取り乱すところがあり、現にソウジを連れ去った時は慌てて空蝉丸を掴んで投げ飛ばして彼女の会社に向かった。
過去の剣豪やその剣技などの文献を所蔵しており、ブレイブ10ではダイゴがドゴルドの剣技を破るためにドゴルドの雷電残光を再現して見せるなどして力を貸している。また、剣士の力量を見抜く眼力もあり、キョウリュウジャーの責任者として挨拶に来たトリンがソウジの新しい剣術の師匠であると気づいて礼を述べている。
- 脚本を担当した三条は、人物像のイメージとして漫画『リングにかけろ』の志那虎一城の父を挙げている。

丹波 麗子（）
ブレイブ43に登場。ソウジの母で有名なファッションデザイナー。ソウジが幼いころから源流と喧嘩の日々が続いており、それが原因で別居するようになった。息子であるソウジのことを「ソウちゃん」と呼んで溺愛する一方、源流やダイゴたちには強気な態度で接する。ブレイブ43で夫からソウジを取り上げ、彼を強引にファッションモデルにさせようとするも、後に和解する。
- 麗子役には、源流役の春田純一と同じく『科学戦隊ダイナマン』に出演していた萩原佐代子が起用された。麗子のブランドのロゴは、萩原が演じた『ダイナマン』の立花レイ / ダイナピンクをイメージしたバラとなっている。脚本を担当した三条は、ソウジに着せる豹柄の服は萩原が演じた『超新星フラッシュマン』のレー・ネフェルをイメージしたものと発言しているが、ブレイブ43を監督した渡辺勝也は衣装は塩野が選んだもので偶然の一致であるとしてこれを否定している。

勝山 りん（）
ブレイブ13から登場。私立霧咲高等学校に通う女子高生。剣道部のマネージャーを務めている。
ソウジとは中学のころからの知り合いであり、当時笑わなかったソウジを励ましている。ソウジに思いを寄せ、毎日ソウジにお弁当を作るなどアプローチを続けている。普段は心優しいが、恋愛に関しては嫉妬深く怒りっぽい性格でもある。
ソウジがキョウリュウグリーンである事実は知らされていないが、ブレイブ25ではソウジのためにスペシャル目ざましドリンクを作ったり、ブレイブ32では空蝉丸にマネージャー業について教えたりと間接的にキョウリュウジャーを助けている。
他作品への登場
『帰ってきた獣電戦隊キョウリュウジャー 100 YEARS AFTER』
100年後を描いた『帰ってきたキョウリュウジャー』では、テレビシリーズのラストより後にソウジと結ばれていたことが明かされ、彼女とソウジの曾孫であるソウジロウが登場している。なお、劇中タイムスリップした2014年ではソウジに待ち合わせをすっぽかされている。

ジェントル
ブレイブ2から登場。アミィの執事。ジェントルは本名ではなく、結月家の執事に代々受け継がれる通称の名前である。
その使命感と愛情ゆえにアミィには常に厳しく目を光らせ、アミィを辟易させているが、ブレイブ2で彼女がキョウリュウピンクであることを知り、以後その活動にはある理解を示しているだけでなく、他のメンバーたちのリサーチもして性格や好みを把握して彼らに対しても信頼を持っている。とはいえ、戦隊の活動に対して理解は示してはいるものの、本来の役目である執事としての役目も忘れてはおらず、ブレイブ14ではアミィのキョウリュウジャーとしての活動があまりに学業へ支障をきたすようになってきたため、結月家伝統の「ジェントルデー」という令嬢にふさわしくない立ち居振る舞いを荒療治混じりの再教育をして優雅な立ち居振る舞いに矯正する特訓日を設けたこともある。
ブレイブ47では街に大量発生したゾーリ魔と格闘している。
天野 美琴（）
劇場版で初登場し、テレビシリーズではブレイブ39に登場。ダイゴの友人であり、Meeko（）の名前で活動している歌手。劇場版で物語の鍵を握っている。
テレビシリーズでは海外ツアーから帰国しダイゴと再会を喜ぶも、復活したDによって強制的に悪に染められ、彼の計画に利用される。操られている際は、黒い装束を纏い、デスリュウジャーの武器であるフルートバスターで悪のメロディを奏でている。10人のキョウリュウジャーのメロディの共鳴によって解放された後はダイゴに本来の目的であるトバスピノ獣電池を託し、自らの歌声でスピノダイオーに力を与えてその勝利に貢献する。

## キョウリュウジャーの装備および戦力

### 共通装備
獣電池
超科学技術によって、死滅した恐竜の魂であるキョウリュウスピリットをインプットした乾電池型のチャージアイテム。先端には恐竜の頭のような模様があり、裏面には各獣電池の名称がアルファベットで記されている。また、中心のプレートのラベルのようなものには魂に応じた恐竜が描かれており、キョウリュウジャーのブレイブな魂をブレイブインすることで、プレートが回転して絵柄が変化する。使用後はキョウリュウスピリットが切れ、プレートのラベルから恐竜の絵が消える。
キョウリュウジャーへの変身、必殺技の発動、獣電竜を呼び出しバトルモードにさせるなど、キョウリュウジャーの全ての力の源として使用される。また獣電竜に与える場合は、獣電竜の大きさに合わせて獣電池も拡大する。獣電池のキョウリュウスピリットが全て消費された場合にはキョウリュウジャーの拠点であるスピリットベースにあるチャージボックスでチャージすることによって再使用できるようになる。
『トッキュウジャーVSキョウリュウジャー』では、トッキュウジャーが使用して戦った。
『ダイスオーDX』では23種類の獣電池による「獣電池コンボ」が可能になっている。また劇中には登場しないが「スーパー戦隊シリーズのスピリット」が宿った歴代戦隊の獣電池も玩具として商品化された。
- 企画当初は「噛みつき」というコンセプトから、メカ恐竜が噛みついて食べるエネルギーの源や小型の恐竜が噛みつかれるという案が考えられていたが、デザインがかわいらしくなったことやロボットが大型化することなどから不採用となり、子供たちにもわかる身近なものとして乾電池がモチーフに選ばれた。小型恐竜案の名残として恐竜の顔もデザインに取り入れられている。

獣電池の分類
獣電池は獣電竜のものが24種類、プレズオンラボで開発されたものが3種類で計27種類存在し、それぞれ以下のように分類される。
獣電竜の獣電池
獣電竜のキョウリュウスピリットが込められた獣電池で各種複数本存在する。
十大獣電池
トリンに選ばれた10種類の獣電竜（十大獣電竜）の獣電池。1番から10番までの獣電池が該当する。
当初は1番から5番までと9番は4本ずつ、6番は6本、7番と8番は1本ずつ存在している。
その後、ブレイブ28で弥生によって獣電池が2本ずつ増やされ、それぞれ1番から6番と9番が6本ずつ、7番と8番が3本ずつになり、ブレイブ32ではそれまで登場していなかった10番の獣電池がプレズオンラボで新規に4本製作されている。
ガーディアンズ電池
十大獣電竜の戦いを支えた獣電竜戦士団ガーディアンズの獣電池。獣電池に対応する獣電竜はディノスとチェイス（ディノチェイサー）を残し、デーボスを封印した際に全滅している。11番から23番までの13種の獣電池が該当する。
当初は11番が5本、12番以降の獣電池が各1本ずつ存在していたが、ブレイブ32で弥生によって2本ずつ増やされ、12番から23番も3本ずつになる。
プレズオンラボで新規に製作された獣電池
劇中で新たに設計された獣電池で、各種1本ずつしか存在しない。主にガブティラ・デ・カーニバルで使用される。
カーニバル獣電池
ティラノサウルス一族の「より強くあれ!」という想いを感じたトリンの依頼を受けて、プレズオンラボで製作されたキョウリュウレッド専用のパワーアップ用獣電池。番号は「1+」となっており、獣電池本体の色も従来の銀色ではなく赤色になっている。ガブティラに使用するとその姿が、キョウリュウレッドをパワーアップさせるガブティラ・デ・カーニバルにもなるガブティラ・オーバーチャージモード（ミニティラ）に縮小変形する。
ビクトリー獣電池
プレズオンラボで製作された獣電池でガブティラ・デ・カーニバルに装填することで、新たな必殺攻撃を繰り出せる。ブレイブは初期メンバー5人が手を重ね「ビクトリーブレイブイン!」の掛け声で注入する。ナンバリングにある「V」は、「ビクトリー」の頭文字とローマ数字で5を表す「V」（5人のキョウリュウジャー）をかけたもの。
マキシマム獣電池
ビクトリー獣電池と同時期にプレズオンラボで製作された獣電池で、ゴールド以降の追加戦士および番外戦士のブレイブを1つに集めてチャージでき、ビクトリー獣電池とともに使用することでさらに強力な必殺攻撃を繰り出せる。ビクトリー獣電池への「ビクトリーブレイブイン!」に続けて「マキシマムブレイブイン!」の掛け声でブレイブを注入する。
通常は空蝉丸が所持している。
ブレイブファイナルでは、真の地球のメロディとシンクロさせた10人のキョウリュウジャーのブレイブをビクトリー獣電池とマキシマム獣電池に注いだ。
| 獣電池の一覧 | 獣電池の一覧                           | 獣電池の一覧                                                                                   | 獣電池の一覧 | 獣電池の一覧 |
| No.          | 獣電池名                               | プレートに描かれた生物                                                                         | 変身 | 能力 |
| ------------ | -------------------------------------- | ---------------------------------------------------------------------------------------------- | --- | --- |
| 00           | - トバスピノ - (TOBASPINO)             | スピノサウルス                                                                                 | キョウリュウネイビー | - トゲ状のエネルギーを発生させる。 - トバスピノをバトルモードにする。 |
| 1            | - ガブティラ - (GABUTYRA)              | ティラノサウルス                                                                               | キョウリュウレッド | - ファングエネルギーを放つ。 - ガブティラをバトルモードにする。 |
| 1+           | - カーニバル - (GABUTYRA)              | ミニティラ                                                                                     | キョウリュウレッド・カーニバル | - ガブリボルバーでは使用できない獣電池。 - ガブティラをオーバーチャージモード（ミニティラ）にする。                                                                      |
| 2            | - パラサガン - (PARASAGUN)             | パラサウロロフス                                                                               | キョウリュウブラック | - 高速のエネルギー弾を放つ。 - パラサガンをバトルモードにする。 |
| 3            | - ステゴッチ - (STEGOTCHI)             | ステゴサウルス                                                                                 | キョウリュウブルー | - シールド状のエネルギーを発生させる。 - ステゴッチをバトルモードにする。                                                                                                |
| 4            | - ザクトル - (ZAKUTOR)                 | ヴェロキラプトル                                                                               | キョウリュウグリーン | - カギ爪状のエネルギーを発生させる。 - ザクトルをバトルモードにする。 |
| 5            | - ドリケラ - (DRICERA)                 | トリケラトプス                                                                                 | キョウリュウピンク | - 3本のドリル状エネルギーを発生させる。 - ドリケラをバトルモードにする。                                                                                                 |
| 6            | - プテラゴードン - (PTERAGORDON)       | プテラノドン                                                                                   | キョウリュウゴールド | - 雷エネルギーを発生させる。 - プテラゴードンをバトルモードにする。 |
| 7            | - アンキドン - (ANKYDON)               | アンキロサウルス                                                                               | キョウリュウシアン | - ハンマー状のエネルギーを発生させる。 - アンキドンをバトルモードにする。 - ガブリボルバーに装填するとハンマーブレイブフィニッシュを放てる。                             |
| 8            | - ブンパッキー - (BUNPACHY)            | パキケファロサウルス                                                                           | キョウリュウグレー | - 分厚いエネルギーの塊を発生させる。 - ブンパッキーをバトルモードにする。 - ガブリボルバーに装填すると鉄球ブレイブフィニッシュを放てる。                                 |
| 9            | - プレズオン - (PLEZUON)               | プレシオサウルス                                                                               | キョウリュウバイオレット | - ロケット噴射のようなエネルギーを発生させる。 - プレズオンをバトルモードにする。 - ガブリボルバーに装填すると消火弾を放つ。                                             |
| 10           | - ブラギガス - (BRAGIGAS)              | ブラキオサウルス                                                                               | キョウリュウシルバー | - 巨大なエネルギーを発生させる。 - 13本のガーディアンズ電池とともに使用することでブラギガスをバトルモードにする。                                                        |
| 11           | - ディノチェイサー - (DEINOCHASER)     | デイノニクス                                                                                   | | ディノスとチェイスを高速バイクであるディノチェイサーに変形合体させる。                                                                                                   |
| 12           | - ディノスグランダー - (DEINOSGRANDER) | デイノスクス                                                                                   | - キョウリュウレッド・ディノスグランダー - キョウリュウブラック・ディノスグランダー                                                                              | - ガブリボルバーでは使用できない獣電池。 - アームド・オンの状態で使用することで、両腕にデイノスクス（ワニ）型のアーマーを重強化武装する。 - 劇中では主にブラックが使用。 |
| 13           | - ケントロスパイカー - (KENTROSPIKER)  | ケントロサウルス                                                                               | | - ガブリボルバーでは使用できない獣電池。 - 初期メンバー5人全員の獣電アームズを必殺武器・ケントロスパイカーに合体させる。                                                 |
| 14           | - スティメロ - (STYMERO)               | スティラコサウルス                                                                             | - 攻撃した対象を誘惑し、メロメロにさせる。 - 劇中では主にピンクが使用。                                                                                          | |
| 15           | - アロメラス - (ALLOMERUS)             | アロサウルス                                                                                   | - ガブリボルバーやキョウリュウジンに装填すると強力な超高熱火炎を放つ。その温度は最高6,800度。 - ガブリボルバーで使用した際には火炎ブレイブフィニッシュを放てる。 | |
| 16           | - ビヨンスモ - (BEYONSMO)              | セイスモサウルス                                                                               | 物体の一部を伸ばすことができる。 | |
| 17           | - オビラップー - (OVIRAPPOO)           | オヴィラプトル                                                                                 | 催涙ガスを放つ。 | |
| 18           | - イゲラノドン - (IGERANODON)          | イグアノドン                                                                                   | - 指のようなエネルギー弾で相手をくすぐって笑わせ、動きを封じることができる。 - 劇中では主にブルーが使用。                                                        | |
| 19           | - トペランダ - (TUPERANDA)             | トゥパンダクティルス                                                                           | - 攻撃した対象を紙のように薄くペラペラにする。ペラペラにされた対象物は一定時間で元に戻る。 - 自身に使えば細い隙間に潜り込むことも可能。                          | |
| 20           | - グルモナイト - (GURUMONITE)          | アンモナイト                                                                                   | 攻撃した対象の目を回し平衡感覚を失わせることで立っていられなくさせる。                                                                                           | |
| 21           | - アーケノロン - (ARCHENOLON)          | アーケロン                                                                                     | 使用した周辺に超重力をかけることで、敵味方関係なくゆっくりとしか動けないようにする。                                                                             | |
| 22           | - プクプトル - (PUKUPTOR)              | フクイラプトル                                                                                 | 攻撃した対象を風船のように膨らませ、空中に浮かせることができる。                                                                                                 | |
| 23           | - フタバイン - (FUTABAIN)              | フタバスズキリュウ                                                                             | 物や人のコピーを生成し、倍々に分身させる。分身体は一定時間で消滅する。                                                                                           | |
| V            | - ビクトリー - (VICTORY)               | - ティラノサウルス - パラサウロロフス - ステゴサウルス - ヴェロキラプトル - トリケラトプス     | ガブティラ・デ・カーニバルで使用し必殺技五獣電ビクトリーフィニッシュを放つ。                                                                                     | |
| X            | - マキシマム - (MAXIMUM)               | - プテラノドン - アンキロサウルス - パキケファロサウルス - プレシオサウルス - ブラキオサウルス | ガブティラ・デ・カーニバルでビクトリー獣電池とともに使用し必殺技○獣電ビクトリーマキシマムフィニッシュを放つ。                                                    | |

このほか、『ガブリンチョ・オブ・ミュージック』、『キョウリュウジャーVSゴーバスターズ』、『100 YEARS AFTER』、『トッキュウジャーVSキョウリュウジャー』、『キョウリュウジャーブレイブ』にのみ登場する獣電池も存在する。

キョウリュウスーツ
キョウリュウスピリットが噛み付くことで形成される特殊スーツ。カーボン状のガブリニウム特殊合金製のスーツは低温・高熱に耐えるほか、運動能力を20倍に強化する。地球外の惑星でも活動可能。
ガブリニウム特殊合金製のヘルメットは各パートナー獣電竜の頭部を模しており、バイザーの縁はモチーフの恐竜が肉食系のものは牙状に、草食系のものは牙のない形状になっており、色はガブリボルバーで変身する者は黄色、スピリットレンジャーは銅色、ゴールドは青。左肩には肩アーマーが装備されているが、ゴールドのスーツには両肩に装備されており若干形状も異なると同時に飛行できる翼も備わっている。また、シルバーのスーツの肩アーマーは、手甲とともに金色になっている。また、胸には白いラインで挟まれた牙の模様があり、肩パッドと合わせるとキョウリュウジャーのシンボルマークとなる。この牙はバイザーの縁と同じ色になっているが、ゴールドは牙ではなく稲妻状の口ばしの模様になっており、シルバーはラインが金色になっている。
- デザインは「噛みつく」をテーマとしており、マスクは口を開けた恐竜、胸の模様は噛み付いた恐竜の横顔をモチーフとしている。

獣電モバックル
キョウリュウジャーが身に付けるバックル兼タッチパネル式通信機。恐竜の頭を模した形状で、中に獣電池を3本収納できるホルダーとなっている。また獣電池の能力を分析したり、スマートフォンのように通話やメールをすることもできる。着信音は「VAMOLA! キョウリュウジャー」のサビ部分。
変身後はベルトのバックルとなっており、バックルを90度回転させ開くことで獣電池を取り出す。また、変身後に通信する場合はバックル部から取り外すことも可能。バイオレットやスピリットレンジャーも同じものを装備している。
空蝉丸のものは他のメンバーが所持している物と形状はほぼ同じだが、黄色い部分が青色になっており、着信音も変身時と同じ三味線とエレキギターが混じったものに変わっている。

### 現代メンバーの装備品
ガブリボルバー
恐竜の頭部を模した共通獣電アームズの変身銃。キョウリュウジャーへのキョウリュウチェンジに使用したり、スピリットベースへの通行証、キョウリュウジンの起動キーにもなる。初期メンバー5人に加え、シアン、グレー、バイオレットの2代目組が使用する。最初は単なる銃でしかなく化石のような色彩だったが、獣電竜が自身に打ち勝ったガブリボルバーの所持者を認めることで獣電竜の力により覚醒・全機能が解放され、本来の色彩（黄色と黒）となる。ドクター・ウルシェードのラボには銀一色のものが置かれていたが、ブレイブ35では弥生がトリンに同様のものを手渡している。銃としてはトリガーを引くことで強力な光弾を発射し、生身でも使用可能で変身前は全員ガンホルダーで右足に装備している。獣電池のスロットをバレルの上下に2基備え、後部のレバーを操作して前部の顎型カバーをオープンし獣電池を装填する。
「ブレイブイン!」の発声と共にブレイブインした獣電池をバレルの下部装填口に装填して口を閉じると、「ガブリンチョ! ○○（パートナーの獣電竜）!!」と音声が鳴り、その後「キョウリュウチェンジ!」の掛け声と共にリボルバーを回し、サンバのメロディーと共にステップを踏んだ後、「ファイヤー!」のかけ声と共に引き金を引くことでキョウリュウスピリットを発射。それが所持者と一体化し、スーツとヘルメットが形成されることで変身が完了する。
下の装填口に装填されている獣電池を抜いて口を閉じると変身が解除される。
下部の装填口に獣電池を装填している（変身後の）状態でシリンダーを回すと、「ハッハッハッハッハッ」という待機音が流れ、トリガーを引くと、「バモラ!」の音声と共に強力な光弾を放つ。複数人で同時に放ったり、他の武器の技と併用することが多い。
必殺技は上部の装填口に獣電池（11番・12番・13番を除くどの獣電池でも可）を装填して口を閉じ、シリンダーを回すことで「ハッハッハッハッハッ」という待機音が流れ、トリガーを引くと、「バモラ! ムーチョ!」の音声と共に上下2本の獣電池のパワーを合わせた超強力な光弾を放つ獣電ブレイブフィニッシュ。複数人で同時に放ったり、他の武器の技と併用することも多い。ブラックがグリーンからガブリボルバーを借りて2丁拳銃で放つダブル獣電ブレイブフィニッシュという技もある。
- 従来の戦隊でのブレスレットや携帯電話に代わる変身アイテムとして、初期メンバーの変身アイテムとしては使われていなかった銃がモチーフに選ばれた。基本カラーは『パワーレンジャー』での海外展開も見越して本物の銃には見えない黄色が用いられている。

アームド・オン
初期メンバーの5人が行う強化武装。上下両方の装填口に自分の獣電池を装填した状態でカバーをもう一度開閉し、「メッチャムーチョ!」の音声が鳴った後、右腕にシリンダーを当てて滑らせて回すことで「ハッハッハッハッハッ」の音声と共に右腕にキョウリュウスピリットが装甲化した恐竜の背びれを模した銀色の特殊装甲の強化武装が完了し、獣電アームズを出現させることができる。アームド・オンした状態で再度アームド・オンして重強化武装することも可能。
ガブリカリバー
初期メンバー5人とバイオレットが使用する獣電剣。ガブリボルバー同様、鍔が恐竜の頭部を模した形状となっているのが特徴。ガブリウム特殊合金製の刃で厚さ50センチメートルの鋼鉄の板を紙のように切り裂くことが可能で、頭部の口に相当する部分に獣電池を1本装填できる。
ブレイブ45にてソウジにフェザーエッジを託した直後のシルバーも使用しており、最終決戦において、大地の闇に向かった際にも使用している。
必殺技は獣電池を装填口に装填して口を閉じて、レバーをポンプアクションの要領で操作し、「ハッハッハッハッハッ!」の音声が鳴った後、「バモラ!」の音声と共に装備した獣電池の特性に合わせて切り裂く獣電ブレイブスラッシュ。
獣電ブレイブスラッシュ・雷電斬り
ブレイブ13のグリーン、ブレイブ41のレッドが使用した、ゴールドから借りたプテラゴードン獣電池を装填することで電撃を纏った斬撃で切り倒す必殺技。
ブレイブスラッシュ・斬撃剣
ブレイブ37にてグリーンと入れ替わったゴールドが使用した技。
ガブルキャノン
折り畳んだガブリカリバーと口を開いたガブリボルバーを合体させた大型銃。キョウリュウスピリットのエネルギー光弾を毎分999発の高速連射が可能なマシンガンモードと銃下部のポンプを引いて、「バモラ!」や「ムーチョ!」の音声と共に一撃が強力な破壊エネルギー光弾を放つことができるショットガンモードの性能を併せ持つ。
また、ガブリカリバーの刀身を展開した銃剣モードにすると銃を撃ちながら斬撃を繰り出すこともできるが、このモードは弥生が変身したバイオレットのみが使用している。

### 獣電アームズ
アームド・オンによって出現するキョウリュウジャー各自の専用装備。装備と同時に右腕全体に恐竜の背びれを模した銀色の追加装甲が装着される。
ガブティラファング
レッド専用のガブティラの頭部を模した強化グローブ。ガブティラのように鋭い牙で相手に噛みつくこともできる。必殺技はガブティラ岩烈パンチ。また、ジャンプして放つガブガブ岩烈パンチも用いる。ブレイブ37ではレッドと入れ替わったピンクが使用した。
パラサショット
ブラック専用の強化ハンドビームガン。パラサガンのように、高速かつ正確な射撃で敵を撃ち抜く。両サイドの刃で接近戦にも対応できる。ガブリボルバーと一緒に2丁拳銃のように使用することもある。ブレイブ16ではグリーンが使用した。また、ブレイブ37ではブラックと入れ替わったブルーが使用したが、うまく使いこなせなかった。
ステゴシールド
ブルー専用の強化シールド。ステゴッチのように、強固な防御用の楯として使う以外にそれ自体を打撃武器として使うことも可能。
かなりの重量があるようでブレイブ37にてブルーと入れ替わったブラックが使用した際には余りの重さに落としてしまった。
シールドで相手に殴りかかるステゴシールドパンチや、ブーメランのように投擲するフライングステゴシールドなどの技を用いる。
ザクトルスラッシャー
グリーン専用の強化クロー。ザクトルのように、鋭く研ぎ澄まされた3本の刃で敵を八つ裂きにする。ガブリカリバーもしくはフェザーエッジと合わせて二刀流で使用することもある。
ドリケランス
ピンク専用の鋭い刃が付いた手持ち式強化ドリルユニット。ドリケラのように、頑強なドリルで、敵の装甲にも簡単に風穴を開ける。
ブレイブ10ではグリーンが使用した。ブレイブ37ではピンクと入れ替わったレッドが使用したがうまく使いこなせなかった。
必殺技は高速回転したドリルで敵を貫く獣電ブレイブフィニッシュ。
ケントロスパイカー
初期メンバー全員の獣電アームズを合体させたケントロサウルスのトゲの意匠を持つ強化合体ウェポンユニット。元々「ケントロスパイカー」とは、この武器の起動に用いるガーディアンズ電池の名前である。獣電池に内包されたパワーで強力な貫通能力を持つため、5人が力を合わせて使用する。ジェット噴射によるジェットブースターが付いている。
合体プロセスの中はファング、ショット、シールド、スラッシャー、ランスを直列に連結し、シールドにケントロスパイカー獣電池が挿入されることで完成する。
4人の腕車に乗ってジャンプしたレッドがケントロスパイカーを投げ飛ばして敵を貫く強力な獣電ブレイブフィニッシュ。レッドが投げたケントロスパイカーの上にゴールドが乗り、雷電残光を決めるダブルブレイブフィニッシュという技もある。
ブレイブ40ではブルーが使用し、両手に構えての突進攻撃（ノブハルわっしょいスパイカー）を行っている。
これらのアームズは後述のように部分的に合体させることも可能で、その場合はケントロスパイカー獣電池は用いず、またいずれかのキョウリュウジャーに他の仲間が武器を預ける形になる。
ファングショット
ガブティラファングとパラサショットを合体させた強化合体ビームガン。パラサショット以上の威力の破壊光弾を放てる。
シールドランスラッシャー
ステゴシールド、ザクトルスラッシャー、ドリケランスの3つを合体させた剣型の合体強化アームズ。ブレイブ10ではグリーンがこれで斬撃無双剣を放っている。また、盾としても使用可能で、ブレイブ26ではエンドルフの強力な光線をも防ぎ、戦いを有利に運んだ。
スラッシュシールドショット
パラサショット、ステゴシールド、ザクトルスラッシャーの3つを合体させた武器。光の剣を発生させて敵を斬り裂く。ブレイブファイナルでキルボレロにとどめを刺した。
ディノスグランダー
ブレイブ16より使用されるようになった獣電アームズ。アームド・オンした状態でガブリボルバーに装填して使用することで、右腕の装甲が金色に代わり左腕にも同様の金色の装甲が現われ、手の甲にはデイノスクスの頭を模したバケット（左手に上アゴ、右手に下アゴ）が装着される。ガブリボルバーを持ち両手を合わせることで、ガブリボルバーを軸として高速回転し攻撃する。また、左右それぞれのアーマーの牙で攻撃することもできる。装備していた獣電アームズは他のメンバーがそのまま使用することもでき、ブレイブ16ではパラサショットをグリーンが使用している。
ディノスグランダーを装備した状態で名乗りを行う場合は「キョウリュウブラック・ディノスグランダー」のように後ろにディノスグランダーを付けて名乗っており、名乗りのポーズも通常と異なっている。
ケントロスパイカーと同じく、元々は能力の源になっているガーディアンズ電池の名前である。トリンによれば、この獣電竜は仲間の中でも最も地中を掘り進む速度を誇っていたとされる。

### キョウリュウゴールドの専用装備
ガブリチェンジャー
キョウリュウゴールド専用のガントレット型の獣電アームズで変身ツールで作成者はトリン。ブレイブインしたプテラゴードン獣電池を装填し、「いざ尋常に！キョウリュウチェンジ！」のかけ声と共にトリガーを引き、「ファイヤー！」の発声と共にトリガーを離すことで変身する。戦闘時はクロスボウのように敵にエネルギーを放つ遠距離モードと横のウイング状のブレードを展開させた接近戦モードの2つを使い分ける。また、握った状態で電撃を放つことも出来る。
雷電砲乱れ撃ち（）
遠距離モードでエネルギー光弾を乱射する必殺技。毎分1,200発撃ち出すことができる。
雷電飛翔斬り（）
空を飛びながら接近戦モードのカッターで相手を切り裂く必殺技。
奥義・土煙爆（）
土煙を発生させ、隠れる技。
獣電ブレイブフィニッシュ
プテラゴードンのエネルギー弾を放つ。
ザンダーサンダー
キョウリュウゴールドが使う専用の獣電アームズである直列獣電剣。刀身内部に最大3本の獣電池をセット可能。「ザンダーサンダー、招来!」の掛け声とともに召喚される。剣モードと銃モードの2形態をとる。
ガブリボルバー同様に獣電巨人の起動キーを携えており、変身前は背中に装備している。
横一閃（）
獣電池を1本装填して、静電気を収束し相手を左右に袈裟切りにする技。
秘技・雷鳴の舞い（）
獣電池を1本装備し、電撃をためて相手を斬る技。
雷電衝撃波
2本目を装填すると回転しつつ稲妻を呼んで衝撃波を地面に伝え相手を襲う技。
稲妻連動（）
ガブリチェンジャーと連動させて使用。電磁ビームで敵の動きを封じる。3発動時に発射する稲妻連動三段撃ちも用いる。
雷電火炎渦巻き（）
グルモナイトとアロメラスの獣電池を装填して火炎の渦巻きを放つ技。劇中では、撤退の時に使った。
雷鳴弾（）
銃モードで雷電エネルギーの弾丸を放つ技。
ザンダーサンダー飛翔斬り
獣電池を2本装填し、上空から相手を切り裂く技。
ブレイブフィニッシュ・雷電残光（）
獣電池を3本装備して使う技。空蝉丸自身が使っていた雷電残光という大気中の静電気を刀身に集めて斬撃を放つ技を強化したもので、ザンダーサンダーに装填した獣電池から得られる雷のエネルギーを刀身に集め増幅し、「ZANDARTHUNDER」の文字を模した雷を帯びた斬撃を放つ。厚さ120センチメートルの鉄板を両断することができる。
獣電ブレイブフィニッシュ・雷電三段返し（）
ブレイブ38および『ガブリンチョ・オブ・ミュージック』にて使用した、自身のプテラゴードン獣電池、ブルーのステゴッチ獣電池、グリーンのザクトル獣電池をザンダーサンダーに装填し、「ZANDARTHUNDER」の文字を模した雷を帯びた斬撃と、ステゴッチやザクトルの頭部をそれぞれ模したエネルギー弾を放つ必殺技。
ブレイブフィニッシュ+雷電残光五連突き（）
ブレイブ29および46にてレッドを除く初期メンバーによる戦隊やぐらを通り、敵に5回の連続攻撃を仕掛ける必殺技。
雷電カミツキ崩し
ブレイブ41にて使用したレッドのガブティラ獣電池を装填したザンダーサンダーで敵に噛みつき攻撃を仕掛ける技。
獣電ブレイブフィニッシュ・雷電火炎自在斬り（）
プテラゴードン、アロメラス、ビヨンスモの獣電池を装填し、敵に向かって伸びる火炎の斬撃を放つ。
獣電ブレイブフィニッシュ・雷電斬り
ブレイブ37にてゴールドと入れ替わったグリーンが使用した技。

### キョウリュウレッド・カーニバルの専用装備
ガブティラ・デ・カーニバル
ガブティラ・オーバーチャージモード（ミニティラ）の銃形態。キョウリュウレッド・カーニバルに変身する際やカミツキチェンジする際に用いられ、変身後は武器としても使用される。下アゴを閉じると「OH（）・マツリンチョ! カーニバル!」の音声が鳴り、「ファイヤー!」の発声とともにトリガーを引くとキョウリュウレッドがカーニバルに変身する。
またガブティラ頭部の横側にあるスイッチを押し、キョウリュウジン（ウエスタン・マッチョ・カンフーを含む）のカミツキ合体と同じ構成の獣電池3本を装填することでカミツキチェンジが可能となり、カーニバルの真の力を発揮できる。
オーバーチャージモードと異なり、カーニバル獣電池を抜いてもガブティラには戻らず、キョウリュウレッドもカーニバルのままである。
獣電カーニバルフィニッシュ
カミツキチェンジ時に下アゴを閉じることで「◯◯（形態）カーニバル!」の音声が鳴り、技名を発すると共に強力な光弾を放つ必殺技。
五獣電ビクトリーフィニッシュ
ビクトリーブレイブインをしたビクトリー獣電池をセットし、下アゴを閉じて「アミーゴ!みんなアツマリンチョ!」の音声が鳴った後ガブティラ・デ・カーニバルを構えたキョウリュウレッド・カーニバルを初期メンバー4人が支えて技名を発すると共にトリガーを引き「みんな・デ・カーニバル!」の音声と共に強力な光弾を放つ必殺技。
十獣電ビクトリーマキシマムフィニッシュ
ビクトリーブレイブインしたビクトリー獣電池をセットし、下アゴを閉じて「アミーゴ!みんなアツマリンチョ!」の音声が鳴った後、続けてマキシマムブレイブインしたマキシマム獣電池をセットし、下アゴを閉じて「アミーゴ!メッチャメチャアツマリンチョ!」の音声が鳴った後、ガブティラ・デ・カーニバルを構えたキョウリュウレッド・カーニバルを他の9人が支えて技名を発すると共にトリガーを引き、「キョウリュウ・みんな・ガンバ・デ・カーニバル!」の音声と共に超強力な光弾を放つ、キョウリュウジャーの最強必殺技。
八獣電ビクトリーマキシマムフィニッシュ
ガブティラ・デ・カーニバルを構えたキョウリュウレッド・カーニバルを初期メンバー4人とゴールド、シアン、グレーの7人で支えて技名を発すると共にトリガーを引き、「キョウリュウ・みんな・ガンバ・デ・カーニバル!」の音声と共に強力な光弾を放つ必殺技。
七獣電ビクトリーマキシマムフィニッシュ
ガブティラ・デ・カーニバルを構えたキョウリュウレッド・カーニバルを初期メンバー4人とゴールド、バイオレットもしくはシルバーで支えて技名を発すると共にトリガーを引き、「キョウリュウ・みんな・ガンバ・デ・カーニバル!」の音声と共に強力な必殺技を放つ。
六獣電ビクトリーマキシマムフィニッシュ
ガブティラ・デ・カーニバルを構えたキョウリュウレッド・カーニバルを初期メンバー4人とゴールドで支えて技名を発すると共にトリガーを引き、「キョウリュウ・みんな・ガンバ・デ・カーニバル!」の音声と共に強力な必殺技を放つ。
超十獣電ブレイブファイナルフィニッシュ
地球のメロディとシンクロさせた10人のブレイブをブレイブインしたビクトリー獣電池とマキシマム獣電池をセットして技名を発すると共に超強力な光弾を放つ超最強必殺技。
デーボスの肉体を破壊できるほどの威力があるが、1発しか撃てない。
ガブリカーニバル
ガブリボルバーとガブティラ・デ・カーニバルを合体させた超強力な合体銃。
必殺技は下アゴを閉じて「バモラ!カーニバル!」の音声が鳴った後、トリガーを引くことで強力な光弾を放つ獣電カーニバルフィニッシュ。

### キョウリュウシルバーの専用装備
ギガガブリボルバー
キョウリュウシルバーにキョウリュウチェンジするための変身銃でガブリボルバーの色違い。ブラギガスのパワーにより銃撃はガブリボルバーよりも強力であるが、それゆえにトリンやダンテツのような人並み外れた身体能力の持ち主でなければ扱えない。当初はトリンにもブラギガスの体内に戻ったスピリットベースへの出入りの際にガブリボルバーが必要となったために弥生が持ってきた銀色のガブリボルバーだったが、ブラギガスがトリンのブレイブを認めたことでカラーリングが変化する。変身時に流れる音楽はロックギター調のものになっている。
ブレイブインしたブラギガス獣電池をバレルの下部スロットに装填すると、「ギガガブリンチョ!ブラギガス!!」と音声が鳴り、その後に「キョウリュウチェンジ!」の掛け声と共にシリンダーを回すことで音楽が流れ、「ファイヤー!」の発声と共にトリガーを引くことで所有者をキョウリュウシルバーに変身させる。
- カラーリングはトリンの配色をモチーフとしている。初登場時点ではトリン用であることを隠すため銀色とされた。

フェザーエッジ
トリンが所持する専用の長剣で、変身後も使用している。
ブレイブ45より正式にソウジに譲られており、以降は彼が名前を呼ぶことで手元に飛んできている。
- トリンの怒りを表現するための武器として創作された。

### 個人技
岩烈パンチ（）
ダイゴが旅の中で編み出した必殺技。岩をも砕く威力を持つ。
ガブガブキック
キョウリュウレッド・カーニバルの技。エネルギーを纏ったキックで、噛み付くように連続で放つ。
ブレイブ39ではレッドも使用。ティラノサウルスの尻尾のように敵を薙ぎ払う。

ノブハルスーパーどっこいしょ
ブルーの技。ジャンプし、着地の瞬間に衝撃波を放つ。

斬撃剣（）
ソウジがザクトルとの修行で編み出した必殺剣。獣のように荒々しく斬り裂く。

斬撃無双剣（）
斬撃剣に先祖伝来の無双剣を組み合わせた技。主にガブリカリバーで用いるが、シールドランスラッシャーで放ったこともある。

スピリットハンマー
ラミレスが変身するキョウリュウシアンの技。手からエネルギー状の鉄槌を作り出して巨大な敵すらも怯ませる一撃を繰り出す。

ユウコハンマー
優子が変身するキョウリュウシアンの技。

鉄砕拳・激烈突破（）
鉄砕の必殺技。左手首を回転させ、目にも止まらぬ速さで鉄拳を打ち込む。
ブレイブ18でダイゴがを習得し、以降の戦闘でも使用している。

ヘディングタックル
真也が変身するキョウリュウグレーの技。

トリニティストレイザー
トリンがフェザーエッジで放つ必殺技。閃光の三角形に描いた斬撃を飛ばして敵を爆破させる
かなりの負担がかかるため現在は変身後でないと使用できず、人間は使用不可能な技だが、ブレイブ37ではレッドと入れ替わったグリーンが使用している。この時はまだ見よう見まねで放ったため、威力はトリンのものより劣っていたが、ブレイブ43以降は完全に放てるようになっている。
グリーンも順手持ちで発動し、トリン同様背中に翼が具体化している。また、翼や三角状の閃光が緑色である。

空烈パンチ（）
ダンテツの奥義。デーボモンスターの顔を歪ませて吹き飛ばすほどの凄まじい鉄拳。

### 獣電竜
#設定・用語も参照。パラサガンを始め、獣電巨人の腕を構成する獣電竜は左右どちらにも合体可能となっている。
ガブティラ
レッドのパートナーである、ティラノサウルスが進化した獣電竜。十大獣電竜いちの攻撃力を持つリーダー格で、仲間思いな一面を持つ。普段は南海の孤島の火山のマグマに潜んでいる。
バトルモードになると頭部のトサカカッターが立ち上がる。牙での噛みつきや尾でのラリアットの連続攻撃を得意とし、口からは衝撃波を吐く。
キョウリュウジンの腕以外の部分を構成する。ただし、バクレツキョウリュウジンでは胴体と両足のみ構成する。
- 近年の有力となっていた恐竜研究（学説）に従い、スーパー戦隊シリーズとしては初めてティラノサウルスを背中に羽毛（たてがみ）が生えた恐竜として描いている。また、恐竜図鑑のビジュアルのように腹部と背部の体色差からイメージして、胴体下半分を黄色が占めている。
- 造形物はスーツとCGが併用されている。スーツでの走行シーンは当初自力での走行が試みられたがうまく行かず、クレーンで吊っての操演により撮影された。
- 監督の坂本浩一は戦闘描写で漫画『銀牙 -流れ星 銀-』の絶・天狼抜刀牙をイメージしている。

ガブティラ・オーバーチャージモード
ガブティラの「ダイゴとともに戦いたい」という思いがカーニバル獣電池の力で具現化し、ガブティラ自身が手のひらサイズに縮小変形した形態。通称はミニティラ。非戦闘時でも小回りの利く体躯を活かして偵察を任されることもある。
首を180度回しグリップを起こすことで銃形態のガブティラ・デ・カーニバルに変形する。また、カーニバル獣電池を抜くことで元の大きさに戻り、同時にキョウリュウレッド・カーニバルも通常のキョウリュウレッドに戻る。
Vシネマ『帰ってきた獣電戦隊キョウリュウジャー 100 YEARS AFTER』では、体の色が白い状態でダイくんの前に現れた。ダイくんの不甲斐なさに怒っていたが、彼が敵をタイムスリップさせまいとしようとしたことで、彼のブレイブを認め、ダイくんは赤いミニティラを見ることが出来た。
パラサガン
ブラックのパートナーである、パラサウロロフスが進化した獣電竜。回想にて、イアンが士郎とともにアイガロンに襲われた際の爆発で、崖から落下した直後にトリンとともに姿を現したことが語られている。普段はヨーロッパのとある湖畔のほとりにある古城に潜んでいる。
バトルモードになると尻尾が開いてビーム砲へ変化し、エネルギー弾を放つ。額がレーダーの役割を果たし、高確率のシュート戦法を取る。
基本的に獣電巨人の右腕になる他、ギガントキョウリュウジンでは左肩の武装になる。
- モチーフについては難航したが、最終的にはデザインの面白さから、スピードがありそうな変わり種となった。

ステゴッチ
ブルーのパートナーである、ステゴサウルスが進化した獣電竜。普段は北極海の氷原に潜んでいる。
バトルモードになると背中のヒレからブレードが出現する。高い防御力を誇り、仲間の盾となる。ヒレからキョウリュウスピリットを放出して体を回転させてブレードで相手を斬り裂くボディアタックも得意とする。
基本的に本体は獣電巨人の右腕、背中は分離して盾またはその盾が変形した五連獣電剣になる。
- ノッさんが優しくて力持ちのため、皆を守るディフェンサーということとなった。

ザクトル
グリーンのパートナーである、ヴェロキラプトルが進化した獣電竜。普段は富士山近くの竹林に潜んでいる。
バトルモードになると尻尾が展開して三叉のソードへ変化する。相手を斬り裂き回避するヒットアンドアウェイ攻撃を得意とする。
基本的に獣電巨人の左腕になる他、ギガントキョウリュウジンに合体する際は専用武器のブラギオザクトルアックスを構成する。
- 『ジュラシックパーク』で人気となったヴェロキラプトルとなり、爪や歯が鋭いため、「斬る」タイプとなった。

ドリケラ
ピンクのパートナーである、トリケラトプスが進化した獣電竜。普段はアメリカ大陸の渓谷に潜んでいる。
尻尾はドリルのようになっており、バトルモードになると伸びる。突進力に優れ、鋼の角による突きとドリルを回転させてのヒップアタックを得意とする。
基本的に獣電巨人の左腕になる。
- アミィがお転婆でオフェンサーのため、トリケラトプスとなった。

プテラゴードン
ゴールドのパートナーである、プテラノドンが進化した獣電竜。バトルモードになっても外観上の変化はないが、単身でプテライデンオーへ変形できるようになる。トリン曰く、十大獣電竜の攻撃の要となる切り込み隊長。戦国時代でゴールドとともに戦っていた獣電竜だが、暗黒のダメージを受け、相棒の空蝉丸が消えたことでトリンが警戒してガブティラが守護する南海の孤島に封印していた。
現代でカオスの陰謀によってプテラゴードン（デーボス・イン）としてドゴルドの支配下に置かれるが、空蝉丸がドゴルドの呪縛から解放されるとともに復帰する。デーボス軍に洗脳されていた時は目の部分がバイザーで覆われている。
復活後は普段は雷鳴轟く黒雲の中に身を潜めている。バトルモードになると口からキョウリュウスピリットが変換された強力な稲妻ビームを発射する。電撃で攻撃する空中殺法とアクロバティックな高速飛行を得意とする。頭部のゴーグルは上げ下げ自由で『ガブリンチョ・オブ・ミュージック』ではデスリュウジャーの音楽を防ぐのに使用している。
単身でプテライデンオーに変形する他、ライデンキョウリュウジン合体時は兜と背中の翼を構成する。
アンキドン
シアンのパートナーである、アンキロサウルスが進化した獣電竜。バトルモードになると背中に格納されたハンマーが尻尾になり、敵に持ち上げたハンマーを叩きつけるストンピングを得意とする。普段は深い土の中に潜んでいる。
当初は嘗て倒したはずのデーボ・ウイルスンに乗り移られ、ラミレス共々危機に瀕していたが、ダイゴたちの活躍で無事に仲間に加わる。
基本的に獣電巨人の右腕になる。
ブンパッキー
グレーのパートナーである、パキケファロサウルスが進化した獣電竜。普段は中国奥地の万年滝の瀑布に潜んでおり、長い間滝に打たれることで、頭の硬度を高めている。
バトルモードになると頭部に付いている巨大鉄球（モーニングスター）が外れ尻尾になり、工事用ヘルメットに似た頭部が出現する。敵を尻尾と鎖でつながれた巨大鉄球・モーニングスターを振り回して狙う。
基本的に獣電巨人の左腕になる。
プレズオン
バイオレットのパートナーである、プレシオサウルスが進化した獣電竜。元々は海中戦闘が得意な首長竜だったが、ドクター・ウルシェードにより強化改造され宇宙航行・海中および宇宙での戦闘が可能となり、デーボス軍が滅ぼした星を調査するためバイオレットとともに宇宙へ旅立っている。地球帰還後はプレズオンラボ・ドックに待機しており、発進の際にはドック内に注水し海中から発進する。バトルモードではエンジンとウイングが展開し、単身でプレズオーに変形できるようになる。武器は2門のビーム砲で、強力光線を発射する。ブレイブ21で引退を表明したドクターのバイオレットからレッドに託される。
通常はレッドの持つ獣電池で呼び出すが、レッドが不在の場合などには弥生の持つ獣電池で出撃させることが可能。
単身でプレズオーに変形する他、バクレツキョウリュウジン合体時は頭部・両および右腕・足のパーツを構成する。
- 水生生物モチーフでは活躍の場が限られてしまうため、宇宙を海に見立てて宇宙船の要素が加えられた。ドックの注水シーンは脚本を担当した三条からの要望によるもので、特撮テレビドラマ『マイティジャック』でのマイティ号の発進シーンがイメージされている。

ブラギガス
シルバーのパートナーである、ブラキオサウルスが進化した獣電竜。全獣電竜の要であり、ガーディアンズたちの父親のような存在だった。体の各部にガーディアンズのレリーフ（金色）が付いている。恐竜時代にデーボスの生み出した魔神ガドマとの戦いの折、トリンの制止も聞かずに禁断の技であるギガント砲を使いデーボスとガドマを封印したが、自身もまたガドマの最後の抵抗により地中へと引きずり込まれてしまった。シアンとグレーの調査の結果、魔洞湖という湖の底で眠っていたことが判明し、キョウリュウジャーが集めたガーディアンズの秘石の力で蘇る。
背中には13個の電池スロットがあり、バトルモードになり13本のガーディアンズ電池を装填することでガーディアンズそれぞれの特殊能力を使用できる。
キョウリュウジャーの基地であるスピリットベースはこのブラギガスの体内（頭部）にある。獣電竜の要と同時に体内のスピリットベースがキョウリュウジャーたちの力とリンクしているため、ブラギガス自身が汚染されるとキョウリュウジャーも力が半減するというリスクが存在する。
単身でギガントブラギオーに変形する他、ギガントキョウリュウジン合体時は頭部、胸、足、武器を構成する。
- 巨大ミニチュアを制作する案もあったが実現には至らず、全体像はCGとなりミニチュアは首だけが造形された。

ディノス族、チェイス族
常に2体1組で行動する黄色のディノスと黒のチェイスの、デイノニクスが進化したガーディアンズの小柄な獣電竜コンビ。初期メンバー5人用に、各5体ずつ存在する。11番の獣電池の力で召喚される。
ディノチェイサー
獣電池にディノスとチェイスがカミツキ合体する獣電竜高速バイク。バイク形態からディノスとチェイスに分離して敵を攻撃することも出来る。時速300kmで走る。ジャンプ力は20メートル。
恐竜時代のディノチェイサーは、1体の黄色い獣電竜だった。
- バイク形態のベース車両はホンダ・CRF250L。
- バイクメカの登場は坂本の案によるもので、『パワーレンジャー』での登場も見越している。

トバスピノ
ブレイブ39から登場。詳しくは劇場版 獣電戦隊キョウリュウジャー ガブリンチョ・オブ・ミュージック#獣電竜・獣電巨人を参照。
スペック
| 名称           | 全高                                                            | 全幅                                                          | 全長                                                          | 重量             | スピード           | 出力                 |
| -------------- | --------------------------------------------------------------- | ------------------------------------------------------------- | ------------------------------------------------------------- | ---------------- | ------------------ | -------------------- |
| ガブティラ     | - 49.9 m（バトルモード）[28][155] - 46.1 m（通常時）[28][155]   | 34.1 m[28][155]                                               | 73.3 m[出典 63]                                               | 2,100 t[出典 63] | 350 km/h[28][155]  | 800万馬力[28][155]   |
| パラサガン     | 25.3 m[39][155]                                                 | 15.0 m[39][155]                                               | 43.5 m[出典 64]                                               | 700 t[出典 64]   | 300 km/h[39][155]  | 250万馬力[39][155]   |
| ステゴッチ     | - 21.5 m（バトルモード）[45][155] - 19.5 m（通常時）[45][155]   | 14.6 m[45][155]                                               | 38.4 m[出典 65]                                               | 850 t[出典 65]   | 250 km/h[45][155]  | 300万馬力[45][155]   |
| ザクトル       | 21.4 m[55][155]                                                 | 15.0 m[55][155]                                               | 42.0 m[出典 66]                                               | 700 t[出典 66]   | 400 km/h[55][155]  | 250万馬力[55][155]   |
| ドリケラ       | 14.1 m[61][155]                                                 | 14.4 m[61][155]                                               | - 48.4 m[出典 67]（バトルモード） - 45.2 m（通常時）[61][155] | 850 t[出典 67]   | 300 km/h[61][155]  | 300万馬力[61][155]   |
| プテラゴードン | 17.8 m[65][155]                                                 | 90.0 m[65][155]                                               | 51.9 m[出典 68]                                               | 1,900 t[出典 68] | 900 km/h[65][155]  | 700万馬力[65][155]   |
| アンキドン     | - 16.7 m（バトルモード）[70][155] - 18.0 m（通常時）[70][155]   | 18.4 m[70][155]                                               | - 45.2 m（バトルモード）[出典 69] - 36.4 m（通常時）[70][155] | 1,000 t[出典 69] | 200 km/h[70][155]  | 400万馬力[70][155]   |
| ブンパッキー   | - 24.0 m（バトルモード）[78][155] - 27.4 m（通常時）[78][155]   | 15.0 m[78][155]                                               | - 84.0 m（バトルモード）[出典 70] - 43.5 m（通常時）[78][155] | 800 t[出典 70]   | 430 km/h[78][155]  | 280万馬力[78][155]   |
| プレズオン     | 26.6 m[80]                                                      | - 54.0 m（バトルモード）[80][155] - 37.5 m（通常時）[80][155] | 85.1 m[出典 58]                                               | 2,200 t[出典 58] | マッハ2[80][155]   | 820万馬力[80][155]   |
| ブラギガス     | 61.6 m[88][155]                                                 | 47.3 m[88][155]                                               | 101.8 m[出典 59]                                              | 3,500 t[出典 59] | 300 km/h[88][155]  | 1,300万馬力[88][155] |
| トバスピノ     | - 57.2 m（バトルモード）[100][155] - 49.5 m（通常時）[100][155] | 34.1 m[100][155]                                              | 77.6 m[出典 71]                                               | 2,500 t[出典 71] | 350 km/h[100][155] | 920万馬力[100][155]  |

### 獣電巨人
機械ではなく生命体に該当する。内部空間に操縦桿はなく、個別のステージに乗ったメンバーの動きをトレースして動く。
獣電巨人が大きなダメージを負うと、操縦者にもダメージが及ぶ。また、1人でも操縦は出来るが、人数が減るほど操縦者の負担は大きくなる。
- デザインは『ジュウレンジャー』や『アバレンジャー』との差別化として、パイプ状のディテールを入れるなどメカらしさが強調されている[5]。

#### キョウリュウジン
ブレイブ2から登場。ガブティラ、ステゴッチ、ドリケラがカミツキ合体して竜が人になった獣電巨人の汎用戦闘形態。ガブティラにステゴッチ、ドリケラ獣電池を読み込ませて、ステゴッチとドリケラがガブティラに噛みつき、スピリットを流し込むことで合体する。合体時に流れるテーマソングはガブリボルバーでの変身と同じ陽気なサンバ調。
右腕にステゴッチシールド、左腕にドリケラドリルを装備。獣電竜を召喚したレッド、ブルー、ピンクの3人は合体完了後のキョウリュウジンのコクピットに自動転送される。また、ブラックとグリーンがコクピットに加わることで、ステゴッチシールドが変形した最強の武器五連獣電剣（）が使用可能になる。
必殺技は右肩のガブティラヘッドからキョウリュウスピリットの強力な破壊エネルギーを放つキョウリュウジン・ブレイブフィニッシュ、五連獣電剣で切り裂く獣電剣ブレイブフィニッシュ。
当初キョウリュウジンの操縦者はレッド+腕のパーツとなった獣電竜のパートナーの3人で務めており、戦闘中に腕を換装した時は換装前のパーツを構成していた獣電竜のパートナーも引き続きコックピットに残るため4人で操縦したりもしていたが、五連獣電剣を使用するようになってからは5人そろえていない場合やプテライデンオーにレッド以外の4人のいずれかの獣電竜がカミツキ合体をしている場合を除いて形態にかかわらず初期メンバーの5人全員が搭乗するようになる。
- デザインは『アバレンジャー』のアバレンオーとの差別化としてガブティラの頭部が右肩に位置している[185]。

キョウリュウジン ステゴッチザクトル
ブレイブ3から登場。ガブティラ、ステゴッチ、ザクトルがカミツキ合体した形態。ザクトルソードを武器とする。ドリケラはキョウリュウジンから離れるが、ピンクは内部空間に残るためグリーンを加えた4人で操縦する。ブレイブ25ではグリーンが中心となってブラック・ブルー・ピンクの4人で操縦した。
必殺技は右肩のガブティラヘッドから放出されたスピリットをザクトルソードにまとい、突進して敵を斬り裂くキョウリュウジン・ブレイブフィニッシュ。ブレイブ25ではエネルギーをまとったザクトルソードでの高速回転斬りでデーボ・アックムーンを倒す。
キョウリュウジン パラサガンステゴッチ
ブレイブ9から登場。ガブティラ、パラサガン、ステゴッチがカミツキ合体した形態。右腕にパラサビームガン、左腕にステゴッチシールドを装備。獣電竜を召喚したレッド、ブラック、ブルーの3人が合体完了後のコクピットに自動転送される。
ブレイブ9にてグリーンとピンクのいない際の応急的な合体であるため、通常右腕になるステゴッチが左腕になっている。
キョウリュウジン ウエスタン
ブレイブ4から登場。ガブティラ、パラサガン、ザクトルがカミツキ合体した形態。合体時に流れる音楽はウエスタン調。レッド、ブラック、グリーンの3人が合体完了後の内部空間に自動転送される。内部空間のマークは保安官のバッジのようなものに変化する。
右腕に百発百中の必殺砲パラサビームガン、左腕に鋭利に輝く巨大クロー状の剣ザクトルソードを装備する。射撃と剣術を兼ね備え、素早い攻撃を得意とする。
必殺技はザクトルソードの斬撃の衝撃波をパラサビームガンの光弾とともに撃ち出すキョウリュウジンウエスタン・ブレイブフィニッシュ。
キョウリュウジン マッチョ
ブレイブ6から登場。ガブティラ、アンキドン、ドリケラがカミツキ合体した特別な形態。合体時に流れる音楽は猛々しい民族音楽調。5人全員が合体完了後の内部空間に自動転送される。内部空間のマークは炎を模したものに変化する。
右腕に超重量の鉄槌アンキドンハンマー、左腕に頑強なドリケラドリルを装備。超ヘビー級のパワー攻撃を得意とする。
必殺技はドリケラのドリル回転能力を利用してボディを高速回転させ、アンキドンハンマーで敵を打ち上げるキョウリュウジンマッチョ・ブレイブフィニッシュ。
キョウリュウジン カンフー
ブレイブ18から登場。ガブティラ、アンキドン、ブンパッキーがカミツキ合体した形態。合体時に流れる音楽は中国風。合体完了時に中国風の建物の前でこの形態が複数体登場し演武を行う。内部空間のマークは中華風に変化する。
右腕にアンキドンハンマー、左腕にブンパッキーボールを装備している。カンフーを得意とし、鉄砕拳・激烈突破も使うことができる。
必殺技はブンパッキーボールを勢いよく激突させて敵を撃滅するキョウリュウジンカンフー・ブレイブフィニッシュ。
- カンフーの動きがスーツでは難しいため、モーションキャプチャにより中国拳法を得意とする喜多川務の動きを取り込んでいる。

キョウリュウジン ベースボール
ブレイブ32に登場。カミツキ合体による派生形態ではなく、「KYORYUGER」と書かれているバットを持った特殊形態。名乗りはブルーによるが、ピンクに「何それ？」とツッコまれる。
デーボ・スポコーンの投げた魔球を全て打ち返すキョウリュウジン・大回転打法という技を披露した。

#### プテライデンオー
ブレイブ9から登場。プテラゴードンが単独でカミナリ変形し、雷電の王になった獣電巨人。変形時に流れるテーマソングは三味線とエレキギターによるハードロック調。ゴールドは変形完了後の内部空間に自動転送される。
ドゴルドに操られていた際は、顔と胸部のバイザーが閉じ黒いマントを羽織っていたプテライデンオー（デーボス・イン）となっていたが空蝉丸の解放と共に顔と胸部のバイザーが上がり黒いマントを脱ぎ捨てる。
武器は翼の前部分が変形したプテラカッターと胸部のプテラヘッドから放つ高電圧の電気ビーム。
必殺技はプテラヘッドからの電磁光線で動きを封じたのち「横一閃（）」の掛け声とともにプテラカッターの回転斬りを放つプテライデンオー・ブレイブフィニッシュ。
- 敵から味方への転身は、バンダイから『百獣戦隊ガオレンジャー』のガオハンターのようなロボットをやりたいという要望によるもの[12]。バイザーのギミックは三条から善悪の形態の区別として提案されたものであったが[12]、特撮監督の佛田洋はそれだけでは差別化が不十分であるとしてマントが付け加えられた[15][注釈 104]。変形ギミックは『爆竜戦隊アバレンジャー』のキラーオーとの差別化も意識されている[199]。

プテライデンオー アンキドン
ブレイブ15から登場。プテライデンオーにアンキドンがカミツキ合体した形態。右腕にアンキドンハンマーを装備している。
プテライデンオー ブンパッキー
ブレイブ19から登場。プテライデンオーにブンパッキーがカミツキ合体した形態。左腕にブンパッキーボールを装備している。ゴールドがいる内部空間にブンパッキーを召喚したレッドが自動転送される。
必殺技はプテラヘッドからの電磁光線で敵の動きを封じ、左腕のブンパッキーボールを叩きつけるプテライデンオーブンパッキー・ブレイブフィニッシュ。
プテライデンオー パラサガン
ブレイブ33に登場。プテライデンオーにパラサガンがカミツキ合体した形態。右腕にパラサビームガンを装備している。ゴールドとブラックが操縦する。
必殺技はプテラヘッドからの電磁光弾を、パラサビームガンで撃ち出すプテライデンオーパラサガン・ブレイブフィニッシュ。
プテライデンオー ドリケラ
ブレイブ38に登場。プテライデンオーにドリケラがカミツキ合体した形態。右腕にドリケラドリルを装備している。ゴールドとピンクが操縦する。
必殺技は飛翔しながらドリケラドリルで貫くプテライデンオードリケラ・ブレイブフィニッシュ。
プテライデンオー ウエスタン
ブレイブ13から登場。プテライデンオーにパラサガンとザクトルがカミツキ合体した形態。合体時に流れる音楽はウエスタン調。ゴールド、ブラック、グリーンの3人が合体完了後の内部空間に自動転送される。キョウリュウジン ウエスタンと異なり、内部空間のマークは左側のみ保安官のバッジのようなものに変化する。
キョウリュウジン ウエスタン同様右腕にパラサビームガン、左腕にザクトルソードを装備する。
必殺技は3体の獣電竜のキョウリュウスピリットのエネルギーを右腕のパラサビームガンに集中させて放つプテライデンオーウエスタン・ブレイブフィニッシュ。

ライデンキョウリュウジン
ブレイブ12から登場。キョウリュウジンとプテライデンオーが雷電カミツキ合体した強化飛行形態。キョウリュウジンの背中にプテラゴードンが合体し、キョウリュウジンの頭部にプテラゴードンの頭部を兜のように被せた姿をしている。合体時にはサンバ調と三味線とエレキギターによるハードロック調がミックスされた音楽が流れる。この形態ではキョウリュウゴールドも初期メンバーと同じ内部空間に転送される。ブレイブ43ではシルバーも搭乗した。内部空間のマークは左側はプテライデンオー、右側はキョウリュウジンのマーク。
巨大なプテラウィングで飛行可能である。空中から急降下キックを放つこともできる。
必殺技は上空から敵を叩き落とし、急降下して稲妻のパワーをまとった五連獣電剣で勢いよく唐竹割りにする獣電剣・稲妻ブレイブフィニッシュ。

#### プレズオー
ブレイブ21から登場。プレズオンが単独でロケット変形した宇宙戦闘形態。変形時に流れるテーマソングは宇宙をイメージした鼓舞する電子音楽調。レッドが単独で操縦する。
右腕にビーム砲のプレズキャノン、左腕にロケットブースターで射出するプレズナックルを装備。他の獣電竜とカミツキ合体をする場合は、右腕にプレズキャノンがある都合上、左腕のみ合体出来る。
必殺技はプレズキャノンにキョウリュウスピリットを集束させて強力なビームを放つプレズオー・ブレイブフィニッシュ。発動の際はプレズキャノン下部のレバーをポンプアクションの要領でスライドさせると同時に「3、2、1」のカウントダウンが行われる。
プレズオー ブンパッキー
ブレイブ24から登場。プレズオーにブンパッキーがカミツキ合体した形態。左腕にブンパッキーボールを装備している。
ロケット噴射で高速回転し、周囲をブンパッキーボールで薙ぎ払うロケットブンパッキーボールという技を持つ。
必殺技は体を高速回転させてブンパッキーボールを叩きつけ、さらに零距離からプレズキャノンのビームを放つプレズオーブンパッキー・ブレイブフィニッシュ。
プレズオー パラサガン
ブレイブ26に登場。プレズオーにパラサガンがカミツキ合体した形態。左腕にパラサビームガンを装備している。
必殺技はプレズキャノンとパラサビームガンから光弾を同時に発射するプレズオーパラサガン・ブレイブフィニッシュ。
プレズオー ザクトル
ブレイブ26に登場。プレズオーにザクトルがカミツキ合体した形態。左腕にザクトルソードを装備している。
劇中ではエンドルフに対してプレズオーパラサガン・ブレイブフィニッシュの後にこの形態になって、追加攻撃を仕掛けたが、耐えられてしまい、その後にエンドルフがザクトルソードを使って自身に刺している。
プレズオー アンキドン
ブレイブ32に登場。プレズオーにアンキドンがカミツキ合体した形態。左腕にアンキドンハンマーを装備している。バイオレットとレッドが操縦する。

バクレツキョウリュウジン
ブレイブ23から登場。ガブティラ、ブンパッキー、プレズオーが爆裂カミツキ合体した爆裂戦闘形態。合体時にはサンバ調と鼓舞する電子音楽がミックスされた音楽が流れる。合体完了後はレッド以外の5人も内部空間に転送され、6人で操縦する。合体時、内部空間のマークは左側のみプレズオーのマークに変わる。
右腕にプレズキャノン、左腕にブンパッキーボールを装備。胸部のメインエンジンの噴射によってホバリングによる高速移動が可能で、胸のガブティラヘッドからデーボス細胞破壊プログラムによる特殊熱線を放射する獣電爆裂ストームで敵の動きを封じることができる。また、プレズキャノンは単体時よりも15倍上がっている。
必殺技は右腕のプレズキャノンからプレズオンの首を模した超強力なビームを発射する獣電砲・爆裂ブレイブフィニッシュ。発動の際はプレズオー・ブレイブフィニッシュと同様に「3、2、1」のカウントダウンが行われる。
- ガブティラの頭部が胸に位置することは最初から想定されていたもので、キョウリュウジンとのデザインの差別化を意図している。

#### ギガントブラギオー
ブレイブ34から登場。ブラギガスが背中に装填された13本のガーディアンズ電池にかみついて体内に取り込んで超カミツキ変形した剣闘士形態。変形時に流れるテーマソングは、大地を揺るがす「ギガント」コールが鳴り響く歓声音楽調。スピリットベースにいる全員で操縦しており、操縦する際には出入口部分の床に1人分の操縦用のステージが現れ主にレッドが乗り、他のメンバーとトリン（シルバー）は両脇に並んでいる。
武器として自身の身の丈ほどの巨大な斧ブラギオアックスを装備。全身の各部にガーディアンズの意匠である金色のレリーフガーディアンズシンボルが刻まれている。
他の獣電巨人と異なり、腕によるカミツキ合体は行わない。
必殺技は全てのガーディアンズのスピリットをブラギオアックスに集束させて敵を斬り裂く超獣電ギガブレイブフィニッシュ。
- 特撮監督の佛田洋は造形チェックの段階で剣闘士というイメージを挙げていたが、変形シーンの背景制作時にはこれを失念しており、納品の数日前になってコロシアムのCGが用意された[15]。

ギガントキョウリュウジン
ブレイブ35から登場。ガブティラ、パラサガン、ステゴッチ、ザクトル、ドリケラ、ブラギガスが超カミツキ合体して完成する超電竜剣闘形態。合体時にはサンバ調と「ギガントキョウリュウジン」コールが鳴り響く歓声音楽がミックスされた音楽が鳴る。当初は、合体に参加していないゴールドも含めた6人で操縦していたが、トリンがシルバーにキョウリュウチェンジできるようになってからはさらにシルバーも含めた7人で操縦している。合体時、内部空間のマークは左側のみギガントブラギオーのマークに変わる。
左肩にパラサビームガン、武器としてザクトルとブラギオアックスが合体したブラギオザクトルアックスを装備。胸から腹部にかけて装着されたプレートには23体の獣電竜を表すマークが描かれている。
巨大な頭部からの頭突きギガントクラウン、ブラギオザクトルアックスによる斬撃ギガントスラッシャー、パラサビームガンからの銃撃ギガントショットといった多彩な攻撃方法をもつ。
必殺技は胸部のプレートから放つ特大の超強力ビームを放つ超獣電ギガントフルブレスター。
ブレイブ42にて、ギガントフルブレスターにプテライデンオー アンキドンとプレズオー ブンパッキーが加わった超獣電オールギガントフルブレスターを使用。
究極の必殺技である超獣電オールギガントエクスプロージョンはトリンがキョウリョウシルバーにキョウリュウチェンジしたことと弥生がギガント砲を安全に放てるようなフォーメーションを考え出したため使用できるようになった。背中に合体したブラギガスの首・胴体・後ろ足のパーツを砲台オールギガント砲として分離・展開し、合体を解除したパラサガンとザクトルに加え合体に参加しない4体（プテラゴードン・アンキドン・ブンパッキー・プレズオン）やガーディアンズも含めた全獣電竜とキョウリュウジャーのブレイブを集結させ「聞いて驚け!ギガントアツマリンチョ・デ・ガブリンチョ!」のコールと共に極太のビームを放つ。

#### スピノダイオー
トバスピノを中心にアンキドンとブンパッキーが強制カミツキ合体することで誕生する巨人。右腕にアンキドンハンマー・左腕にブンパッキーボールを装備しており、さらに右手にスピノブーメラン・左手にスピノディフェンサーを持っている。合体完了後はゴールドも含めた6人で操縦している。
詳しくは劇場版 獣電戦隊キョウリュウジャー ガブリンチョ・オブ・ミュージック#獣電竜・獣電巨人を参照。
スピノダイオー ウエスタン
トバスピノ、パラサガン、ザクトルが強制カミツキ合体した形態。ブレイブ42にてトバスピノがプテライデンオー ウエスタンに体当たりしプテラゴードンと入れ替わる形で合体する。右腕にパラサビームガン、左腕にザクトルソードを装備している。プテライデンオー ウエスタンを操縦していたブラックとグリーンがそのまま操縦している。
必殺技はパラサビームガンによる光弾とプテラゴードンの雷撃で相手を拘束し、ザクトルソードで斬りつけるスピノダイオーウエスタン・ブレイブフィニッシュ。

#### スペック
| 名称                        | 全高                                                     | 全幅   | 胸厚   | 重量    | スピード | 出力        |
| --------------------------- | -------------------------------------------------------- | ------ | ------ | ------- | -------- | ----------- |
| キョウリュウジン            | - 52.5 m（頭頂高） - 60.0 m（ガブティラヘッド含む）      | 61.0 m | 22.5 m | 3,800 t | 400 km/h | 1,400万馬力 |
| キョウリュウジン ウエスタン | - 52.5 m（頭頂高） - 60.0 m（ガブティラヘッド含む）      | 61.0 m | 22.5 m | 3,500 t | 430 km/h | 1,300万馬力 |
| キョウリュウジン マッチョ   | - 52.5 m（頭頂高） - 60.0 m（ガブティラヘッド含む）      | 61.0 m | 22.5 m | 3,950 t | 300 km/h | 1,500万馬力 |
| キョウリュウジン カンフー   | - 52.5 m（頭頂高） - 60.0 m（ガブティラヘッド含む）      | 61.0 m | 22.5 m | 3,900 t | 480 km/h | 1,480万馬力 |
| プテライデンオー            | 51.0 m                                                   | 34.7 m | 30.0 m | 1,900 t | 500 km/h | 700万馬力   |
| プテライデンオー ウエスタン | 51.0 m                                                   | 62.4 m | 30.0 m | 3,300 t | 530 km/h | 1,200万馬力 |
| ライデンキョウリュウジン    | - 57.2 m（頭頂高） - 60.0 m（ガブティラヘッド含む）      | 90.0 m | 29.3 m | 5,700 t | 600 km/h | 2,100万馬力 |
| プレズオー                  | 60.0 m                                                   | 32.6 m | 22.5 m | 2,200 t | 700 km/h | 820万馬力   |
| プレズオー ブンパッキー     | 60.0 m                                                   | 32.6 m | 22.5 m | 3,000 t | 500 km/h | 1,100万馬力 |
| バクレツキョウリュウジン    | 77.0 m                                                   | 66.6 m | 73.3 m | 5,100 t | 600 km/h | 1,900万馬力 |
| ギガントブラギオー          | 58.0 m                                                   | 44.1 m | 28.3 m | 3,500 t | 300 km/h | 1,300万馬力 |
| ギガントキョウリュウジン    | 97.5 m                                                   | 61.0 m | 42.5 m | 8,700 t | 400 km/h | 3,200万馬力 |
| スピノダイオー              | - 51.2 m（頭頂部の高さ） - 55.1m（トバスピノヘッド含む） | 64.7 m | 22.5 m | 4,300 t | 400 km/h | 1,600万馬力 |

## デーボス軍
1億年前、白亜紀の地球に飛来した暗黒種デーボスを首領とする悪魔の軍団。地球の支配種を滅ぼすという使命を持ち、太古の時代を支配していた恐竜を絶滅させたが、トリンと獣電竜によりデーボスの魂が北極に氷漬けにされて封印される。その後も有史となってからは1,500年前の鉄砕をはじめ、500年前のラミレスや400年前の空蝉丸の描写から敗退や休止期間を置きながらも侵略を繰り返している。
現代においては、百面神官カオスを初めとしたデーボスの部下が氷結城を拠点とし、デーボス復活のために人間から感情エネルギーを吸い取って捧げている。そのため、人間の「怒り」や「哀しみ」が集められる破壊的な作戦だけではなく、洗脳などで「喜び」や「楽しみ」といった感情を無理矢理集める破壊を伴わない作戦も行う。その最終目的はデーボスを復活させ、現代の支配種である人類を滅亡させることである。
構成員全員は、デーボスの細胞から生まれた存在である。また、各戦騎にはそれぞれ人の「喜怒哀楽」を司る部分を示す石膏の顔があるのが特徴。
- この幹部の元ネタはジャッキー・チェンの作品『クレージーモンキー 笑拳』の拳法に由来する[206]。各戦騎にはデザインモチーフとして喜怒哀楽のほかに共通の意匠として構成素材をそれぞれに設定し、トランプマークを背中に入れ、裏モチーフで『オズの魔法使い』のキャラクターが取り入れられている[207][97]。また、特撮怪人は口パクをしなくとも役者の力で喋っているのが分かるため、戦騎は口パクをしないこととなった[97]。

暗黒種 デーボス（）
星の病と称される全宇宙最悪の災厄でデーボス軍の首領。
これまで滅ぼしてきた生命体のデータにより、昆虫のサナギと恐竜を合わさったような姿をしている。かつて地球に飛来し、その星の当時の支配種だった恐竜を滅ぼそうとしたが、戦いの果てにブラギガスのギガント砲を受けその魂が北極に氷漬けにされて封印される。魂は復活に至るまで満たされていないらしく、配下たちは人間の感情エネルギーを集めてその礎にしようとしている。
恐竜をモチーフにした姿では、両腕には近づく生命体を吸収する顎の捕ショックジョーズが備わり、頭部からは相手を絡めとって電撃を浴びせる触手であるショック触手を伸ばす。さらに、全身の発光器官から集めたエネルギーを口腔より放つホロビレバーストを武器とする。
ブレイブ22にてプレズオンの帰還に危機感を抱いたカオスの判断により、デーボ・ウイルスンが大量培養した復元水を混ぜたダム湖に氷結城を沈めることで強引に復活させられたが、心が解凍しきっていないため、敵味方の区別なく襲いかかる怪物と化しており、体内の氷結城でカオスが強い魔力を注ぎこむことによって、辛うじてコントロールが可能な状態である。ブレイブを本能的に恐れており、仲間たちを護るために単独で挑むダイゴからあふれ出たブレイブに怯んでいる。
ブレイブ23において、デーボスの心が解凍しきっておらず、復活が不完全であると判断したカオスにより、シュクシュクボールで復元水を吸収され、一時的に封印される。その後、プレズオンがまだ生きているとの報告を受けたカオスにより再び巨大化させられ、プレズオンを始末しようとするが、バクレツキョウリュウジンによりデーボス細胞破壊プログラムを応用した獣電爆裂ストームを放射され、必殺技獣電砲・爆裂ブレイブフィニッシュで倒される。しかし、その寸前にカオスの右腕に自分の意思を宿らせており、本体である氷結城もカオスによって完全に修復される。
ブレイブ44で全ての感情が揃ったことで心が復活し、カオスの体を借りてキョウリュウジャーを圧倒する。
- デザインモチーフは『オズの魔法使い』の「エメラルドの都」と虫の蛹や蝶の幼虫。氷結城のヒザを抱えたパーツがサナギで、それが孵化することで中から緑色の部分が出てきたイメージで、銅色の部分はサナギが変化したものだが、動いたときにプラプラするのを避けるため、胸の前で腕を組ませている。両肩は蝶の肉厚な羽になっている。

蝶絶神 デーボス（）
ブレイブ45にて、デーボスが人間の喜怒哀楽と怨みを含めたあらゆる感情を極めたことにより進化した最終進化形態。人間をモチーフにしたことでパワーやスピードは格段にアップし、知性も進化したことで人語も解せるようになっている。
ブラギオアックスの一撃を片手で受け止めるほどの圧倒的な力と敵を蝶のように翻弄する凄まじいスピードを発揮し、呪術デーボデストラクションや絶滅の弾丸ホロビレバースト弾を放ち、手に持ったデーボステッキより蝶型のエネルギー波を放つ蝶絶の鉄槌を必殺技とする。さらに身に纏ったデーボストールをスイッチとして、自身の超増殖細胞を活性化させる「超増殖」により自由自在に巨大化出来る他、自身の全身に詰まった悪のメロディを浴びせてキョウリュウジャーの変身能力を奪うこともできる。
復活と同時に暗黒時計を発動させ、地球破滅まで50時間のカウントダウンを開始した。ダンテツとの取引により一度は停止させたかのように見えたが、約束を守る気はさらさらなく、トリンが始末されてダンテツの利用価値がなくなった後に暗黒時計を止めたふりをしていただけだということを明かし、最終的に宇宙から氷結城より地球全域に破滅のメロディを響き渡らせて地球の全生命体を滅ぼそうとする。そして単身氷結城に乗り込んだダイゴを追い詰めるも、ダイゴがアミィたちの歌う真の地球のメロディによりキョウリュウレッド・カーニバルへの変身能力を取り戻すや形勢逆転され、最後は超十獣電ブレイブファイナルフィニッシュを受けて消滅する。
ダイゴとの戦いの最中、自身もまた創造主によって生み出された存在であることを明かしている。
- デザインモチーフは『オズの魔法使い』の「魔法使いオズ」。オズは奇術師が正体のため、頭部はシルクハットのようにして、蝶ネクタイは首ではなくヒゲのように口に付け、武器をステッキにすることで威厳をより持たせている。

### 神官
百面神官 カオス（）
主君が不在であるデーボス軍を率いる大幹部。
デーボスの代弁者としてデーボスの意志を読み取り、指令として各戦騎やデーボモンスターたちに伝える祈祷師である。頭部に喜び、怒り、哀しみの三つの感情のシンボルを持つ。左腕に石版状のタブレット端末であるフレキシバイブルを常に抱えている。また武器として、邪悪な感情を数珠状に練り上げた創り出した呪術数珠（）を用い、敵を拘束したり鞭打つことができる。
配下の幹部に対し丁寧かつ礼節ある態度で接するが、デーボスのためならば彼らを切り捨てることも厭わず、デーボスの完全復活後はラッキューロを解雇したうえ、キャンデリラを後の災いになると案じて抹殺指令を出す。また、ラッキューロの単独作戦が失敗した際には、ブレイブ14に登場したデーボ・キビシーデスの武器でもあるブラスティック教鞭を使って制裁を加えている。
トリンとは共に地球近辺で生み出された兄弟であり、小惑星の破壊を担っていたことがブレイブ29でのトリンの回想で語られている。1億年前にトリンによって自分の左肩の角を切り落とされており、現在は互いに宿敵同士である。トリンに同じ屈辱を与えるために、左肩の傷は修復せず敢えてそのままにしている。立場上、直接の戦闘に参加することは少ないが、空蝉丸をドゴルドの内部に封印し、プテラゴードンを洗脳するなど、数百年前から策を巡らせて様々な行動をとっている。
ブレイブ23でデーボスが倒された際、ドゴルド共々爆発に巻き込まれて行方不明となるが、ブレイブ25の終盤で他の幹部たちと共にキョウリュウジャーの前に姿を現す。実は自身の右手にデーボスが自分の意志を移したことに気付いたことで氷結城から一時撤退し、ブレイブ24の時点から氷結城の再建を行いつつ、デーボスの最終進化の準備をしていたことが明らかになる。それに伴い、集めた人間の感情は氷結城ではなくカオス自身に集められている。一方で、キョウリュジャーやトリンを打倒するために、エンドルフ、大地の魔神ガドマ、さらにはマッドトリンを差し向ける。
ブレイブ37以降、デーボスの異変に苦しみ、一時はドゴルドに軍の全権を預けたが、彼が下剋上を目論んでいたことを知って権限を剥奪する。さらには喜びと悲しみの感情の集まるペースの遅さに業を煮やし、キルボレロとアイスロンドを生み出し、密かに喜びと悲しみの感情を集めさせていたことが判明する。ブレイブ44にて感情を込めたレコード盤を自らの体内に挿入し、自身の体内で魂の凍結を解いてカオスの肉体を通じてデーボスの心を復活させることに成功しデーボスカオスとなり、ブレイブ45にてカオスからデーボスの心が分離する。
最終決戦では自らも前線でキョウリュウジャーと戦い、ブレイブファイナルではわざとダンテツが変身したシルバーに倒され、大地の闇に赴くことでトリンたちを妨害するが、ラッキューロのらったったランタンで大地の闇に乗り込んだキャンデリラとトリンたちの合体技を受け、図らずも自身が「捨て置けばいい」とラッキューロを放置したことと、危惧していたキャンデリラを抹殺し損ねたことが命取りとなり、最期はキャンデリラへの怒りをあらわにしながら大地の闇と共に消え去る。
- デザインモチーフは「責任のない自由は悪」ということから自由の女神像。企画時に「リバディー」を連想させる響きの名称であったため、「責任」をテーマにしたトリンとの対比で「自由」がテーマとなっている。当初はナポレオンズのように三つの表情が付いた頭が回転するという「リボルバーフェイス」をやりたかったが、ガブリボルバーと重複することからボツとなり、顔の配置は現在のようになっている。中央の顔は三つの顔に囲まれていることから無表情となり、究極の無表情としてスカルフェイスとなった。

魔剣神官 マッドトリン（）
ブレイブ36にて、カオスが「本来の邪悪な姿を見せつけてトリンを苦しめる」という考えの基に作り出した、悪のトリンともいうべき存在。
最初は目が赤いことを除けば本物のトリンと同じ姿で登場したが、ラミレスと鉄砕を倒した後、黒と赤の始祖鳥のような本来の姿を現す。トリンとは逆に口が悪く、トリン本人を「不良品」と罵っているが、カオスに対しては「兄上」と呼び、彼の命令に忠実に従う。
その実力は高く、長剣マッドエッジから放たれる必殺技魔剣マッドネスフレイムでキョウリュウジャー全員を圧倒した。止めを刺そうとした時、ブラギガスが彼らを回収したことにより失敗し、大地の闇の入口を広げるべく行動する。
キョウリュウシルバーとして覚醒したトリンの必殺技トリニティストレイザーにより一度は倒されるも巨大化し、再度大地の闇の入口を広げようとするが、最期はギガントキョウリュウジンの新必殺技超獣電オールギガントエクスプロージョンにより大地の闇の入口もろとも完全に倒される。
ブレイブ46で大地の闇の入口が開いたことにより一度は復活するが、トリンが地獄でデーボモンスターの復活を妨害していたため、カオスにそれを告げ再び地獄へ送り返される。
- デザインモチーフは「プケコ」のトリンに対して、世界一凶暴な「ヒクイドリ」のほかに、過去のトリンが蘇ったということからフェニックスもイメージしている。体のひび割れた表面から、そこからスジのように溶岩が露出しており、ラインの位置はトリンの服のホログラムと合わせている。ニセモノであることから、尖った爪先となっている。

### 戦騎・密偵
カオスによって生み出されたデーボス復活に必要な感情を集める幹部たち。左胸には各々が司る感情を意味する石膏の顔のシンボルが見られる。戦騎と密偵の2種類がある。

喜びの戦騎 キャンデリラ（）
喜びの感情を司る幹部。
ハートを模した姿をしており、「何も考えずに大笑いする表情」のシンボルを持つ。喜びの歌をデーボスに捧げる歌姫で、その歌にはデーボモンスターを元気にさせ、強化させる作用がある。勝っても負けても常に喜び笑っているポジティブかつ無責任な性格で、「キープスマイリングよ!」が口癖。ギャグの沸点が低く、ノブハルのオヤジギャグにもウケており、自身もそれを取り入れている。
ハート型の槍斧であるキャハハルバートを武器にしており、喜びの舞という技を繰り出すが、直接戦う意思はあまり見られず、ほとんどは他人に戦闘を任せている。しかし、戦闘力は低いわけではなく、前述の技でレッドを圧倒したこともあった。喜びを引き出すという役割上、人間を必ずしも不幸にしないが、その過程でどんな被害が出ようと意に介さない。また、エンドルフやドゴルドと組んで「喜びと怨み」、「喜びと怒り」を同時に集める作戦に出たこともある。戦騎の中で唯一、変身能力を披露しており、実在する本物のアイドルの姿をコピーした人間態で活動することもある。
ブレイブ40では作戦の一環で成り行き上、桃園 喜美子（）という名前でノブハルとのお見合いに臨んだが、その際にノブハルの優しさに触れ、悪事をやめるよう説得されたことで心に迷いが生じる。ブレイブ45ではデーボス軍を解雇されたラッキューロを追って氷結城から姿を消すが、カオスが彼女を「第2のトリンになりかねない」と危険視したことで、命を狙われるようになる。ブレイブ46にて、自身を追ってきたアイガロンから自身たちの危機を告げられてアイスロンドに追われる身となり、アイガロンから自身への想いを伝えられるも、アイスロンドにより彼が既に死んでいたことを聞かされて呆然とする。直後にアイスロンドの攻撃の標的となり、それから自身を守るために致命傷を負い、ブラックに魂を開放されて消滅したアイガロンの最期を目の当たりにして泣き崩れる。その後、ノブハルに心を和まされ、イアンに「この星で生きていくんだ」と諭され、デーボス軍から離反することをついに決心する。ブレイブファイナルではラッキューロと共に大地の闇に赴き、カオスの撃破に貢献する。最終決戦の数日後、行方不明のダイゴを案じて悲しみに暮れるノブハルをこっそり励まし、そのまま彼の前から姿を消す。今後どうするか悩むが、親とはぐれた子供を見つけたことがきっかけで、人間のために働くことを決意し、その第一歩としてラッキューロと共に子供の親を探しに向かう。
- デザインモチーフはトランプの「ハート」と「天にも昇る喜び」を意味する風船、および『オズの魔法使い』のドロシー。

他作品への登場
『帰ってきた獣電戦隊キョウリュウジャー 100 YEARS AFTER』
テレビシリーズの100年後を描いた『帰ってきたキョウリュウジャー』では、戦死したトリンに替わり賢神として、100年前の戦隊メンバーの子孫を新たなキョウリュウジャーとして召集したが、能天気な性格は相変わらずでたまたま持っていた適当な獣電池を渡したことが原因でキョウリュウジャーの弱体化を招いた。100年前の色を忘れているが、これは敵の策略によるものであり（ソウジが自身の色を思い出せなかったのも痴呆が原因では無い）、ノブ太さんがブルーであることを根拠の無いまま確信していたことは、逆にノッさんへの想いがアースレバンの魔力を超えていたためであるとも言える。
100年前より前髪が伸びており、かつてのトリン同様、デーボス軍の出現を察知するとなびく。また、人間態も髪型が栗色のロングヘアから金髪のボブヘアに変わっている。そのため、復活したデーボス軍に「裏切り者」呼ばわりされている。
『獣電戦隊キョウリュウジャーブレイブ』
テレビシリーズのラストから数年後を描いた同作品では、トリンに代わる現賢神の1人として登場。トリンとともにキョウリュウジャーブレイブを見守る。

怒りの戦騎 ドゴルド（）
怒りの感情を司る幹部。
赤い雷神のような姿をしており、「血管を露わにして激怒する表情」のシンボルを持つ。「腹立たしい」が口癖で、空蝉丸が分離して以降はその語尾に「ぜ」がついている。また、後述のように他者に乗り移る際には「もらったぁ!」と叫ぶ。高い戦闘能力を誇る武闘派で、七枝刀のような武器である喧嘩上刀（）を振るい、奥義として雷電残光を放つ。物語序盤ではダイゴに「八つ当たり野郎」と評されるように、常に湧き上がる怒りに従い暴れる粗暴な性格でありながら武人のような気性を備えており、カオスから与えられた獣電池にデーボスインさせることでプテラゴードンを操れるなど本人も自覚していない謎の能力を有している。
実はその姿は外郭の鎧にして本体であり、戦国時代に空蝉丸の「怒り」に根付いて彼を取り込み、そのまま現代に蘇っていたことが判明する。従って先述の人格は、融合していた空蝉丸が洗脳されたものであり、戦闘スタイルに彼の剣術も使用している。本来のドゴルドの人格は、カオスのことを「旦那」と呼ぶなど飄々とした口調とは裏腹に、相手を挑発して「怒り」を誘い、目的達成のために様々な策を巡らせる狡猾で卑劣な性格の持ち主。その傍若無人ぶりゆえに他の戦騎や部下からも距離を置かれてはいるが、彼らへの仲間意識もある様子。任務には忠実なためにカオスからの信頼は厚く、密命を受けることが多い。エンドルフを取り込んで以降は他の幹部との共同戦線を張ることも多くなった。しかし、一方で他人の体を依り代としなければ強くなれない自分自身にコンプレックスを抱いているようで、ブレイブ42ではそのことに対する強い苛立ちを吐露している。
ブレイブ10にてトリンとラミレスのスピリットが籠った一撃を受けたことで空蝉丸と分離し、以降はカンブリ魔を新たな依代に活動する。以前との違いとして外見に首に毛皮状のパーツが追加され、性格はドゴルド自身のものが反映されている。キュウリュウゴールドと互角の戦闘能力を兼ね備えているものの、依代のカンブリ魔がドゴルドのエネルギーに耐え切れず1か月未満で溶けるため、空蝉丸のように自身のエネルギーに耐えられる強靭な肉体を求め続けている。後にエンドルフが登場すると、怨みの感情は怒りに近いという考えに至り、彼がキョウリュウレッド・カーニバルに敗れたところを襲い、新たな依代として体内に取り込む。その結果、宿敵のゴールドを圧倒し、カーニバルと互角に渡り合うほどの戦闘能力を手に入れ、以降はエンドルフの専用武器であるローソクラッシャーを所持しており、大剣と喧嘩上刀で二刀流を披露する。その手にした強さで慢心し、さらに体調が思わしくないカオスを見て、彼を蹴落とし自分がデーボス軍のトップに立とうという野望を抱くようになる。
だが、自身の体内で怨みを蓄積して復活の機会をうかがっていたエンドルフに逆に操られる形になっているとも気づかず、実際にはエンドルフの考えであったデーボスクローン作戦を、自分で思いついたつもりで実行し失敗する。キョウリュウジャーの必殺技を受け、その結果として破壊された鎧の中から蘇ったエンドルフに殺されかけるが、キャンデリラとアイガロンに情けをかけられ難を逃れる。しかし、再びカンブリ魔を依代にせざるを得なくなった上、自らの目論見がカオスの知るところとなり、自らの信用は失墜する。怒りの感情が十分に集まったために用済みとなり、組織での立場は危ういものとなる。エンドルフの復活前にはダンテツを新たな依代にしようとするも、ダンテツが大地の光からもらい受けた能力に守られていたことで失敗する。
ブレイブ43以降、反逆の罰として角に制御装置を付けられてエンドルフの下僕として働くことになる。この制御装置はデーボスの細胞でできており、エンドルフの操作により復元水がなくても巨大化が可能となる。同時にエンドルフに反抗することもなくなったが、それをゴールドと交戦した際に「己の強さに対する誇りや自信すら失ったのか」と批判されたことで、密かに戦騎としての誇りを取り戻す。その後は誇りを踏みにじったエンドルフを倒す機会を伺い、ブレイブ47でエンドルフと共に空蝉丸と戦った際に、エンドルフが恨みの力で空蝉丸の動きを押さえたところでエンドルフに連続攻撃を加えて制御装置を破壊。空蝉丸と共闘し、一時的に彼の体を借りて、喧嘩上刀とザンダーサンダーの二振りによる雷電残光でこれまでの趣旨返しにエンドルフを倒す。その後、自らが致命傷を負っていることを悟り、空蝉丸に最後の闘いを挑んで相打ちとなり、自分の我が儘に付き合ってくれた彼に感謝しながら消滅した。
空蝉丸との共闘時には「お前の言葉で吹っ切れた」と彼への感謝の言葉を述べ、エンドルフの攻撃から身を挺して空蝉丸を庇っており、空蝉丸もドゴルドの消滅後に「憎き宿敵だが、最後の最後に武人としての意地を見せてもらった」と賞賛の言葉を贈るなど、ある種の絆のようなものが芽生えていた。
- デザインモチーフは『オズの魔法使い』の「臆病なライオン」と、動物の皮、トランプの「クラブ」（K-SuKeによれば、怒った際に頭から出る湯気の形がクラブのマークに似ているから）。雷属性ということから雷神も掛け合わせており、怒りからの連想でモチーフに番長の袖無しのボロボロの学ランと高下駄、さらしを組み込み、武器の刀は某学ラン漫画に登場する木刀のイメージとなっている。

哀しみの戦騎 アイガロン（）
哀しみの感情を司る幹部。
西洋の鎧のような外観をしており、「大粒の涙で号泣する表情」のシンボルを持つ。一人称は「俺」もしくは「俺様」でキャンデリラやドゴルドのことは「ちゃん」付けで呼んでいる。ダイゴから「泣き虫野郎」と呼ばれているように、常に何かにつけてメソメソ泣いている。嘆いた後の「しみるわ〜」が口癖で、相手に向かって言う際には「〜だろ」「〜よな」と語尾が変化する。ブレイブ26ではキョウリュウレッドの決めゼリフに倣い、「泣かすぞ! しみてみろ!」と口走る。
小型の片手斧であるトホホークが武器で、ブーメランのように投げ飛ばすこともできる。硬い装甲の持ち主でもあり、ガブリボルバーの光線を片手で弾くほどの防御力を有している。正反対の感情を司るキャンデリラとはよく意気投合し、ブレイブ33にて彼女に恋愛感情を寄せていることが明らかになった。配下のモンスターに対しては絶対の自信を持ち、作戦成功の暁には褒美を譲渡してもいる。
人間の作った財宝に目がない宝石コレクターの一面を持ち、他人から財宝を奪い取ることで同時に哀しみの感情も集めている。物語の始まる1年前にヨーロッパの古城で士郎を殺害して秘石を強奪した張本人でもある。ブレイブ16にて秘石はグリーンにより奪還される。
ブレイブ24においてデーボ・ヒョーガッキの作戦に加勢。ヒョーガッキの能力により涙を流すと自身も凍りつくため、身体中を沸騰させながらキョウリュウジャーに攻撃を仕掛ける。怒りの感情を理解しつつ、キョウリュウジャーを道連れにしようと自爆する。その後カオスらとともに復活するが、感情が昂ぶると目も黒く変色し、黒い涙を流す暴走状態に陥るようになる。その際には荒々しい口調で話す暴力的な性格に豹変し、荒々しい攻撃をするようになるが、その時のことは本人も覚えていない。キャンデリラにこの状態を怖がられてからは、その感情を抑えるようになる。
ブレイブ25では爆発の瞬間にカオスに助けられたと語っているが、実際には死亡しており、彼の魂があまりに強固な鎧から抜け出せず、留まっている状態のところをカオスの闇の魔力を注がれ、自身が既に死んだとは知らぬまま死者兵士として再利用されていた。暴走状態はカオスの魔力の影響によるものである。
ブレイブ45でカオスの口から自分が用済みとなった上にキャンデリラの抹殺指令を聞いたことで身の危険を感じ、氷結城から逃亡する。その後、キャンデリラとラッキューロ、さらにはダイゴを除くキョウリュウジャーと合流し、これまでに人を殺したことのないキャンデリラとラッキューロだけでも助けるようイアンに懇願した。同時にキャンデリラへの想いも告白するが、追手であるアイスロンドから自身が既に死んでいるという真実を告げられ、「死人に恋などできない」と罵られて呆然とするも、アイスロンドの爆音符からキャンデリラを庇い致命傷を負った。ブラックのディノスグランダーにより鎧を砕かれて魂は解放され、最期は葛藤しながらも仇敵である自分を救ってくれた彼の流した涙を「情けが染みる」と感じ取り、キャンデリラのことを想いながら昇華し消滅した。
ブラックに魂を解放される直前、「誰かを大事に思うことが切ないということ」、「もっと早く気づいていれば人間を面白半分で殺さなかった」と、後悔とも懺悔とも思える心情を吐露する。キャンデリラとラッキューロ、さらには彼を士郎の仇と憎んでいたイアンもその死を悼んでいる。
- デザインモチーフは剣を意味するトランプの「スペード」と『オズの魔法使い』の「ブリキの木こり」。初期案は白い泣き面のピエロでキャンデリラの別案のようになっていた。

楽しみの密偵 ラッキューロ（）
楽しみの感情を司るキャンデリラの部下。
ぬいぐるみのような外観をしており、腹部にあるがま口型のぽんぽんポーチに「口笛を吹く楽しげな表情」のシンボルを持つ。口癖はいいことがあった際の「ラッキュー」と、悪いことがあった際の「アンラッキュー」。幹部ではあるが戦騎たちよりも格下であるため、キャンデリラやドゴルド、アイガロンのことは「様」付けで呼んでいる。
人間社会の情報収集、モンスターの材料集めを任務としているが、上司にも「〜っす」といい加減な口調で話し、隙あらば楽をしてカオスや戦騎の干渉がない限り働こうとしないなどの怠惰な性格。キャンデリラ直属で、彼女の「喜びの歌」を演奏する役割も行うが、常に彼女に付き添っているわけではなく、他の幹部の作戦に加勢したり、カオスの命で単独で任務に赴くこともある。好き勝手に動く割には、カオスやドゴルド、怖いデーボモンスター相手には頭が上がらない一面もある。戦闘の際は相手を驚かせたり、悪ふざけしながら戦うが、戦闘能力は低い。また、時々アミィの頬を引っ張ることもある。デーボモンスターを生み出すのも苦手だが、ブレイブ25ではデーボス軍で動けるのが自分だけの状況に立たされたため、デーボ・アックムーンを生み出してキョウリュウジャー6人を寝不足にして窮地に追い込む。自身に人間に変身する能力はないが、ブレイブ40では人間態のキャンデリラの母親役として、デーボ・カントックの能力により人間態になる。
ぽんぽんポーチには様々な道具が入っており、特にスクスクジョイロと呼ばれるハロウィンのカボチャを模したジョウロは、その中の復元水をかけることでモンスターを巨大化させたり、武器の強化や修復が可能である。後にカオスから復元水を吸い取る特殊な粉でできたシュクシュクボールを授かり、巨大化した対象を元に戻すことも可能となる。この他にも、武器として使用するピカピカハンマーとシャバダバット、キャンデリラの「喜びの歌」を演奏するときに使うスト楽バリウス（）やユートピアニカ、生きたまま大地の闇を出歩けるらったったランタンなどを所有している。
アミィ同様『少女こずみっく』の愛読者であり、とりわけ連載作家の一人である青柳ゆうに対しては病弱のファンを装いファンレターを書いていたこともあるなど、熱心なファンとしての側面が劇中でたびたび描かれている。特にブレイブ38では、「地球が滅びれば『らぶbeぼーるタッチダウン』の続きが読めなくなる」とアミィに諭されて動揺し、ブレイブ44で地球の消滅まで50時間となった際にも春に公開が予定されている劇場版のことを気にしている。
ブレイブ44でデーボス復活に必要な全ての感情が揃ったうえに、デーボスの超増殖細胞により復元水は不要になったため、カオスから解雇通告を受ける。そのショックで氷結城を去り、森の中で自暴自棄になっていた際に、自身を追ってきたキャンデリラ、彼女を追ってきたアイガロンと合流。自分たちを粛清する目的でやってきたアイスロンドに追われる身となるが、アイガロンとキョウリュウジャーによって救われる。その後はキョウリュウジャーとデーボス軍の決戦を遠巻きに眺めており、ブレイブファイナルではランタンでキャンデリラと共に生きたまま大地の闇に赴き、カオスの撃破に貢献する。
数日後、これからどうするかを考えていた際に、迷子の子供にキャンディーをあげて感謝されたことで「笑顔のほうがいい」と気づき、キャンデリラと共に人間のために生きていくことを決意。子供の親を探しに向かう。
- デザインモチーフは『オズの魔法使い』の「脳味噌の無い案山子」、トランプの「ダイヤ」。カカシの顔が帽子、カカシの手がおさげをイメージしており、足はカカシの棒のような足を表現していることからクビレがなくなっている。腹部のポケットは金を持っていることで生活が「楽」であることからがま口になっており、作戦に必要なものがそこに何でも入っていたら「楽」であり、鈴を付けて音楽の「楽」を入れ、マントにはジャムでパンに描いたような「楽」書き（落書き）を入れている。当初は怠け者のイメージから『アリとキリギリス』のキリギリスの怪人が考えられ、バイオリンはその名残りであるという。当初は女児の怪人ということで乳房が描かれていた。

他作品への登場
『帰ってきた獣電戦隊キョウリュウジャー 100 YEARS AFTER』
テレビシリーズの100年後を描いた同作品では、キャンデリラの下で賢神見習いになっている。楽観的で怠惰な性格は相変わらずで、バラバラになったキョウリュウジャーを集める仕事もサボっていた。
『獣電戦隊キョウリュウジャーブレイブ』
テレビシリーズのラストから数年後を描いた同作品では、トリンに替わる現賢神の1人として登場。

怨みの戦騎 エンドルフ（）
ブレイブ25から登場。怨みの感情を司る幹部。
キョウリュウジャーのブレイブに対抗すべく、デーボスとカオスが新たに誕生させる。炎を模した深紅のボディに蝋燭と小型の円鏡を全身にあしらったような外観をしており、「下唇を噛みしめて悔しがる表情」のシンボルを持つ。
デーボスに献上する人間の「喜」「怒」「哀」の感情に「怨み」を付加し、より濃い感情へと仕立てることを使命としており、三戦騎に同行し、彼らの作戦および戦闘のサポートを担う。テンションが低く、厭世的な雰囲気を放つ冷静な性格だが、復讐心の権化であるという特性から協調性が薄く、手を出されれば味方であろうと徹底的に復讐に走る危険性を秘めている。また、怨みの感情を抱くことで力を増すため、わざと敵の攻撃を受ける行動も見せる。ドゴルドとの仲は悪く、彼を「ヨロイ」と呼ぶなど見下した態度をとっており、得体の知れない振る舞いからラッキューロにも苦手意識を持たれている。しかし、アイガロンには「あんたとは美味い酒が飲めそうだ」と語り、良好な関係にあり、キャンデリラとはブレイブ28で協力して怨みと喜びの感情を手に入る作戦に出たほか、ブレイブ42で自身がドゴルドにとどめを刺すのを彼女が止めた際に「姐さんには逆らわない」と発言してそれに従っている。憎しみに苛まれているゆえに頭痛持ちで、「頭がいてぇ」が口癖。
キョウリュウジャーに対抗すべく作られた戦騎であるため、単独で6人のキョウリュウジャーを圧倒するほどの戦闘能力を秘めており、彼らを何度も苦しめた。左腰に蝋燭状の万能武器であるローソクラッシャーを携行し、これを拳銃と大剣の2通りに変化させ戦闘を行う。また過去に受けた怨みをエネルギー源に、胸や手に仕込まれたムネカガミラーとテカガミラーから、怨みを報復ビームに変えて倍返しすることで絶大な破壊力を発揮する。
他の幹部同様、モンスターをつくることもできる。
アイガロンやキャンデリラに協力しつつ、自身もキョウリュウジャーから怨みを集めるべくダイゴやトリンをターゲットに付け狙ったが、怨みを否定し超克したキョウリュウレッド・カーニバルのカミツキチェンジ能力に圧倒され敗北。ラッキューロの不在により巨大化することもできず、傷つき彷徨っていたところをドゴルドに不意を付かれ、依代として取りこまれる。しかし、その体内で怨みを溜め込みつつも次第にドゴルドの意識を支配し、ブレイブ42でドゴルドの体内から脱出する。以後はドゴルドを隷属的に支配下に置いていたが、空蝉丸の叱咤により誇りを取り戻した彼の思惑に気付かず、最終決戦で空蝉丸と対峙した際に彼の裏切りによって形勢を逆転され、空蝉丸とドゴルドの雷電残光を受けて他人の怨みによって滅びることに頭を痛めながら爆散した。
- デザインモチーフは「空を飛ぶサル」と、呪いの儀式の紙と蝋、トランプの「ジョーカー」。名前は三つの「えん（炎、猿、怨）」から。3本のロウソクが頭部に立っているのは丑の刻参りをイメージしている。顔は怨みのあまりハンカチの刃師を悔しさで噛んでいるような口元、表情面は下唇を噛んで悔しがっている顔にしている。空飛ぶサルに羽が付いていることから、羽が背中にある。
- 誕生間もないキャラクターであることから、若さを表現できる松風雅也が起用された。

新・喜びの戦騎 キルボレロ（）
ブレイブ43から登場。喜びの感情を司る幹部。
濃い「喜び」の感情を集めるためにカオスがキャンデリラに見切りを付けてアイスロンドと共に生み出した。一人称は「僕」で無邪気な口調で話す。「ラッパッポー」が口癖。性格は陽気だが加虐的で、他人を傷つけることに喜びを感じる。当初は喜びの仮面を被った白マントの姿でアイスロンドと行動を共にしている。
銃にもなるトランペットであるアッパラッパーから奏でる闇の音色は人間の感情に作用して人を魅入らせる力を持ち、アイスロンドのぜつぼうしきぼうと合わせて演奏すれば、キョウリュウレッド・カーニバルすらも苦しめる強大な闇の音色を奏でることができる。
ブレイブ47でカオスの命令により自ら巨大化してプレズオーと交戦し、プレズオー・ブレイブフィニッシュを受け、右目を負傷して等身大に戻る。傷つきながらもスピリットベースを襲撃したが、そこの力で変身能力を取り戻したブラックとブルー、グリーンによるスラッシュシールドショットの斬撃を受けて倒される。
- 演奏家であることから管楽器の金管を全身に配置してファンファーレ隊の制服のようにまとめている。キャンデリラと同様に背中と両膝にハートマークを入れている。よりおめでたい雰囲気を出すために水引をさらに重ねている。

新・哀しみの戦騎 アイスロンド（）
ブレイブ43から登場。哀しみの感情を司る幹部。
濃い「哀しみ」の感情を集めるために、アイガロンに見切りをつけたカオスが密かに生み出した。一人称は「私」で慇懃無礼な敬語口調で話す。冷静に他人の哀しみを分析し、行動する冷酷な性格である。当初は哀しみの仮面を被った黒マントの姿で活動し、レコードプレイヤーに人々を閉じ込めて、哀しみと喜びの感情を全て満たすことに成功する。
アイガロン同様に強固な防御力を持ち、彼を上回る数々の武装を収納している。常に所持している楽譜であるガクブル楽譜と指揮棒のぜつぼうしきぼうを主な武器としており、この2つで集めた悪のメロディを操って攻撃する。必殺技は爆音符（）。
ブレイブ46でカオスが危険視したキャンデリラを始末するためにアイガロンを追って出撃。キャンデリラを庇ったアイガロンに致命傷を負わせ、レッドを除くキョウリュウジャーと戦闘するも、ディノスグランダーによる連続攻撃とトリニティストレイザーに圧倒され、最期はブラックによるトホホークの攻撃により敗れる。
- アイガロン以上に涙を流すことから蛇口が頭に付いている。作曲家であることから巻き髪風のサイドになっており、アイガロンと同様にスペードを背中に入れ込んでいる。

獰猛の戦騎 D（）
劇場版で初登場し、テレビシリーズではブレイブ39に登場。太古にカオスが生み出した最初の戦騎。
獰猛の感情を司り、「傷だらけの戦いに飢えた表情」のシンボルを持つ。劇場版では、悪のキョウリュウジャーというべき戦士であるデスリュウジャーに変身し、キョウリュウジャーに倒されたが、大地の闇が開いたことで復活を果たす。
デスリュウジャーの力を失った代わりに、本人が「地獄」と称する大地の闇で新たに強大な力を得たが、それをコントロールするため、常に復元水を飲み続けなければならない体となっている。また、自分の身体から新たに生み出したウォー槍刀（）から、デスリュウジャー時の魔楽章デーボスフィニッシュの要領でエネルギー弾を射出する最終楽章デーボスフィニッシュを放つ。
大地に染み込んだ全ての悪を支配下に収めてデーボス軍から独立した大軍勢を組織すべく、悪のメロディで強制的に悪に染めた美琴を利用し、テレビ局を介して悪のメロディを響かせようと画策するが、10人のキョウリュウジャーに阻まれ、十獣電ビクトリーマキシマムフィニッシュにより敗北。その後、巨大化してキョウリュウジャーを巻き込み自爆しようとするも、美琴の歌とトバスピノに妨害され、最期はスピノダイオー・ブレイブフィニッシュで倒される。
劇場版に登場した際は顔だけとはいえ紺を基調としたものでところどころに赤みを帯びていたが、復活後は色が反転して赤を基調とした配色となっている。
- デザインモチーフは『オズの魔法使い』の「飼い犬のトト」と「最初に誕生した戦騎」を意味するトランプの「A」。犬の顔を両手首に加えてケルベロスにパワーアップさせ、胸から腹にかけて牙が周囲に並ぶ開いた口に見立てている。犬の顔で「A」を表現してマントの背中に入れている。

### 戦闘要員
デーボモンスター
デーボスの細胞から作り出される怪物。各戦騎が氷結城にある三本の柱の中から任意の柱に触れることで生み出される。
主に恐竜や人間が恐れるものが成分（モチーフ）にされており、ネーミングはいずれも「デーボ・○○（用いられた成分の名前の捩り）」で統一されている。ゼツメイツと呼ばれる3体を除いたモンスターには体のどこかに生み出した幹部の物と同じ収集する感情を表わした白面が見られる。その性向や能力は生み出す戦騎の抱くイメージが反映されている。倒されてもラッキューロのスクスクジョイロに入った復元水を浴びて復活し、同時に巨大化する。
一度生み出したモンスターをコピーし再生することも可能。またこの方法で2体のモンスターを合成して再生することも可能であるが、合成前の2体の特性の混ざり方によっては、合成前より弱体化する場合もある。また、ガドマの力によって大地の闇（言わば地獄）への入口が開いた際には、過去に倒された多数のデーボモンスターが幽霊として復活している。一方でブレイブ38にてデーボスの力が弱まった際には、一時的にではあるがデーボモンスターの作成が不可能になる。
- 大半の怪人はモチーフや能力に因んだ様々な象徴を寄せ集めた外見で全身を使ってその「イメージ」を表現していることから、デザインを担当したK-SuKeは裏テーマを「ジオラマ怪人」としている。その一方で番組の予算やその他の都合上、頭部や手など部分的なクリーチャーデザインのみで人間と同じ衣装を纏ったものも存在する。

ゾーリ魔（）
デーボス軍の単細胞戦闘員。
過去の戦いで大地に染み込んだデーボスの下等な細胞から生まれ、地面から大量に湧き出す軟体生物。武器はトンファーとしても使用可能なハンドガンゾーリンガン。人間に化けることができる。「ヌル」としかしゃべらない。デーボスの復活が近付くと、大地に染み込んだデーボスの細胞の力が増すことで強化される。
『烈車戦隊トッキュウジャーVSキョウリュウジャー THE MOVIE』では、トッキュウジャーの武器や技は一切通用しないが、獣電池の力を使えば通用する。
ブレイブ12ではタンゴセック直属の配下となる戦国ゾーリ魔が登場しており、こちらは鎧をまとい蛮刀と二又の槍で武装している。ブレイブ38ではキャンデリラとアイガロンの力で強化されたペイズリー柄のワンピースを着たビューティフルゾリー魔ーが登場する。
- デザインモチーフはゾウリムシ。髪の毛状のディテールは、監督の坂本浩一からの髪を振り乱しながら戦わせるという要望に基づくもの。色はキョウリュウジャーと重ならない白が選ばれている。

巨大ゾーリ魔
ゾーリ魔が複数に集まって合体する姿。軟体生物や恐竜、怪獣を思わせる姿を持つ。口から光線を吐く。

カンブリ魔（）
デーボス軍の上級戦闘兵に当たるカオス直属の守護騎士。
ゾーリ魔の上位種で、戦闘や知能においてゾーリ魔を遥かに上回る。カオス直属のデーボモンスターとして、身体に喜、怒、哀の3つの石膏の顔を持つ。武器は専用剣のカンブレードや復元水を塗って強化させた鬼カン棒（）。
1体でゾーリ魔100体分の能力を持ち、会話も可能。語尾に「〜ヌル」とつく。ゾーリ魔と異なり合体はせず、デーボモンスター同様スクスクジョイロの復元水を浴び巨大化する。
空蝉丸がドゴルドから解放されてからは、エンドルフを取り込むまでドゴルドの新たな依代として利用されていたが、1カ月未満で溶けるため、そのたびに新たなカンブリ魔を依代にする必要があった。
- デザインモチーフは、三葉虫、ウミサソリ、ウミユリ、アノマロカリス、オパビニアなどカンブリア紀に存在していた古代生物たち。

大地の魔神ガドマ
ブレイブ34・35に登場。恐竜時代の終わりに十大獣電竜に追い詰められたデーボスが、自身を守らせるために生み出した魔神。黒い墓石や聖堂を思わせるパーツで構成された巨人のような姿をしており、動くたびに鐘のような音が鳴っている。全身から放つ墓射光線（）という黒い稲妻や墓射力（）なる怪力を武器とし、獣電竜たちの攻撃やバクレツキョウリュウジンの獣電砲・爆裂ブレイブフィニッシュをも跳ね除ける頑強なボディを持つ。
デーボスを護るために獣電竜たちに襲いかかりガーディアンズを全滅に追いやるも、それに怒ったブラギガスのギガント砲を受け、倒れる直前にブラギガスを道連れにする形で地中に沈み封印された。その後十字架型の中枢部のみがブラギガスと同じく魔洞湖の湖底に沈んでいたが、デーボ・タイリョーンの手によってデーボス軍に回収され、再び大地のエネルギーを取り込んで復活を遂げた。また、自身の細胞がブラギガスの体内に残留しており、復活後はそれが呪いとなってブラギガスの身体および獣電池のスピリットを汚染し、キョウリュウジャーの能力を著しく弱体化させた。しかし、人々の応援を受けて奮起したキョウリュウジャーが呪いを跳ね除け、超カミツキ合体を果たしたことで、ギガントキョウリュウジンの超獣電ギガントフルブレスターの前に敗れた。しかし、消滅する直前に最後の力を使って地獄に通ずる大地の闇と呼ばれる穴を開け、そこから今まで倒された多数のデーボモンスターを蘇らせた。
- デザインは墓場をモチーフとしている。キョウリュウジャーのロボよりも大きくするため、ディテールを肩から上に持って高さを出している。デーボスを守る存在ということから墓場の門が頭部、土葬の棺桶でデーボ・モンスターの骨を中に収め、手向けの花を色味のアクセントとして腹部に咲かせているなど、墓場の要素を一つ一つの意匠に散らしている。当初はカンブリ魔の上位となるハクア鬼を登場させるという案も存在した。

### デーボス軍の戦力
氷結城（）
デーボス軍の本拠地で、それ自体が心を封じられたデーボスの躯そのものである。長らく北極海の氷山に閉じ込められていたが、その氷山が解け出したことで現在では海底に突き刺さるような形で沈んでいた。
幹部の間にはデーボスを復活させるために必要な人間の3大感情を表した3本の柱がある。これに戦騎たちが触れ、それぞれの戦略を思い描くことでデーボスが現在最も欲する感情が選ばれ、選ばれた感情を司る柱からデーボモンスターが誕生する。人間の感情を集めるごとに、それに対応した柱に刻まれたゲージが上昇するが、標的の人間の感情が変化すると、ゲージが下降してしまう。他の幹部でもモンスターの作製は可能で、カオスは3本全てに触れることで、ラッキューロは喜びの柱に触れることで誕生させる。エンドルフ配下のモンスターの誕生経緯は描写されていない。
ブレイブ44でデーボスの最終進化開始に伴って地上に移され、そしてデーボスが蝶絶神となってこの肉体より完全に分離した後も彼らの居城として使用されることとなる。

## 設定・用語
ブレイブ
滅びた小惑星にはなかったもので、共に燃え上がり、絶望を乗り越える人間の魂。キョウリュウジャーになるためにはとても必要な原動力であり、このブレイブを獣電竜に認められることでキョウリュウジャーへの変身が可能となる。また、選ばれた後であってもブレイブを獣電池にブレイブインしなくてはならないため、自分に自信がなかったり、やる気がなかったりするとキョウリュウジャーになることは不可能となる。
獣電戦隊キョウリュウジャー
賢神トリンが選別した「強き竜の者」で構成されたブレイブチーム。十大獣電竜の試練を経て選ばれた人間の勇者である。
当初は、ダイゴ以外のメンバーは別々にトリンからスカウトされたこともあり、それぞれの素顔を知らないうえ各自の事情からお互いの正体を明かすことを拒み、デーボス軍が現れた時のみ集合するドライな関係でありそのころはスーツカラーで呼び合っていたが、後にお互いの正体・素性を知るようになって以降は変身後も本名または愛称で呼び合っている。
キャッチフレーズは「○○の勇者! キョウリュウ××（色の名前）!」。各々の名乗り終了後は全員で「史上最強のブレイブ! 獣電戦隊キョウリュウジャー!」と名乗る。その直後に背後で起こる爆発はブレイブで威力を調節することが可能で、ブレイブ14ではスピリットベース内で名乗ることになったため、威力を抑えていた。
戦隊が結成できる人数が集まったのはドクター・ウルシェードにより変身アイテムや武器が量産されたダイゴたち現代のキョウリュウジャーのみで、過去のキョウリュウジャーは各時代で1人ずつしか選ばれていない。このため、歴代のキョウリュウジャー（キョウリュウゴールドも含む）たちは単身で戦っていた。
スピリットレンジャー
かつて様々な時代に復活し世界各地で暗躍するデーボス軍と戦っていた歴代のキョウリュウジャーたちのうち、故人で肉体は既に消滅し、闘志を絆に存在を維持している戦士たち。ただし、魂のみといっても高エネルギーの集合体であるため、痛みなどの感覚はある。パートナーの獣電竜が死亡すると存在を維持できなくなる。
戦士の先駆者として、現代のキョウリュウジャーに強化試練を与えたり新戦力提供などを行う。変身後のスーツは、現代のキョウリュウジャーとは異なり、胸の牙の模様が銅色になっている。変身の際には、変身アイテムを使わず「スピリットレンジャー、ファイヤー!」の掛け声とともに獣電池をかざすことで変身している。テレビシリーズには準レギュラーキャラクターとして登場。ブレイブ29ではシアン（ラミレス）、グレー（鉄砕）に加え、現代の戦士であるバイオレット（弥生）の3人で名乗りを上げていた。
- 三条によれば、「十大獣電竜のパートナーとしてそれぞれにヒーローがいてもおかしくないんじゃないか」と坂本に相談。「スピリットレンジャー」の名前は『パワーレンジャー・ジャングルフューリー』に登場したオリジナルキャラクターからの逆輸入、外国人が変身し、追加戦士であるが常に一緒に戦わないのは三条が気に入っていた『ビーファイターカブト』の新ビーファイターを意識したものである。東映プロデューサーの大森敬仁は、坂本と三条がスピリットレンジャーの設定で盛り上がっているのを聞いて実現は無理だと考えたが、ロジックとして必要なものだと思い直し、予算を工夫して実現に至ったと述べている。

獣電竜（）
賢神トリンによって機械の体に進化した恐竜たち。獣電池の力でバトルモードになると本来の力を出すことができる。普段は元いた場所で休眠しており、キョウリュウジャーが投げた獣電池を口から体内にセットすることでキョウリュウスピリットを注入されてバトルモードに移行しやってくる。獣電池を手にすればデーボス軍も使役できるが、トリン曰く「本来の力は発揮できない」らしい。ただし、先述の経緯から空蝉丸を取り込んだドゴルドは例外だった。言葉は話せないものの、キョウリュウジャーと意思の疎通が可能。
単身で人型に変形するプテラゴードン・プレズオン・ブラギガスの3体を除き、獣電竜自体にはコックピットが存在しないため、3体以外のパートナーのキョウリュウジャーは地上で指示を出したり、頭の上に乗ったりしている。
十大獣電竜（）
獣電竜の筆頭となる1番から10番の獣電池に対応する10体の獣電竜。獣電竜同士で合体および単独で変形して獣電巨人になる。
- 十大獣電竜という設定は、企画初期にアドバイザーとして参加していた『爆竜戦隊アバレンジャー』プロデューサーの日笠淳が、1年間で描ける恐竜の数は限られてくるためはじめから謳ってしまうのがよいとして提案したものである。

ガーディアンズ
十大獣電竜の戦いを支えた獣電竜の戦士団。11番から23番の獣電池に対応する。ディノスとチェイス（11番・ディノチェイサー）を除いてデーボスとの戦いで既に肉体は消滅してしまっており、キョウリュウスピリットだけがそれぞれの獣電池に宿っている。ブレイブ30でガーディアンズの体の一部がそれぞれ秘石に宿っていることが判明した。

秘石（）
嘗て十大獣電竜とともに戦って滅んだガーディアンズたちの体の一部（牙など）を封じ込めた琥珀。宝石のようにも見えるが、実際はガドマに仲間のガーディアンズを殺されたブラギガスの流した涙がガーディアンズの一部を覆って凝固したものである。ガーディアンズの一部が封じ込められた13個と御船士郎が発掘した拳大の大きさで何も内包されていない1個の計14個があり、ダイゴがダンテツから譲り受けたペンダントもアロメラスの秘石だったことが中盤で判明する。互いに近づけると共鳴し合い、仮死状態だったトリンを蘇生させるなど未知の力を持つ。また、トリンによると、全てそろうとブラギガスを目覚めさせることが出来るという。
中盤から物語に関わるキーアイテムで、ダンテツ、スピリットレンジャーたちが世界中を回って回収していた。後にキョウリュウジャーたち自身も秘石の捜索に着手し、またその危険性を認識したデーボス軍も「人間の感情の収集」の裏で秘石奪取の作戦を企てるようになるが、最終的にはその全てがキョウリュウジャーによって回収された。
ブラギガス復活後、感謝の証としてアロメラスの秘石と拳大の物はダイゴとイアンに返却された。
チャージボックス
獣電池にキョウリュウスピリットを再チャージするための装置。5段に分かれていて、1番上の段には1 - 5、2段目には6 - 10、3段目には11×5、4段目には12 - 17、5段目には18 - 23の番号が振られており、それぞれ同じ番号の獣電池をセットするようになっている。また、数字の上部にランプがついておりチャージ中は赤、チャージが完了した場合は緑が点灯し獣電池がセットされていない場合、およびチャージされていない場合は消灯している。
獣電ブレイブボックス
獣電池運搬用のケース。獣電池を複数収納するものと、一本収納するものがある。

スピリットベース
獣電戦隊キョウリュウジャーの基地である日本の地下深くの異空間にある古代遺跡のような場所。TIGER BOYの床を含め、各所に複数設置されているキョウリュウマークのレリーフからキョウリュウジャーのみが行ける。出入口はトリンの手により設置や閉鎖が可能で、ブレイブ14にてラッキューロに侵入された件を受け、トリンによってガブリボルバーを近づけないとレリーフが現れないように設定し直した。恐竜たちのスピリットが集う神聖な場所とされ、脇の台座の上のチャージボックスにスピリットの切れた獣電池を置くことでキョウリュウスピリットの再チャージができる。また、獣電竜を回復させることも可能。地下のスピリットに関して、トリンはラッキューロ侵入時に、「ベースが崩壊すると暴走したスピリットが行先を失って地上にも甚大な被害をもたらす」と懸念していた。
実は元々ブラギガスの頭部内に設置されていた空間であり、ブラギガスがガドマと共に封印される直前に切り離し体外に放出していたことが判明した。ブラギガス復活後は再びブラギガスの体内に戻っている。
ブラギガスの体内にあるため、ギガントブラギオーを操縦する際には出入口部分の床に1人分の操縦用のステージが現れる。
また、ブラギガスの体内に戻った直後はガブリボルバーやガブリチェンジャーを使っても中に入れなくなっていたが、弥生の持ってきた銀色のガブリボルバーを用いてガブリボルバーとガブリチェンジャーを調整することで再び出入りできるようになっている。
- 内装は古代中南米やネイティブ・アメリカン文化のイメージを取り入れており、塗装や照明には暖色系の色が用いられている。

TIGER BOY
キョウリュウジャー行きつけのファミリーレストランで、アミィがウエイトレスのアルバイトをしている。初期メンバーが初めて揃った場所でもある。イアンは毎回違う女性とここに来ており、ソウジはいつもここで、クリームソーダを注文し、ごちそうになっている。ブレイブ3では急病のシェフに代わって臨時コックを務めたダイゴが開発した、ニュージーランド風ラム丼が新メニューとして出された。
内部にはスピリットベースへの入り口もある。
なんでもや まるふく
ノブハルが経営している何でも屋。住所は「曽我区伴道町1-16-17」。元々は優子の夫・賢一が経営していたが、4年前に賢一が仕事中の事故で亡くなった後、ノブハルが会社を退職して事業を引き継いだ。何でも屋という名の通り、業務は空調機の整備から公園掃除まで様々である。ダイゴや空蝉丸も時々、手伝いをしている。
立風館道場
立風館ソウジが暮らしている邸宅。世帯主は立風館源流で、ソウジと2人で暮らしている。道場は、キョウリュウジャーがデーボス軍との戦いのために、剣技の練習や特訓を行う場所として使用している。
私立霧咲高等学校
立風館ソウジが通っている男女共学の高校。彼が所属している剣道部には、同級生の勝山りんともうひとりの女子生徒がマネージャーを務めている。
プレズオンラボ
ドクター・ウルシェードと弥生ウルシェードの研究所兼住居であり、獣電竜プレズオンの待機場所でもある。数々のキョウリュウジャーの装備を開発している。
ブレイブ22にてデーボス軍の作戦により壊滅し、第2ラボに機能を移している。

黄金の地（日本）
遥か太古の昔、まだ大陸が一つであったころにトリンが十大獣電竜を生み出した獣電竜発祥の地で、現在スピリットベースがある場所を指す。
逢魔の森
鉄砕がダイゴへの最後のチャンスとして用意した試練の森。その地に足を踏み入れた者が心の中に描く「恐怖」を幻として具現化し、物理的に攻撃してくる。幻の攻撃は本人の認識が強いほど強力で場合によっては命に関わるが、その恐怖心と向き合って乗り切った場合は物理能力を失う。
魔洞湖（）
ダイゴたちがディノスグランダーの秘石を探しに訪れた巨大な湖。
実は1億年前当時、トリンと獣電竜たちがデーボスとガドマに最終決戦を挑んだ場所。デーボスが封印された後、ガドマがブラギガスもろとも地中に封印され、その場所は湖底となっている。
湖底の真下にはガドマとブラギガスが封印された直後に生まれた大地の闇（地獄）と呼ばれる異空間が存在し、そこに倒されたデーボモンスターの魂が集っている。

少女こずみっく
アミィとラッキューロが愛読している少女マンガ雑誌。『らぶbeぼーるタッチダウン』（後述）をはじめ、全9作品が連載されている。
『らぶbeぼーるタッチダウン』
作者は、青柳ゆう。少女こずみっくの人気漫画で、アミィとラッキューロ一番のお気に入り。
『100 YEARS AFTER』でもこの漫画について言及されており、2114年では7度目のアニメ化が決定している。

闇時計
デーボス完全復活と共に作動し出した、氷結城内に置かれた地球破滅までの時間をカウントする時計。ダンテツはその作動停止を条件の一つとしてデーボス軍と組んだ。しかし実際には破滅の進行と連動しているわけではなく、目安としてのカウントダウンをするだけの時計であった。

## キャスト
キャスティングには、サブキャラクターやゲストキャラクターを中心に坂本浩一の意見が多く取り入れられており、過去の坂本の担当作品からの参加も多い。

### レギュラー・準レギュラー
- 桐生ダイゴ / キョウリュウレッド - 竜星涼
- イアン・ヨークランド / キョウリュウブラック - 斉藤秀翼
- 有働ノブハル / キョウリュウブルー - 金城大和
- 立風館ソウジ / キョウリュウグリーン - 塩野瑛久
- アミィ結月 / キョウリュウピンク - 今野鮎莉
- 空蝉丸 / キョウリュウゴールド - 丸山敦史（9 - 48）[注釈 149]
- ラミレス / キョウリュウシアン - ロバート・ボールドウィン（5,6,10,17,18,20,29,34 - 36,39 - 42,47,48）[注釈 150]
- 福井優子 - 木下あゆ美（2,3,8,15,31,35,40,47,48）
- 鉄砕 / キョウリュウグレー（17,18,29,34 - 36,38,39,41,42,47,48）[注釈 151]、津古内真也 / キョウリュウグレー（38,47,48） - 出合正幸（2役）
- ドクター・ウルシェード / キョウリュウバイオレット[注釈 152]（21,22,24、47）、ナレーション、各種アイテム音声 - 千葉繁
- 弥生ウルシェード / キョウリュウバイオレット - 飯豊まりえ（21 - 24,26,27,29,32,33,35,36,39,41,42,44,47,48）[注釈 153]
- 桐生ダンテツ / キョウリュウシルバー - 山下真司（1,3,18,20,28,34,41,42,45 - 48）
- 福井理香 - 綱本菜々美[239]（2,3,8,20,31,35,36,47,48）
- 立風館源流 - 春田純一（3,10,43）
- ジェントル - 島津健太郎（2,14,35,47,48）

### 声の出演
- トリン[240] / キョウリュウシルバー[注釈 154]（1 - 14,16 - 32,34 - 48）、マッドトリン（36,46） - 森川智之
- デーボス - 大川透[241]（44 - 48）
- カオス[240] - 菅生隆之（1 - 7,9,11,14 - 16,18,21 - 23,25 - 30,34 - 37,40 - 42,44 - 48）
- ドゴルド[240] - 鶴岡聡（1 - 12,15,16,19,21 - 23,25 - 32,34 - 39,41 - 44,46,47）
- アイガロン[240] - 水島裕（1 - 11,16,17,19,21 - 26,29,32 - 34,36 - 38,42 - 46）
- キャンデリラ[240][注釈 155] - 戸松遥（1 - 7,9 - 11,16,17,19 - 26,28,31,32,34,36 - 38,42,44,46,48）
- ラッキューロ[240][注釈 156] - 折笠愛（1 - 44,46 - 48）
- エンドルフ - 松風雅也（26 - 29、42 - 47）
- アイスロンド[注釈 157] - 竹内良太[241]（43 - 46）
- キルボレロ[注釈 158] - 陶山章央[241]（44 - 48）
- カンブリ魔 - 松田健一郎、西脇保（11,15）
- ゾーリ魔 - 穴井勇輝[242]、小峰一己[242]、宮負潤[243][注釈 159]

### 主なゲスト
- 子供のダイゴ - 渋谷樹生（1,3）
- 御船士郎 - 海老澤健次（4）
- 宝石店店主 - 斉藤和彦（4）
- 美女 - 北川舞、佐野三和子（4）、太田希望、青野未来（33）
- 漫才師 - マンTENブラザーズ（6）
- カップル - 稲垣秀夫、宮下純（7）、杉山峻介、吉崎愛優香、石黒貴大、船越理恵（13）
- 福井賢一 - 川岡大次郎（8）
- 職員 - 群馬茂平（8）
- 中学生 - 本田悠真（8）
- 主婦 - 吉川恭代（8）
- 老婆 - 木村八重子（8）
- 男性 - あべかつのり（8）
- 女性 - 白石さえ（8）
- 岩泉猛志ノ介 - 竜星涼（11,12）[244][注釈 160]
- 剛 - 阿久津秀寿（12,35）
- 子供 - 西田光貴、佐野代吉（12）、松本春姫（40,41）、栞那（41,42）
- 勝山りん - 藤沢玲花（13,25）
- マネージャー - 田代りさ（13）
- 中里博史 - 渋江譲二（15）
- 上司 - 今村均（15）
- 研究員 - 阿部博明（15）
- 患者 - 加藤賢（15）
- 店長 - 山上直志（16）
- 男 - 須賀勇亮（16）、中村公隆（20）、諸田敏（40）
- 勇治 - 澤田陸（19,35）
- パパ - 小島智（19）
- ママ - 清水美里（19）
- 息子 - 佐藤瑠生亮（20）
- 教師 - 本田麻衣（20）
- 父 - 川島拓（20）
- 少女時代の弥生 - 中山凛香（24）
- 社長 - 水島裕（28）
- 歌手 - 北川舞（28）
- 神流光彦 - 石井智也（30）
- 司会者 - 三宮健（30）
- 重役 - 山下鰈（31）
- 町会長 - 菊池隆志（31）
- 委員長 - ふたむら幸則（32）
- エリカ・ストーンズフィールド - 岩﨑名美（33）
- 天野美琴（Meeko） - 中村静香（28、39）
- 丹波麗子 - 萩原佐代子（43）
- 少年時代のソウジ - 山田あゆむ（43）
- 指揮者 - 井田國彦（44）
- 街の人々[注釈 161] - 森川智之、菅生隆之、鶴岡聡、水島裕、折笠愛、松風雅也、押川善文、竹内康博、高田将司、浅井宏輔、野川瑞穂、大藤直樹、岡元次郎、清家利一、神尾直子、三条陸、パパイヤ鈴木（ファイナル）
- 迷子の女の子 - 小山心優（ファイナル）

### スーツアクター
キョウリュウブルー役の高田将司とキョウリュウグリーン役の浅井宏輔は、本作品が初の戦隊メンバー役である。
キョウリュウバイオレット役の下園愛弓は、本作品が初めてのレギュラーではあるが、準レギュラーの追加戦士であるため、出番はほとんどないと言われたことから、終盤は舞台と稽古の掛け持ちでほとんど出演できなかったという。
前作まで女性メンバーを担当していた蜂須賀祐一は、本作品から再び女性敵幹部を担当している。
- キョウリュウレッド[出典 110]、スピノダイオー[247] - 押川善文
- キョウリュウブラック[出典 111]、キョウリュウグレー[250] - 竹内康博
- キョウリュウブルー[出典 112]、ゾーリ魔（47）[注釈 162] - 高田将司
- キョウリュウグリーン[出典 113] - 浅井宏輔
- キョウリュウピンク[出典 114] - 野川瑞穂
- キョウリュウゴールド[出典 115] - 大藤直樹
- トリン[出典 116]、キョウリュウシルバー[出典 116] - 岡元次郎
- キョウリュウシアン（ラミレス）[71]、デーボモンスター[注釈 163]、守護騎士・カンブリ魔[267]、エンドルフ[268]、マッドトリン[269]、ギガントブラギオー[270] - 矢部敬三
- キョウリュウシアン（優子）[22][71] - 五味涼子
- キョウリュウグレー[71]、デーボ・ヤナサンタ（41、42）[271] - 田中宏幸
- キョウリュウグレー（42）[272] - 永徳
- キョウリュウバイオレット（ウルシェード）[273][81]、キョウリュウシアン（ラミレス）[274] - 藤井祐伍
- キョウリュウバイオレット（弥生）[275][22][81][84] - 下園愛弓
- カオス[出典 117]、キョウリュウジン[277] - 日下秀昭
- プテライデンオー[278] - 佐藤太輔
- ガブティラ[279] - 中川素州
- キャンデリラ[出典 118] - 蜂須賀祐一
- ドゴルド[281][214][282] - 清家利一
- アイガロン[280][214] - 村岡弘之
- ラッキューロ[280][214] - 神尾直子
- デーボ・ペシャンゴ（2）[259] - 神前元
- デーボ・キャワイーン（19）[16] - 橋口未和[注釈 164]
- デーボ・アックムーン（25）[283] - 橋本恵子
- デーボ・タイリョーン（34）[284] - 高橋光
- ゾーリ魔[285] - 藤田慧
- ドゴルド[286] - 今井靖彦

## スタッフ
5度目のシリーズ参加となる大森敬仁がチーフプロデューサーを初担当した他、パイロット監督とメインライターには平成仮面ライダーシリーズにて共働の機会が多かった坂本浩一と戦隊シリーズ初参加の三条陸がそれぞれ起用され、三条は劇場版なども含めた全話の脚本を手がけた。
監督は坂本のほか、竹本昇、渡辺勝也、加藤弘之の4人でローテーションを組んでいるが、前半では『ぼくが処刑される未来』を監督した小中和哉や『仮面ライダー鎧武/ガイム』への参加を控えていた柴﨑貴行らもピンポイントで参加している。大森は、坂本に等身大中心の話、竹本に巨大戦中心の話やコメディ回、渡辺にドラマ中心の話を割り振っており、加藤へは結果的に予算を節約する話が多くなっている。坂本は同時期に『009ノ1』『白魔女学園』『赤×ピンク』の撮影も併行していたため、単独エピソード回の担当は少ない。渡辺も『忍風戦隊ハリケンジャー 10 YEARS AFTER』撮影のため一時外れている。竹本は特撮班の動けない時に本編班で巨大戦を撮影する役割も担っており、既存の映像素材やボディの一部を用いた撮影などを多用している。
劇中音楽は佐橋俊彦が担当した。佐橋は1990年代以降東映特撮を多く担当しているが、スーパー戦隊シリーズを担当するのは『星獣戦隊ギンガマン』以来15年ぶりであり、佐橋自身も起用は意外であったという。作曲にあたっては、近年のサウンドトラックの傾向を考慮せずスタンダードな音楽が目指され、佐橋の持つ戦隊シリーズでの音楽のイメージから金管楽器を主体としている。ミュートトランペットによるフラッター奏法など近年のサウンドトラックでは用いられていなかった演奏法も多用している。
キャラクターデザインは『炎神戦隊ゴーオンジャー』のCGキャラクターデザインや『特命戦隊ゴーバスターズ』の一部怪人デザインなどで参加していたK-SuKeを初めてメインデザイナーとして起用している。また京田クリエーションの村田桃香も怪人デザインに参加し、スーパー戦隊シリーズ初の女性怪人デザイナーとなった。
- 原作 - 八手三郎
- 連載 - テレビマガジン、てれびくん
- プロデューサー - 佐々木基（テレビ朝日）、大森敬仁（東映）、矢田晃一・深田明宏（東映エージエンシー）
- 脚本 - 三条陸
- 監督 - 坂本浩一、竹本昇、小中和哉、渡辺勝也、加藤弘之、柴﨑貴行
- 音楽プロデュース - 日本コロムビア
- 音楽 - 佐橋俊彦
- 撮影 - 松村文雄、大沢信吾、相葉実
- 美術 - 大谷和正
- 助監督 - 須上和泰、茶谷和行、谷本健晋、田渕大倫、荒川史絵、近藤孔明
- MA・選曲 - 宮葉勝行
- 音響効果 - 小川広美（大泉音映）
- ダンス指導 - 村上友里恵
- AP - 菅野あゆみ
- プロデューサー補 - 沖拓史、久慈麗人
- ラインプロデューサー - 道木広志、青柳夕子
- 視覚効果 - 沖満
- 絵コンテ - 伊藤創吾
- 企画協力 - 企画者104
- 資料担当 - 松井大、原昴生
- デザイン協力 - プレックス
- 造型 - レインボー造型企画、前澤範
- バイク造型 - 樹々工房
- キャラクターデザイン - K-SuKe（デーボ・アキダモンネ以外）、村田桃香（デーボ・アキダモンネ）
- アクション監督 - 福沢博文
- 特撮研究所
  - 撮影 - 鈴木啓造、岡本純平、内田圭、関口洋平
  - 照明 - 安藤和也、関澤陽介
  - 美術 - 松浦芳、長谷川俊介、花谷充泰、髙橋一
  - 操演 - 中山亨、和田宏之、黒田政紀、秀平良忠、今城友梨子
  - 特殊効果 - 船越幹雄（ライズ）
  - 助監督 - 小串遼太郎
  - 制作管理 - 三松貴
- 特撮監督 - 佛田洋
- 車輌協力 - 本田技研工業、クリエイティブ・オフィス ヤップ
- 技術協力 - 東映ラボ・テック、西華デジタルイメージ株式会社、ブル、M・SOFT、イーフファクトリー
- 制作 - テレビ朝日、東映、東映エージエンシー

## 音楽
本作品ではオープニング、エンディング共に歌詞テロップが表示される。またブレイブ11からはオープニング、エンディングの映像にキョウリュウゴールドおよび空蝉丸が追加された。ブレイブ27（映像ソフト版ではブレイブ25）からはオープニング映像が更新され、シアン・グレー・バイオレットの準レギュラー戦士3名（変身前のラミレス・鉄砕・弥生も含む）もオープニング序盤に登場するようになった。
主題歌
オープニングテーマ
「VAMOLA! キョウリュウジャー」
作詞：藤林聖子 / 作曲：持田裕輔 / 編曲：山下康介、持田裕輔 / 歌：鎌田章吾
ブレイブ7・8・11ではアバンタイトル無しで使用された。ブレイブ17からは夏の劇場版、ブレイブ43からは冬の劇場版の映像も追加された。
ブレイブ47・ファイナルではオープニングテーマは省略され、本編冒頭にキャストと主要スタッフのクレジットが挿入される。
「史上最強のブレイブ」（ブレイブ47）
作詞：只野菜摘 / 作曲：大橋恵 / 編曲：佐藤清喜 / 歌：伊勢大貴
エンディングテーマ「みんな集まれ!キョウリュウジャー」
作詞：八手三郎、高取ヒデアキ / 作曲：高取ヒデアキ / 編曲：籠島裕昌 / 歌：高取ヒデアキ（演奏：Z旗 / 振付：パパイヤ鈴木）
獣電竜の名前を挙げる部分のみがブレイブ5・6では2番の歌詞に、ブレイブ7・8では3番前半の歌詞に、ブレイブ9・10では3番後半の歌詞になっており、ブレイブ12以降は1番・2番・3番前半・3番後半の歌詞が週替わりで使用されブレイブファイナルで1番の歌詞に戻っている（サビの部分は毎回1番の歌詞が使用されている）。
ブレイブ20以降のエンディング映像では、1番の歌詞が流れる回では劇場版のロケ地となった福井県勝山市にある福井県立恐竜博物館でのダンス映像が追加された。
ブレイブ12より、エンディングのサビ部分で通常の映像とエンディングダンスの視聴者投稿映像が同時に表示される仕様となった（当初は7月下旬の回までの期間限定の予定だったが、2次募集ならびに3次募集の開催に伴い最終回まで延長されることになった）。視聴者公募においては、延べ1万人を超える参加があった。なお、投稿映像はテレビ放送以外の二次利用では使用されない。
このうち一部の回では、スーパー戦隊シリーズの過去の出演者や関連する番組の出演者が投稿した映像が用いられている（下記）。
挿入歌
「闘え! キョウリュウジャー」（ブレイブ3・4・5・12・13・28・40・47）
作詞：マイクスギヤマ / 作曲：Raizo.W / 編曲：中畑丈治 / 歌：谷本貴義
ブレイブ40ではインストゥルメンタル版と併用され、ブレイブ21ではインストゥルメンタル版のみが使用された。
「KYORYUZIN」（ブレイブ4・5・18・20）
歌・作詞・作曲：NoB / 編曲：平松建治
「キョウリュウゴールド! いざ!!」（ブレイブ10〜14・19・41）
作詞：桑原永江 / 作曲：佐橋俊彦 / 編曲：大石憲一郎 / 歌：サイキックラバー
ブレイブ41ではインストゥルメンタル版と併用された。
「勇気バクレツ」（ブレイブ23）
作詞：八手三郎 / 作曲：柴田尚 / 編曲：佐藤清喜 / 歌：串田アキラ、五條真由美
「Ale! Ale! キョウリュウジャー」（ブレイブ26・27・39）
作詞：藤林聖子 / 作曲：羽岡佳 / 編曲：佐藤清喜 / 歌：鎌田章吾
ブレイブ26ではインストゥルメンタル版と併用され、ブレイブ21・32ではインストゥルメンタル版のみが使用された。
「カミツキ・ブレイブ」（ブレイブ27・39）
作詞：只野菜摘 / 作曲：羽岡佳 / 編曲：佐藤清喜 / 歌：伊勢大貴
ブレイブ21・ブレイブ27ではインストゥルメンタル版と併用された。
「超進化!! キョウリュウ・ビート」（ブレイブ27）
作詞：八手三郎 / 作曲・編曲：坂部剛 / 歌：鎌田章吾
ブレイブ28ではインストゥルメンタル版のみ使用された。
「超進化!! キョウリュウ・ビート（サンバカーニバルVer.）」（ブレイブ29・38）
作詞：八手三郎 / 作曲・編曲：坂部剛 / 歌：鎌田章吾
「超進化!! キョウリュウ・ビート（ウエスタンカーニバルVer.）」（ブレイブ29）
作詞：八手三郎 / 作曲・編曲：坂部剛 / 歌：鎌田章吾
インストゥルメンタル版と併用された。
「超進化!! キョウリュウ・ビート（マッチョカーニバルVer.）」（ブレイブ29）
作詞：八手三郎 / 作曲・編曲：坂部剛 / 歌：鎌田章吾
「超進化!! キョウリュウ・ビート（カンフーカーニバルVer.）」（ブレイブ29）
作詞：八手三郎 / 作曲・編曲：坂部剛 / 歌：鎌田章吾
ブレイブ31ではインストゥルメンタル版のみが使用された。
「The Braves 〜竜の道を継ぐ者」（ブレイブ29・38）
作詞：八手三郎 / 作曲：俊龍  / 編曲：Sizuk / 歌：高橋秀幸、松原剛志、吉田仁美
ブレイブ29では各戦士のパート（グレー、シアンはインストゥルメンタル版と併用）、ブレイブ38ではグレーのパートのみが使用された。
「VAMOLA! キョウリュウジャー(Samba Mix)」（ブレイブ31）
作詞：藤林聖子 / 作曲：持田裕輔 / 編曲：山下康介 / 歌：鎌田章吾
「咆哮!ブラギガス」（ブレイブ34・35）
作詞：渡部紫緒 / 作曲：羽岡佳 / 編曲：佐藤清喜 / 歌：松原剛志
「VAMOLA! キョウリュウジャー（真の地球のメロディver.）」（ブレイブファイナル）
作詞：藤林聖子 / 作曲：持田裕輔 / 編曲：山下康介 / 歌：キョウリュウジャー（CV：斉藤秀翼、金城大和、塩野瑛久、今野鮎莉、飯豊まりえ）
キャラクターソング
「喜びの歌」（ブレイブ6・11・16・28）
作詞：三条陸 / 作曲：佐橋俊彦 / 編曲：大石憲一郎 / 歌：キャンデリラ（戸松遥）
M26「デーボスのテーマ」のアレンジ。
ブレイブ28ではダークVerが使用された。
「Solid Bullet」（ブレイブ16）
作詞：藤林聖子 / 作曲：IMAJO / 編曲：平松建治、IMAJO / 歌：イアン・ヨークランド（CV:斉藤秀翼）
ブレイブ33ではインストゥルメンタル版、ブレイブ46ではカラオケ版が使用された。
「みなサマーDAY音頭!」（ブレイブ31）
作詞：マイクスギヤマ / 作曲・編曲：三宅一徳 / 歌：有働ノブハル（CV:金城大和）
「ココロの隙間ワールド」（ブレイブ24・28）
作詞：只野菜摘 / 作曲・編曲：坂部剛 / 歌:キャンデリラ、アイガロン、ラッキューロ（CV：戸松遥、水島裕、折笠愛）
キャンデリラの歌唱パートのみが使用された。
「Dino Soul（古代Ver.）」（ブレイブ29・39）
作詞：三条陸 / 作曲・編曲：坂部剛 / 歌：キョウリュウジャー（CV：竜星涼、斉藤秀翼、金城大和、塩野瑛久、今野鮎莉）/天野美琴（CV：中村静香）
ブレイブ29ではキョウリュウジャー、ブレイブ39では天野美琴の歌唱版がそれぞれ使用された。
「Dino Soul」（ブレイブ39）
作詞：三条陸 / 作曲・編曲：坂部剛 / 歌：Meeko（CV:中村静香）
「閃光のブレイブ」（ブレイブ36）
作詞：渡部紫緒 / 作曲：羽岡佳 / 編曲：佐藤清喜 / 歌：トリン（CV:森川智之）
ブレイブ37ではインストゥルメンタル版が使用された。
「SLASH 〜斬撃無双」（ブレイブ43）
作詞：渡部紫緒 / 作曲・編曲：佐藤清喜 / 歌：立風館ソウジ（CV:塩野瑛久）
「Show me Call me I'm アミィ!」
作詞・作曲：高取ヒデアキ / 編曲：籠島裕昌 / 歌：アミィ結月（CV:今野鮎莉）
「ラッキュー! ビーハピー」
作詞：只野菜摘 / 作曲・編曲：大石憲一郎 / 歌：ラッキューロ（CV:折笠愛）

## 放送日程
全編通して、話数表記は「ブレイブ○○」、サブタイトルは「○○！○○」というフォーマットでそれぞれ統一され、後者は漢字が一切含まれないものとなっている。脚本は全話三条陸のため省略。
| 放送日         | 放送回     | サブタイトル                              | 登場怪人 | アクション監督 | 監督     |
| -------------- | ---------- | ----------------------------------------- | --- | -------------- | -------- |
| 2013年02月17日 | 1          | でたァーッ！ まっかなキング               | - デーボ・ヒョーガッキ（声 - 乃村健次）                                                                          | 福沢博文       | 坂本浩一 |
| 2月24日        | 2          | ガブリンチョ！ カミツキがったい           | - デーボ・ペシャンゴ（声 - 石野竜三）                                                                            | 福沢博文       | 坂本浩一 |
| 3月03日        | 3          | あれるぜ！ ざんげきのブレイブ             | - デーボ・ローヤローヤ（声 - 長嶝高士）                                                                          | 福沢博文       | 坂本浩一 |
| 3月10日        | 4          | うちぬけ！ ゆうきのガブリボルバー         | - デーボ・ドロンボス（声 - 白鳥哲）                                                                              | 福沢博文       | 坂本浩一 |
| 3月17日        | 5          | ドゴォーン！ ムシバのアンキドン           | - デーボ・バティシエ（声 - 松野太紀） - デーボ・パティシエ（虫歯凶暴態） - デーボ・ウイルスン（声 - 竹本英史）   | 福沢博文       | 竹本昇   |
| 3月24日        | 6          | ストップ！ うたうキャンデリラ             | - デーボ・ウイルスン                                                                                             | 福沢博文       | 竹本昇   |
| 3月31日        | 7          | いかれ！ ダイゴのだいピンチ               | - デーボ・ヤキゴンテ（声 - 三宅健太） - 偽キョウリュウジャー                                                     | 福沢博文       | 小中和哉 |
| 4月07日        | 8          | ココドコ？ めいろをぶっとばせ             | - デーボ・ココドーコ（声 - 鳥海浩輔）                                                                            | 福沢博文       | 小中和哉 |
| 4月14日        | 9          | メチャつよ！ プテライデンオー             | - 守護騎士・カンブリ魔                                                                                           | 福沢博文       | 渡辺勝也 |
| 4月21日        | 10         | ザンダーッ！ ゴールドふっかつ             | - 守護騎士・カンブリ魔                                                                                           | 福沢博文       | 渡辺勝也 |
| 4月28日        | 11         | ウッチー！ クールでござる                 | - デーボ・ホネヌッキー（声 - 黒田崇矢）                                                                          | 福沢博文       | 坂本浩一 |
| 5月05日        | 12         | ブットバッソ！ せっしゃとキングどの       | - デーボ・タンゴセック（声 - 杉山紀彰）                                                                          | 福沢博文       | 坂本浩一 |
| 05月12日       | 13         | ジャキリーン！ ハートをまもりぬけ         | - デーボ・ジャキリーン（声 - 塩屋浩三）                                                                          | 福沢博文       | 竹本昇   |
| 5月19日        | 14         | あぶなァーい！ スピリットベース           | - デーボ・キビシーデス（声 - 稲田徹）                                                                            | 福沢博文       | 竹本昇   |
| 5月26日        | 15         | はらだたしいぜッ！ ドゴルドのやぼう       | - G-BO | 福沢博文       | 加藤弘之 |
| 6月02日        | 16         | モグモグーン！ おれのたからもの           | - デーボ・ザイホーン（声 - 飯島肇）                                                                              | 福沢博文       | 加藤弘之 |
| 6月09日        | 17         | ガチだぜ！ キョウリュウグレー             | - デーボ・ナガレボーシ（声 - 矢尾一樹）                                                                          | 福沢博文       | 柴﨑貴行 |
| 6月23日        | 18         | つかんだッ！ カンフーひっさつけん         | - デーボ・ナガレボーシ（声 - 矢尾一樹）                                                                          | 福沢博文       | 柴﨑貴行 |
| 6月30日        | 19         | キャワイーン！ うばわれたファミリー       | - デーボ・キャワイーン（声 - かないみか）                                                                        | 福沢博文       | 竹本昇   |
| 7月07日        | 20         | アンラッキュー！ タナバタのタナボタ       | - デーボ・タナバンタ（声 - 森田成一）                                                                            | 福沢博文       | 竹本昇   |
| 7月14日        | 21         | ズオーン！ かえってきたプレズオン         | - ゼツメイツ - デーボ・ナガレボーシ - デーボ・ウイルスン - デーボ・ヒョーガッキ                                  | 福沢博文       | 加藤弘之 |
| 7月21日        | 22         | ま・さ・か！ デーボスふっかつ             | - デーボ・ウイルスン - デーボ・ヒョーガッキ - 暗黒種デーボス                                                     | 福沢博文       | 加藤弘之 |
| 7月28日        | 23         | たてッ！ バクレツキョウリュウジン         | - デーボ・ヒョーガッキ - 暗黒種デーボス                                                                          | 福沢博文       | 渡辺勝也 |
| 8月04日        | 24         | もえろ！ 7にんのキョウリュウジャー        | - デーボ・ヒョーガッキ                                                                                           | 福沢博文       | 渡辺勝也 |
| 8月11日        | 25         | ナニコレ！ デーボスぐんのあくむ           | - デーボ・アックムーン（声 - 宮田幸季）                                                                          | 福沢博文       | 竹本昇   |
| 8月18日        | 26         | ビックリ！ ガブティラにんげん             | ― | 福沢博文       | 竹本昇   |
| 9月01日        | 27         | オ・マツリンチョ！ レッドちょうしんか     | - デーボ・シノビンバ（声 - 伊藤陽佑） - デーボ・カリュードス（声 - 土田大）                                      | 福沢博文       | 坂本浩一 |
| 9月08日        | 28         | ああトリン！ 1おくねんのうらみ            | - デーボ・カリュードス - 怨みの戦騎エンドルフ                                                                    | 福沢博文       | 坂本浩一 |
| 9月15日        | 29         | だいげきとつ！ おどれカーニバル           | - デーボ・カリュードス - 怨みの戦騎エンドルフ                                                                    | 福沢博文       | 坂本浩一 |
| 9月22日        | 30         | てにいれろ！ ガーディアンズのかけら       | - デーボ・ザイホドローン（声 - 飯島肇）                                                                          | 福沢博文       | 加藤弘之 |
| 9月29日        | 31         | バーカンス！ えいえんのホリデー           | - デーボ・バーカンス（声 - 高戸靖広）                                                                            | 福沢博文       | 加藤弘之 |
| 10月06日       | 32         | ビクトリー！ スポーツしょうぶだ           | - デーボ・スポコーン（声 - 草尾毅）                                                                              | 福沢博文       | 渡辺勝也 |
| 10月13日       | 33         | マキシマム！ レディはおれがまもる         | - デーボ・アキダモンネ（声 - 室園丈裕）                                                                          | 福沢博文       | 渡辺勝也 |
| 10月20日       | 34         | ふっかつ！ ブラギガスしゅつげん           | - デーボ・タイリョーン（声 - 梁田清之）                                                                          | 福沢博文       | 竹本昇   |
| 10月27日       | 35         | チョーすげぇッ！ ギガントキョウリュウジン | - 大地の魔神ガドマ                                                                                               | 福沢博文       | 竹本昇   |
| 11月10日       | 36         | ギガガブリンチョ！ きせきのシルバー       | - 魔剣神官マッドトリン - 幽霊デーボス軍                                                                          | 福沢博文       | 竹本昇   |
| 11月17日       | 37         | リベンジ！ ゆうれいデーボスぐん           | - デーボ・アックムーン - デーボ・キビシーデス - デーボ・スポコーン                                               | 福沢博文       | 加藤弘之 |
| 11月24日       | 38         | らぶタッチ！ うつくしすぎるゾーリま       | - ビューティフルゾリー魔ー（声 - 千々和竜策）                                                                    | 福沢博文       | 加藤弘之 |
| 12月01日       | 39         | せいぞろい！ 10だいキョウリュウパワー     | - 獰猛の戦騎D（声 - 宮野真守）                                                                                   | 福沢博文       | 坂本浩一 |
| 12月08日       | 40         | グッとくーる！ オッサンはつらいよ         | - デーボ・カントック（声 - 高木渉）                                                                              | 福沢博文       | 坂本浩一 |
| 12月15日       | 41         | ヤナサンタ！ デーボスせかいけっせん       | - デーボ・ヤナサンタ（声 - チョー） - クローンデーボス                                                           | 福沢博文       | 竹本昇   |
| 12月22日       | 42         | ワンダホー！ せいぎのクリスマス           | - デーボ・ヤナサンタ（声 - チョー） - クローンデーボス                                                           | 福沢博文       | 竹本昇   |
| 2014年01月05日 | 43         | たましいのつるぎ！ うなれストレイザー     | ― | 福沢博文       | 渡辺勝也 |
| 1月12日        | 44         | わらうカオス！ はめつのカウントダウン     | ― | 福沢博文       | 渡辺勝也 |
| 1月19日        | 45         | うそだろオヤジ！ シルバーのさいご         | ― | 福沢博文       | 加藤弘之 |
| 1月26日        | 46         | だいけっとう！ アイとなみだのいちげき     | - 哀しみの戦騎アイガロン - 新・哀しみの戦騎アイスロンド - 魔剣神官マッドトリン                                   | 福沢博文       | 加藤弘之 |
| 2月02日        | 47         | だいはんげき！ さいだいさいごのブレイブ   | - 怒りの戦騎ドゴルド - 怨みの戦騎エンドルフ                                                                      | 福沢博文       | 坂本浩一 |
| 2月09日        | ファイナル | だいばくはつ！ さよならキョウリュウジャー | - 蝶絶神デーボス - 百面神官カオス - 新・喜びの戦騎キルボレロ - 喜びの戦騎キャンデリラ - 楽しみの密偵ラッキューロ | 福沢博文       | 坂本浩一 |

## 他媒体展開
各作品の詳細については当該項目を参照。
映画
『特命戦隊ゴーバスターズVS海賊戦隊ゴーカイジャー THE MOVIE』
2013年1月19日公開。前作『特命戦隊ゴーバスターズ』と前々作『海賊戦隊ゴーカイジャー』のクロスオーバー作品で、キョウリュウジャーの5人がテレビシリーズに先駆けて登場。
『仮面ライダー×スーパー戦隊×宇宙刑事 スーパーヒーロー大戦Z』
2013年4月27日公開。「スーパーヒーロー大戦シリーズ」第2弾。本作品からはキョウリュウジャーの初期メンバーのほか、テレビシリーズに登場したばかりのキョウリュウゴールドが登場。
『劇場版 獣電戦隊キョウリュウジャー ガブリンチョ・オブ・ミュージック』
2013年8月3日公開。プロサッカー・Jリーグとのコラボレーションが行われた。
テレビシリーズ中でも回想シーンで劇中の映像が使われたほか、同作品が初出のキャラクターも複数登場。
公開時期に当たるブレイブ17から、同作品の映像が一部OPに使用されている。
『獣電戦隊キョウリュウジャーVSゴーバスターズ 恐竜大決戦! さらば永遠の友よ』
2014年1月18日公開。前作『特命戦隊ゴーバスターズ』のクロスオーバー作品で、表題の2作品以外にも過去のスーパー戦隊シリーズで恐竜をモチーフとした『恐竜戦隊ジュウレンジャー』、『爆竜戦隊アバレンジャー』、さらに次作『烈車戦隊トッキュウジャー』も登場。
公開時期に当たるブレイブ43から、同作品の映像が一部OPに使用されている。
『平成ライダー対昭和ライダー 仮面ライダー大戦 feat.スーパー戦隊』
2014年3月29日公開。本作品からは桐生ダイゴ / キョウリュウレッドとガブティラが登場。
『烈車戦隊トッキュウジャーVSキョウリュウジャー THE MOVIE』
2015年1月17日公開。次作『烈車戦隊トッキュウジャー』とのクロスオーバー作品で、本作品からはキョウリュウジャー10人（番外戦士は声のみ）とトリン、キャンデリラ、ラッキューロが登場。
『仮面ライダー×スーパー戦隊 超スーパーヒーロー大戦』
2017年3月25日公開。本作品からはキョウリュウレッド・カーニバルと空蝉丸 / キョウリュウゴールド、ゾーリ魔が登場。
『機界戦隊ゼンカイジャー THE MOVIE 赤い戦い! オール戦隊大集会!!』
2021年2月20日公開。『機界戦隊ゼンカイジャー』の劇場作品。キョウリュウレッドが登場。

他テレビシリーズ
『動物戦隊ジュウオウジャー』
第29話にて、バングレイが再生させた者の一体として蝶絶神デーボスが登場。またゴーカイピンクがキョウリュウピンクに豪快チェンジした。
『王様戦隊キングオージャー』
第32話・第33話にて、イアン・ヨークランド / キョウリュウブラック、有働ノブハル / キョウリュウブルー、立風館ソウジ / キョウリュウグリーン、アミィ結月 / キョウリュウピンク、ジェントル、桐生ダイゴ / キョウリュウレッド、キョウリュウゴールド、ラッキューロ、キャンデリラ、福井理香、福井優子、キョウリュウジンが登場。
スマートフォンアプリ
『獣電戦隊キョウリュウジャー for au』のタイトルで配信された。auスマートパス加入者専用のAndroidとiPhoneアプリで、パズルゲームなどがある。Androidに限り、壁紙も配信された。

映像ソフト化
『獣電戦隊キョウリュウジャー』
発売元は東映ビデオ。
本作品のテレビシリーズ全話をソフト化したBDとDVDは、2013年7月12日から2014年6月13日まで順次発売。各巻4話収録の全12巻で、ジャケットにはアメコミ調の文字が多用されている。同年9月13日には、ブレイブ1〜ブレイブ4に約21分38秒の未公開シーンを追加して1本のストーリーに再編集した、『ディレクターズカット版 獣電戦隊キョウリュウジャー BRAVE PRELUDE』のBDとDVDも発売された。なお、映像特典はセルのみの収録、レンタルDVDの収録はない（これは『仮面ライダードライブ』以降の平成仮面ライダーシリーズ作品のセル版〈通常版〉&レンタル版も同じ）。
テレビシリーズを再編集したDVD「ヒーロークラブ」の第1巻（ブレイブ1、ブレイブ2の再編集）は2013年5月21日発売。第2巻（ブレイブ5、ブレイブ6の再編集）は6月21日発売。全2巻。

Vシネマ
『帰ってきた獣電戦隊キョウリュウジャー 100 YEARS AFTER』
2014年6月20日に東映ビデオから発売。本作品（2014年）から100年後の2114年を舞台としており、ダイゴたち6人の子孫の活躍を描く。

Vシネクスト
『機界戦隊ゼンカイジャーVSキラメイジャーVSセンパイジャー』
2022年4月29日期間限定劇場上映、同年9月28日にBlu-ray&DVD発売。キョウリュウレッド、ゾーリ魔が登場。
『王様戦隊キングオージャーVSキョウリュウジャー』
2024年4月26日期間限定劇場上映、同年10月9日にDVD・Blu-ray発売。『王様戦隊キングオージャーVSドンブラザーズ』との2本立て。

Webムービー
『王様戦隊キングオージャー IN SPACE』
2024年11月10日に東映特撮ファンクラブで配信。『王様戦隊キングオージャー』のスピンオフ作品。空蝉丸が登場。
CS放送
2016年4月1日から2017年3月まで、テレ朝チャンネル1にて複数回にわたり放送された。

その他
『キョウリュウジャー&スーパー戦隊 あれるぜ！ キョウリュウ大図鑑DVD』
テレビマガジン（講談社刊）2013年6月号付録DVD。
トリンとキョウリュウジャーによる、2013年4月までのキョウリュウジャーの戦力と獣電池の解説、過去の「スーパー戦隊シリーズ」に登場した恐竜型メカの紹介、キョウリュウジャーの解説で見せる講談社シール101絵本が盛り込まれたDVD。
『獣電戦隊キョウリュウジャー でたぁ〜ッ！ まなつのアームド・オンまつり!!』
テレビマガジン2013年9月号付録DVD。レギュラー出演者は、ダイゴ、ノブハル、空蝉丸のみでシアンとグレーが声のみ登場。オリジナル装備のプレズオンロケットとゴールダーザンダーサンダーが登場する。
キャスト
- 桐生ダイゴ / キョウリュウレッド - 竜星涼
- 有働ノブハル / キョウリュウブルー - 金城大和
- 空蝉丸 / キョウリュウゴールド - 丸山敦史

声の出演
- キョウリュウシアン - ロバート・ボールドウィン
- キョウリュウグレー - 出合正幸
- タンゴセック、タナバンタ - 吉水孝宏

スタッフ
- プロデュース - 大森敬仁
- 原作 - 八手三郎
- 脚本 - 木原大輔
- 撮影 - 岩崎智之
- アクション監督 - 福沢博文
- 監督 - 須上和泰
- 製作・発行 - 講談社
- 製作協力 - 東映
- ビデオ製作 - 東映ビデオ株式会社

『劇場版キョウリュウジャーVSゴーバスターズ直前! ラッキューロとキビシーデス 対キョウリュウジャー必勝ゼミナール』
『獣電戦隊キョウリュウジャーVSスーパー戦隊VSスーパーヒーロー 新春ガブリンピック!!』
テレビマガジン2014年2月号付録DVD。歴代戦隊の劇場版VSシリーズの映像と共にデーボ・キビシーデスが対キョウリュウジャー対策をラッキューロに講義する前半と、あらゆるジャンルのナンバーワンをキョウリュウジャーをはじめとする歴代スーパー戦隊と、1972年以降の仮面ライダー以外の東映ヒーローからノミネート・紹介する後半の二部構成。
ゲストキャラクター
センタイマスター（声 - 杉田智和）
キャプテンヒーロー（声 - 鈴村健一）
スタッフ
- プロデュース - 大森敬仁、沖拓史、久慈麗人
- 監督 - 鈴村展弘
- 脚本 - 木原大輔
- 製作・発行 - 講談社

海外ドラマ/ネットドラマ
『パワーレンジャー・ダイノチャージ』
本作品の英語版ローカライズ作品。
『獣電戦隊キョウリュウジャーブレイブ』
本作品の正式な続編として制作。本作品からもキャンデリラ・ラッキューロ・トリンなどがテレビシリーズの設定を踏まえ、登場する。
ゲーム
『獣電戦隊キョウリュウジャー ゲームでガブリンチョ!!』
発売元はバンダイナムコゲームス（バンダイレーベル）。
2013年8月8日発売。機種はニンテンドー3DS。
ブレイブフロンティア2
エイリムのスマートフォンゲーム『ブレイブフロンティア』の新作『ブレイブフロンティア2』のリリースを記念し、本作品のオリジナルキャストと声優、そして脚本の三条陸が再集結し、『勇敢戦隊ブレイブフロンティア』（以下、『勇敢戦隊』）と、『獣電戦隊キョウリュウジャー』の新作エピソード「ブレイブ33.5 これぞブレイブ!たたかいのフロンティア」（以下、『獣電戦隊』新作エピソード）が、2018年2月12日に『ブレイブフロンティア』公式サイトとYouTubeにて同年5月31日までの期間限定で公開された。突然の新作という理由もあってSNSでは大きな話題となり、公開から一晩で再生回数は14万回以上に達したという。2018年4月12日には、出演者6人によるトーク番組、ブレフロ2リリース特番『キョウリュウジャー 〜再集結の日〜』を配信。
またリリース発表会では、本作品のステージショーやキャスト陣の登壇も行なわれた。このコラボレーションが実現した理由について、ゲームプロデューサーの高橋英士は「『放送とゲームのリリースが同じ年であること』『ブレイブつながり』ということから東映に話したところ、三条がオリジナル脚本を書き下ろしてくれるということから実現した」と語っている。
これらの映像を収めたBlu-rayは「ブレブロ」にちなみ2026名に抽選でプレゼントされた（非売品）。
『勇敢戦隊』
内容は、スーパー戦隊シリーズのあるあるネタを盛り込んだパロディと『ブレイブフロンティア2』のPR動画を兼ねたものとなっているものの、キャストやスタッフは全員、スーパー戦隊シリーズ関係者で、『獣電戦隊』新作エピソードとも共通している。
キャスト（『勇敢戦隊』）
キャストは、『獣電戦隊』新作エピソードと共通している。
- 炎のブレイブ ヴァルガス - 竜星涼
- 水のブレイブ セレナ - 金城大和
- 樹のブレイブ ランセル - 塩野瑛久
- 雷のブレイブ エゼル - 丸山敦史
- 光のブレイブ アトロ - 今野鮎莉
- 闇のブレイブ マグルス - 斉藤秀翼

『獣電戦隊』新作エピソード
「ブレイブ33.5」が示す通り、テレビシリーズの「ブレイブ33」と「ブレイブ34」の間の話のエピソードとなっている。
キャラクター（『獣電戦隊』新作エピソード）
デーボ・ブレイブスキー
デーボス軍よりキョウリュウジャーの方が人気があるため、キョウリュウジャーが勝った方が喜びの感情が得られると考えた喜びの戦騎キャンデリラが作り出したデーボモンスター。その名の通り、ブレイブが好きで、キョウリュウジャーのファン。背中にキョウリュウジャーのグッズに彩られたバックパックを背負い、作戦のために用意された部屋には、キョウリュウジャーのグッズで埋め尽くされている。戦闘能力も高く、戦闘時にはキョウリュウジャーのポスターが一部破れて斧の形を形成したようなマニアックスという武器を使用する。
- デザインはK-SuKeが担当。

用語（『獣電戦隊』新作エピソード）
ブレイブポイント
デーボ・ブレイブスキーが作ったブレイブに関するチェックポイント。戦闘後、キョウリュウジャーも気に入り取り入れることになる。
キャスト（『獣電戦隊』新作エピソード）
- 桐生ダイゴ / キョウリュウレッド - 竜星涼
- イアン・ヨークランド / キョウリュウブラック - 斉藤秀翼
- 有働ノブハル / キョウリュウブルー - 金城大和
- 立風館ソウジ / キョウリュウグリーン - 塩野瑛久
- アミィ結月 / キョウリュウピンク - 今野鮎莉
- 空蝉丸 / キョウリュウゴールド - 丸山敦史
- 子供 - 加藤憲史郎、櫻井優輝
- キョウリュウジャーのファン - 中川素州

声の出演
- ナレーション、各種アイテム音声 - 千葉繁
- 賢神トリン - 森川智之
- 喜びの戦騎キャンデリラ - 戸松遥
- 楽しみの密偵ラッキューロ - 折笠愛
- デーボ・ブレイブスキー - 杉田智和

スーツアクター（2作品共通）
キャスト同様、スーツアクターも『獣電戦隊』新作エピソードと『勇敢戦隊』で共通している。
- キョウリュウレッド - 鈴木大樹
- 大隈厚志
- キョウリュウブルー - 原隆太
- 中山甲斐
- 岩崎香奈
- キョウリュウゴールド - 松岡航平
- 山口真弥
- 井上象策
- 日下秀昭
- 蜂須賀祐一
- 神尾直子
- 野川瑞穂

スタッフ（2作品共通）
キャスト同様、スタッフも『獣電戦隊』新作エピソードと『勇敢戦隊』で共通している。
- プロデュース - 大森敬仁
- 監督 - 加藤弘之
- アクション監督 - 岩上弘数
- 脚本 - 三条陸
- 撮影 - 岩崎智之
- 制作 - 東映

## ネット配信
- 東映特撮 YouTube Official
  - 2021年4月11日 - 9月19日
  - 2023年7月30日 - 2024年1月7日
  - 2025年8月3日 -

また、放送10周年記念と2023年10月の「王様戦隊キングオージャー」参戦を記念して、2,3,4,9,10,21,24,27,34,35,39,35話がセレクションとしてこれとは別に配信された（2023年10月1日11:00から2023年12月31日23:59まで）。